# Commerce triangulaire

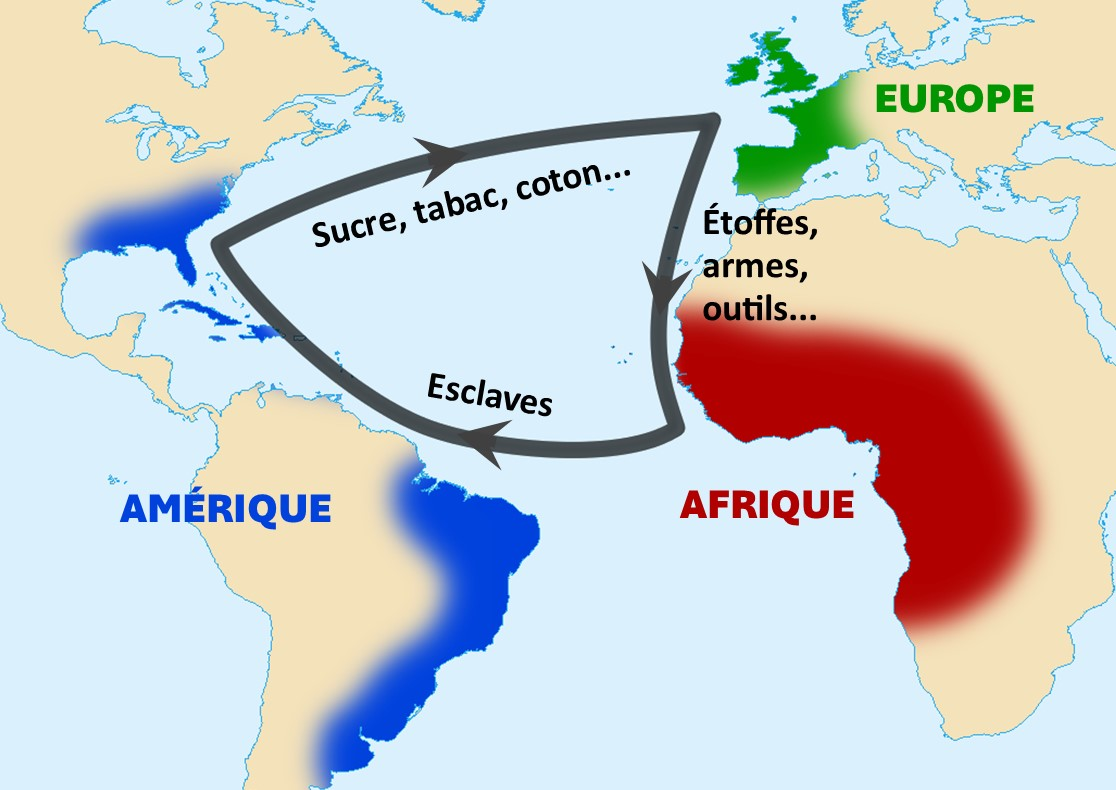
Schéma classique du commerce triangulaire entre l'Europe, l'Afrique et les Amériques.

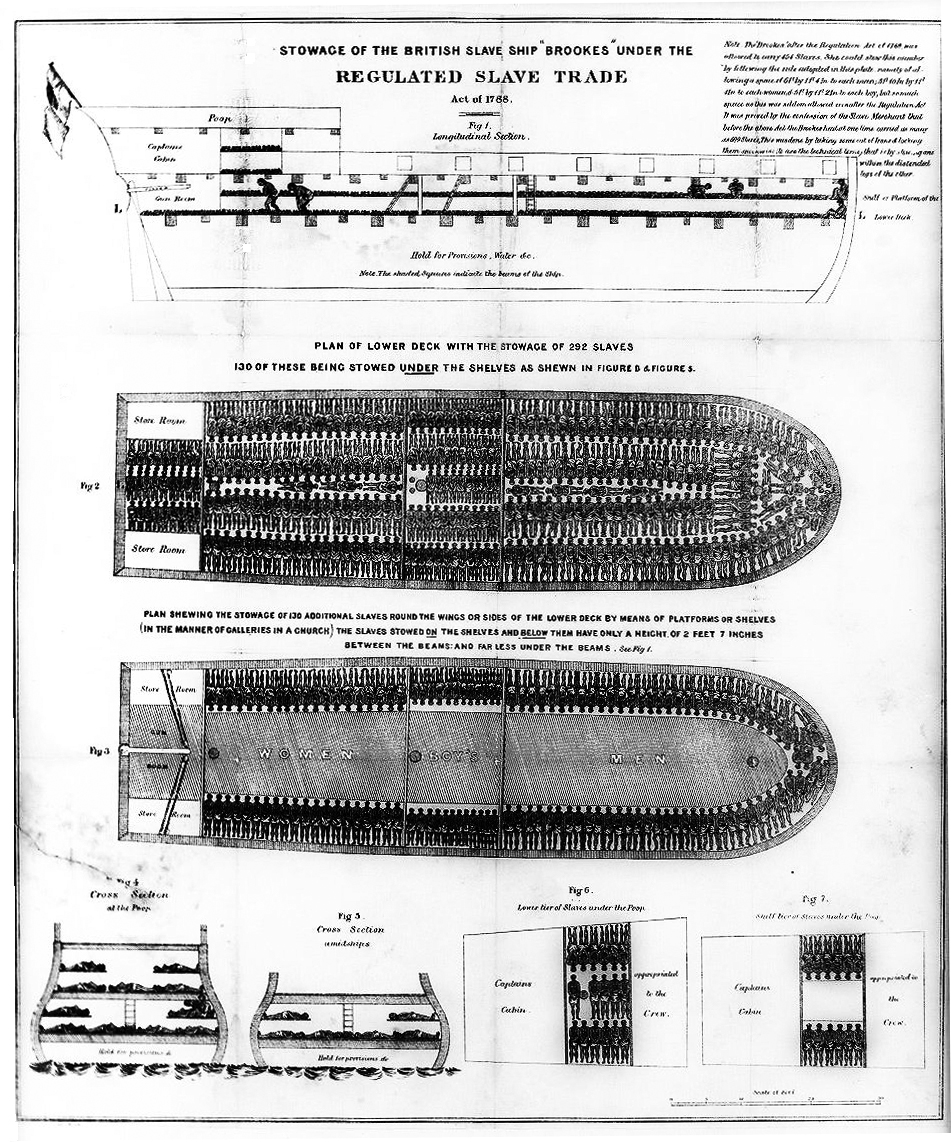
Plan de « stockage » du navire négrier anglais Brookes.

Le commerce triangulaire désigne le commerce maritime reliant l'Europe, l'Afrique et l'Amérique, avec comme objectif la déportation d'esclaves noirs pour approvisionner les colonies en main-d'œuvre servile. Depuis l'Europe, des navires chargés de pacotille (étoffes, armes) se rendaient sur les côtes africaines acquérir des captifs. Ceux-ci étaient ensuite transportés dans les colonies d'Amérique, où ils étaient échangés contre les matières premières produites dans les plantations esclavagistes (sucre, café, cacao, coton, tabac). Enfin, ces denrées coloniales étaient à leur tour revendues dans les ports européens.
Le « commerce triangulaire » et la « traite en droiture » (allers-retours Afrique-Amérique, sans passer par l'Europe) forment ensemble la traite atlantique ou traite occidentale. Organisée par les Européens, cette « traite négrière » est responsable de la déportation massive de onze millions d'individus sur quatre siècles. En revanche, contrairement à la traite en droiture, le commerce triangulaire, qui a été le plus pratiqué par la France et le Royaume-Uni, est très concentré dans le temps : il prend de l'ampleur au XVIIIe siècle, en particulier à partir de 1705, puis chute au début du XIXe siècle, avec le développement du mouvement abolitionniste en Europe et l'interdiction de la traite (mais pas encore de l'esclavage). Le trafic d'esclaves devenu illégal se fait ensuite principalement en droiture entre l'Afrique et l'Amérique du Sud. Enfin, l'abolition complète de l'esclavage (Royaume-Uni en 1838, France en 1848, Brésil en 1888) met un terme définitif à la traite négrière occidentale. L'engagisme est alors relancé pour satisfaire la demande de main-d’œuvre des plantations coloniales.

## Commerce triangulaire et traite en droiture
Le « Commerce triangulaire », ou « traite triangulaire », qui relie trois continents (Europe, Afrique, Amériques), ne désigne qu'une partie de la traite négrière effectuée par les Européens. Grâce à l’exploration récente des archives portugaises et hollandaises, les dernières recherches attribuent à la « traite en droiture » ou « traite de l'Atlantique sud » (liaison directe Afrique-Amériques, sans passer par les ports d'Europe), 45 % du total des esclaves africains déportés vers les colonies européennes (soit environ cinq millions d’individus). Cela explique aussi pourquoi Rio de Janeiro est le premier port négrier de la traite occidentale, devant Liverpool et Nantes, exclusivement tournés vers le commerce triangulaire.
De plus, si la traite triangulaire culmine au XVIIIe siècle, la traite en droiture domine largement la première période (XVIe et XVIIe siècles), et à nouveau au XIXe siècle, du fait des abolitions en Europe.

## Déroulement du voyage de traite

### Préparation d'une expédition négrière française auXVIIIesiècle

#### Armateurs

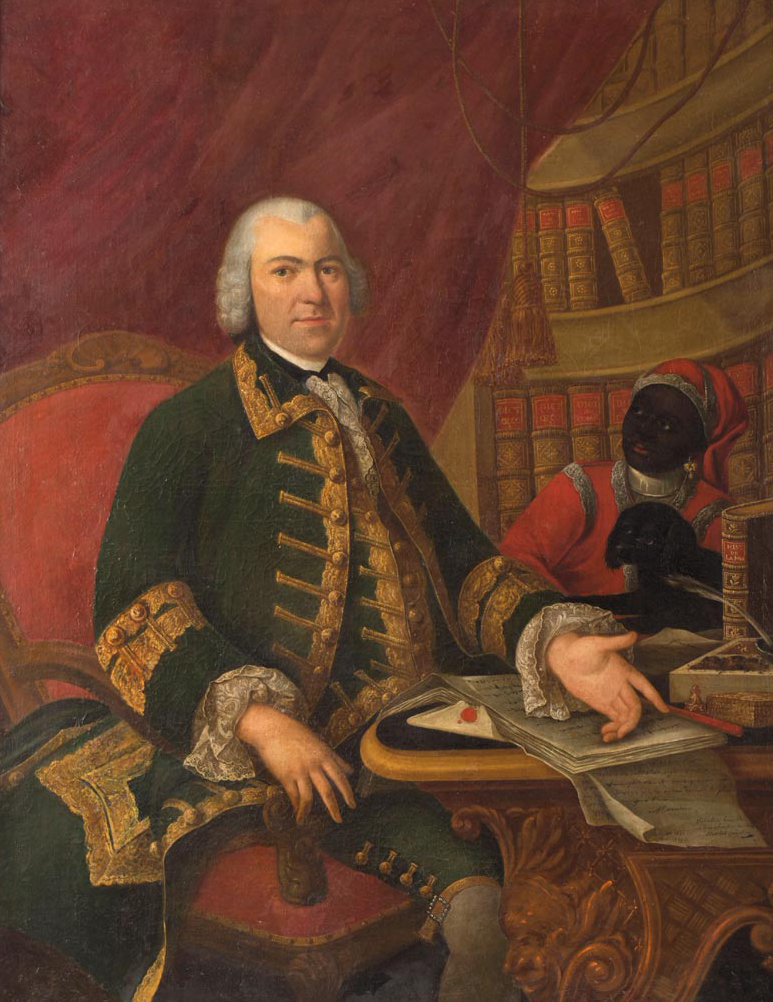
Dominique Deurbroucq, négociant et armateur négrier nantais, accompagné d'un esclave.

L'armement négrier était en France une activité très concentrée : Robert Stein a recensé 500 familles qui avaient armé, à Nantes, Bordeaux, La Rochelle, Le Havre et Saint-Malo, 2 800 navires pour l'Afrique. Parmi elles, 11 familles (soit 2 %) avaient armé 453 navires (soit 16 %).
Les armateurs négriers ne se livraient pas uniquement à la traite, mais aussi à d'autres activités, moins spéculatives, comme l'assurance, la droiture vers les colonies ou la pêche à la morue. Ils occupaient souvent une place très importante dans les sociétés portuaires et étaient très influents. Entre 1815 et 1830, presque tous les maires de Nantes avaient été des négriers.
En 1780, dans l'Histoire des deux Indes, Denis Diderot dresse un portrait sans concession du négociant-armateur, « courbé sur son bureau, règle, la plume à la main, le nombre des attentats qu'il peut faire commettre sur les côtes de Guinée ; qui examine à loisir, de quel nombre de fusils il aura besoin pour obtenir un nègre, de chaînes pour le tenir garrotté sur un navire, de fouets pour le faire travailler ; qui calcule, de sang-froid, combien lui vaudra chaque goutte de sang, dont cet esclave arrosera son habitation  ; qui discute si la négresse donnera plus ou moins à la terre par les travaux de ses faibles mains que par les dangers de l'enfantement »,.

#### Capitaux
La mise hors qui initiait un voyage triangulaire typique du XVIIIe siècle exigeait des sommes importantes : quelque 250 000 livres en France, soit la valeur d'un hôtel particulier dans une rue élégante de Paris, comme la rue Saint-Honoré. Elles étaient trois fois supérieures à celles de l'armement d'un bâtiment de même tonnage filant en droiture vers les îles. Pour financer leur expédition, les armateurs partageaient les risques financiers. Ils faisaient appel à un certain nombre de personnes pour prendre des parts dans l'entreprise. Appelés actionnaires ou associés, ces personnes pouvaient être très nombreuses. En France, les armateurs trouvaient souvent les capitaux auprès de leurs amis, de leurs connaissances et de leurs parents,.

#### Navire

Plan et profil du navire négrier La Marie Séraphique de Nantes, d'une capacité de 150 tonneaux et 350 captifs.

Le choix du navire dépendait de la stratégie de l'armateur. Si celui-ci optait pour un voyage rapide, alors le voilier devait être fin et rapide. S'il voulait se montrer économe, un navire en fin de carrière pouvait convenir,,.
Le tonnage moyen du négrier était souvent supérieur à celui des navires destinés à la droiture vers les îles.
Le navire négrier devait également répondre à des impératifs :
1. Il devait être polyvalent, c'est-à-dire être capable de contenir des marchandises comme des captifs ;
2. Le volume de la cale devait être suffisamment important afin de transporter l'eau et les vivres. Ainsi, en supposant qu'il faille 2,8 litres d'eau par personne et par jour, pour 45 marins et 600 captifs, sur un voyage de deux mois et demi, les besoins en eau montaient à 140 000 litres d'eau ; en outre, il fallait compter 40 kg de vivres par personne ;
3. La hauteur de l'entrepont était comprise entre 1,40 et 1,70 mètre. L'entrepont servait de parc à esclaves et avec cette hauteur, les négriers augmentaient la surface disponible en installant des plates-formes à mi-hauteur sur les côtés, sur une largeur de 1,90 mètre.

Entre 1749 et 1754, le tonnage moyen des négriers nantais était compris entre 140 et 200 tonneaux.

#### Marchandises

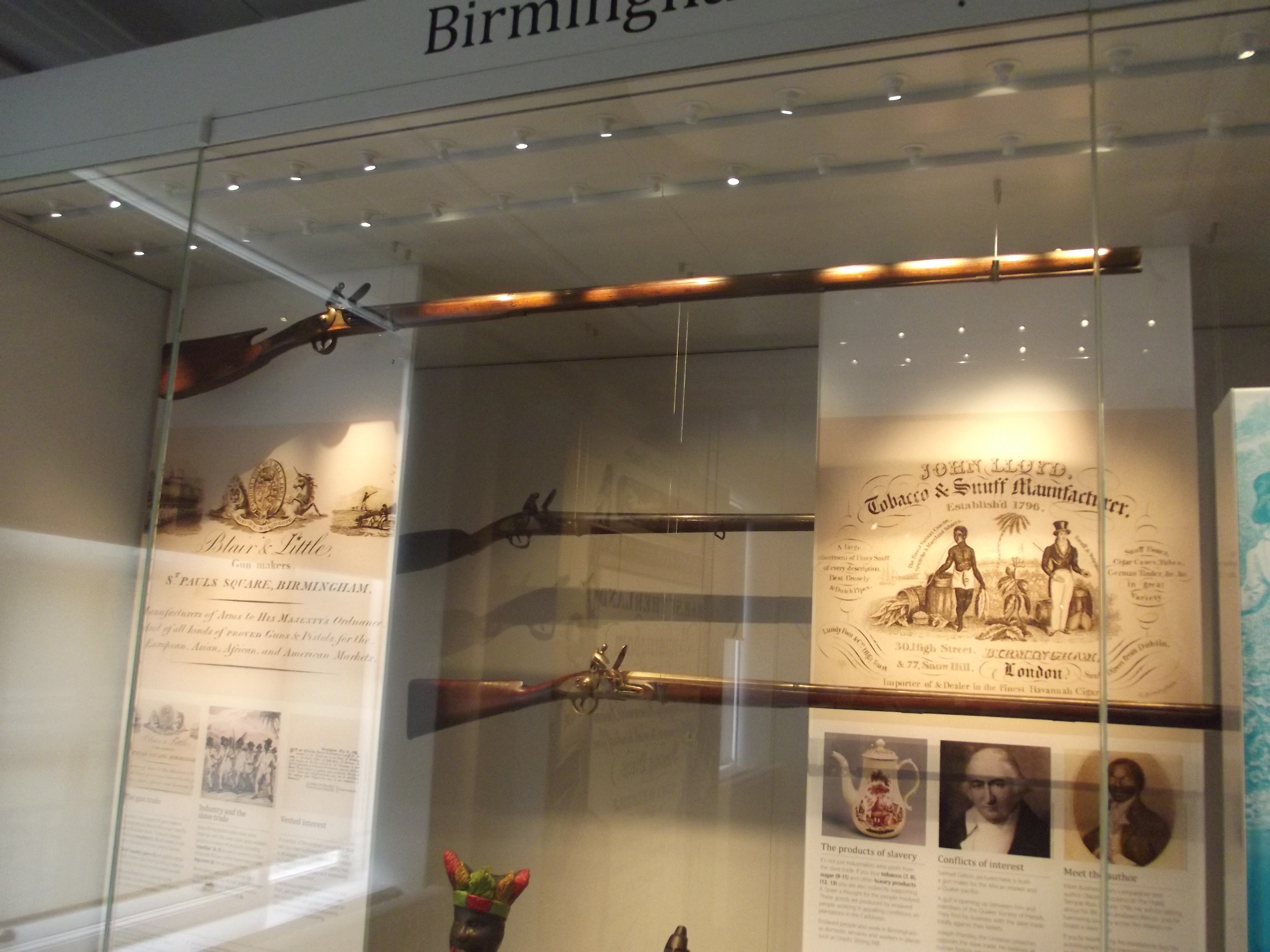
Fusils de traite. Dans la du XVIIIe siècle, les Européens vendaient environ 300000 fusils par an en Afrique, contribuant à maintenir un état de guerre endémique dont les prisonniers alimentaient le marché aux esclaves.

Les marchandises transportées lors du trajet Europe-Afrique devaient être suffisamment nombreuses et diversifiées car les vendeurs africains d'esclaves étaient de redoutables négociateurs. Les navires négriers européens emportaient dans leurs cales des armes à feu, des armes blanches, des étoffes simples et somptueuses (indiennes), des vins et spiritueux, des matières premières brutes (barres de fer), des produits semi-finis ou finis (outils), des articles de fantaisie et parures (chapeaux, pipes), du tabac, des instruments monétaires (cauris), des articles de cadeaux et de paiement des coutumes,.
La cargaison d'un négrier en partance pour les côtes d'Afrique représentait 60 à 70 % du montant de la mise hors nécessaire à l'armement du navire. En effet, de nombreux produits de traite étaient relativement chers. C'était le cas des « indiennes », des textiles qui représentaient entre 60 et 80 % de la valeur de la cargaison.
La nature des marchandises embarquées varie selon les époques. Si certains produits proposés par les négriers européens ne satisfaisaient pas la demande des vendeurs d'esclaves, ces derniers étaient retirés des négociations. Ce fut le cas, par exemple, de la nourriture, des animaux et des agrumes, présents dans les premières cargaisons portugaises.

#### Équipage
Le nombre d'hommes d'équipage sur un navire négrier était deux fois plus important que celui des autres navires marchands de même tonnage. En France, on comptait 20 à 25 hommes par 100 tonneaux, ou encore un marin pour 10 captifs. L'équipage était composé de jeunes, de novices, parfois de fils d'armateur, de déracinés et d'aventuriers en tout genre.

##### Marins indispensables
Pour la réussite d'une expédition négrière, quatre hommes étaient particulièrement importants, :
1. Le charpentier qui devait construire le faux-pont une fois que le navire se rapprochait des sites de traite africains ;
2. Le tonnelier qui devait s'assurer de la bonne conservation de l'eau et des vivres, en quantité très importante dans la cale ;
3. Le cuisinier qui devait nourrir des centaines de captifs et l'équipage ;
4. Le chirurgien qui devait s'assurer de la bonne santé des captifs à l'achat. Il était également chargé du marquage au fer rouge des captifs. Mais il ne pouvait rien contre les maladies qui se déclaraient à bord (J.-C. Nardin en dénombre 45 différentes[réf. nécessaire]).

##### Capitaine

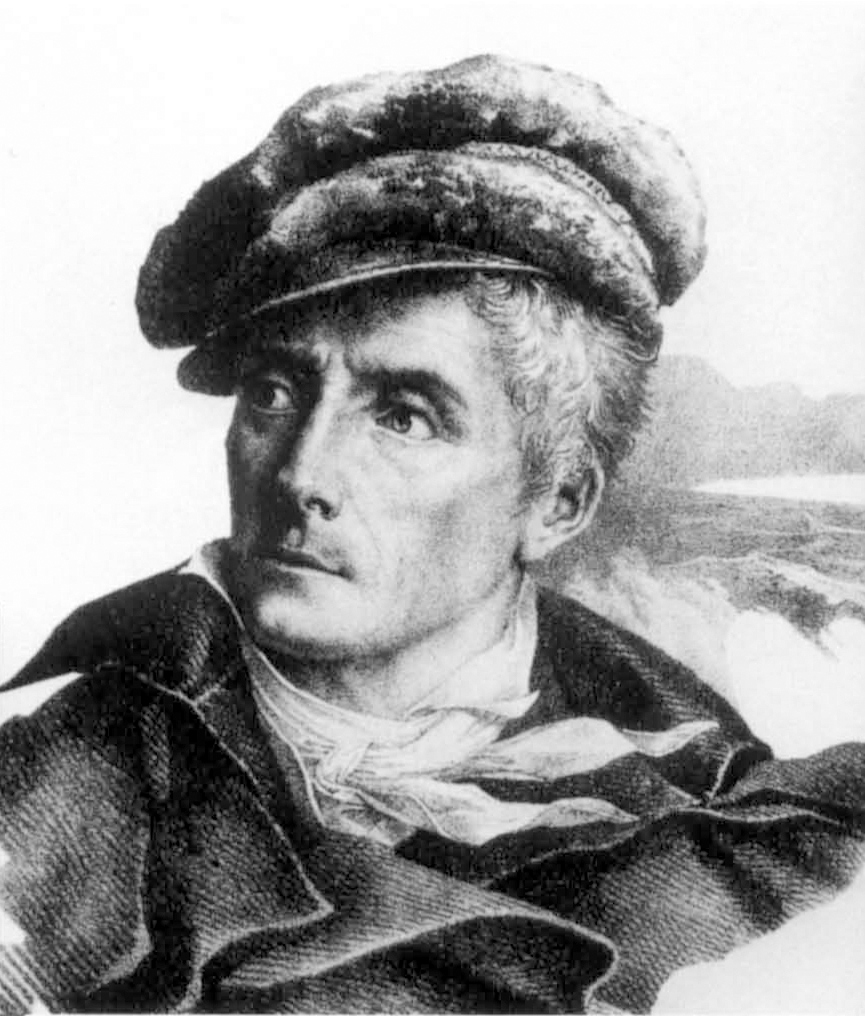
Pierre Desse, capitaine négrier bordelais.

Afin de mener à bien une expédition négrière, l'armateur nommait un capitaine. Il n'hésitait pas à intéresser le capitaine dans les profits de l'expédition en plus des primes. Celui-ci devait réunir plusieurs compétences, :
1. Des compétences nautiques. Le capitaine devait savoir naviguer mais il devait également surmonter les nombreux obstacles naturels qu'il allait rencontrer sur sa route ;
2. Des compétences commerciales. Le capitaine devait savoir marchander avec les traitants africains. Certains capitaines (surtout français) marchandaient également avec les colons[Pétré 9] ;
3. Des compétences de manieur d'hommes et de garde-chiourme.

### La capture des futurs esclaves

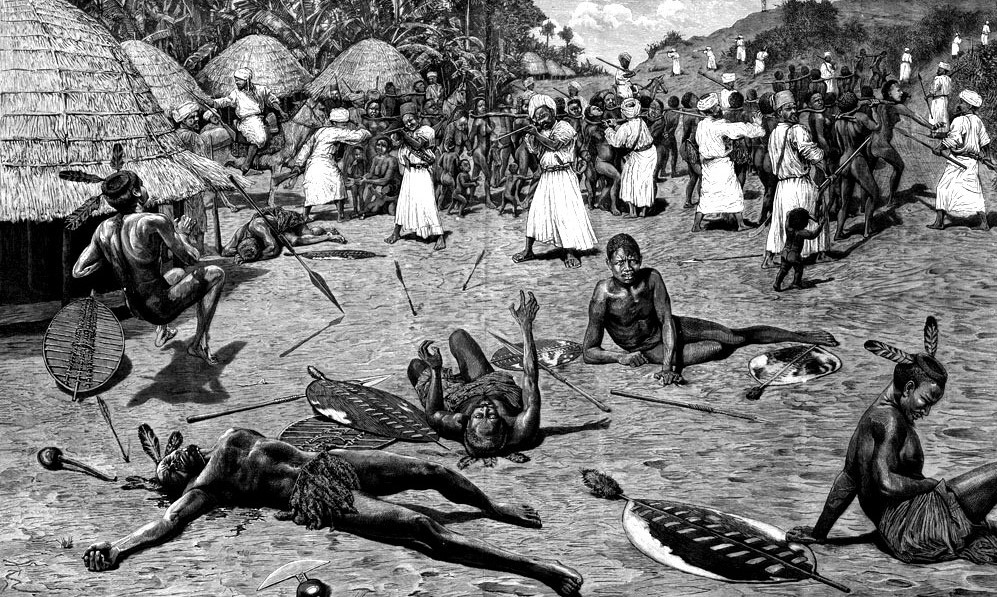
Razzia d'esclaves dans un village africain.

À l'exception du cas spécifique du Portugal, seul pays à avoir colonisé l'intérieur de l'Afrique avant le XIXe siècle, et qui capturait ou achetait ses futurs esclaves non sur les plages mais à l'intérieur des terres, les autres États européens obtenaient leurs esclaves sur les côtes africaines en les troquant contre des armes et diverses marchandises. L'écrivain et journaliste américain Daniel Pratt Mannix estime que seuls 2 % des captifs de la traite atlantique furent enlevés par des négriers européens.
Initialement, en 1448, Henri le Navigateur avait donné l'ordre de privilégier l'établissement de relations commerciales avec les Africains, mais les Portugais lancèrent rapidement des expéditions militaires le long des rivières de l'Angola qui leur permirent de capturer des esclaves puis d'armer des intermédiaires à qui ils sous-traitèrent ensuite la capture ou l'achat de leurs victimes.
Les lançados, métis de Portugais, jouèrent les intermédiaires entre les négriers occidentaux et les négriers africains à partir du dernier tiers du XVIe siècle en Gambie et au Liberia. D'autres lançados s'étaient établis dans le royaume du Dahomey. Au XIXe siècle, leur rôle en tant qu'intermédiaires et producteurs d'esclaves y était très important, surtout lorsque Francisco Felix de Souza obtint du roi Ghézo, en 1818, la charge de « Chacha » (responsable du commerce pour le royaume du Dahomey).
Au Congo, à partir du XVIIe siècle, des caravanes de pombeiros (marchands indigènes acculturés et commandités par les Portugais) s'enfonçaient à l'intérieur du continent pour aller produire ou acheter des esclaves.
Ailleurs, la production de captifs était affaire purement africaine,.

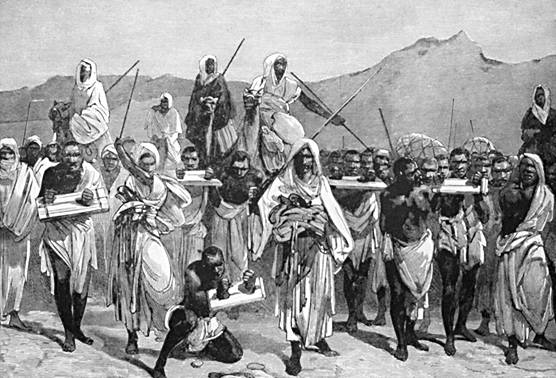
Négriers arabes et leurs captifs noirs au Sahara, XIXe siècle.

Enfin, les trafiquants arabes, très actifs depuis des siècles dans la traite négrière, pouvaient également vendre des esclaves aux Européens, même sur la côte occidentale de l'Afrique.

#### Les modalités de réduction en esclavage
Selon le sociologue américano-jamaïquain Orlando Patterson, les principales modalités de réduction en esclavage étaient la capture à la guerre, l'enlèvement, les règlements de tributs et d'impôts, les dettes, la punition pour crimes, l'abandon et la vente d'enfants lors des famines, l'asservissement volontaire et la naissance. La confrontation de plusieurs sources montre qu'il pouvait y avoir, selon les régions et les époques, un ou plusieurs modes de réduction en servitude prédominants :
- en 1850, S. Koelle interrogea 142 esclaves en Sierra Leone. 34 % dirent qu'ils avaient été pris à la guerre, 30 % qu'ils avaient été enlevés, 7 % qu'ils avaient été vendus par des membres de leur famille ou des supérieurs. Par ailleurs, 7 % avaient été vendus pour solder des dettes et 11 % condamnés au cours de procès[Pétré 16] ;
- selon une enquête de M. Gillet établie en 1863 dans la région du Congo: sur un total de 2 571 esclaves, environ quarante étaient prisonniers de guerre ou bien avaient été pris et vendus par des peuples voisins, 1 519 étaient « esclaves de naissance », 413 avaient été vendus « par des gens de leur propre tribu sans avoir, [selon eux], commis aucun délit », et enfin, 399 avaient été condamnés (pour infidélité, adultère, vol, crimes et délits divers, commis par eux ou par certains de leurs proches)[Pétré 17].

Dans tous les cas, l'avenir des esclaves dépendait souvent du mode de réduction en servitude. Les esclaves de naissance, déjà soumis, devaient plus facilement être conservés. À l'inverse, les marginaux, les opposants politiques et les prisonniers de guerre étaient plus volontiers vendus aux Occidentaux.

#### Mortalité des captifs sur le sol africain

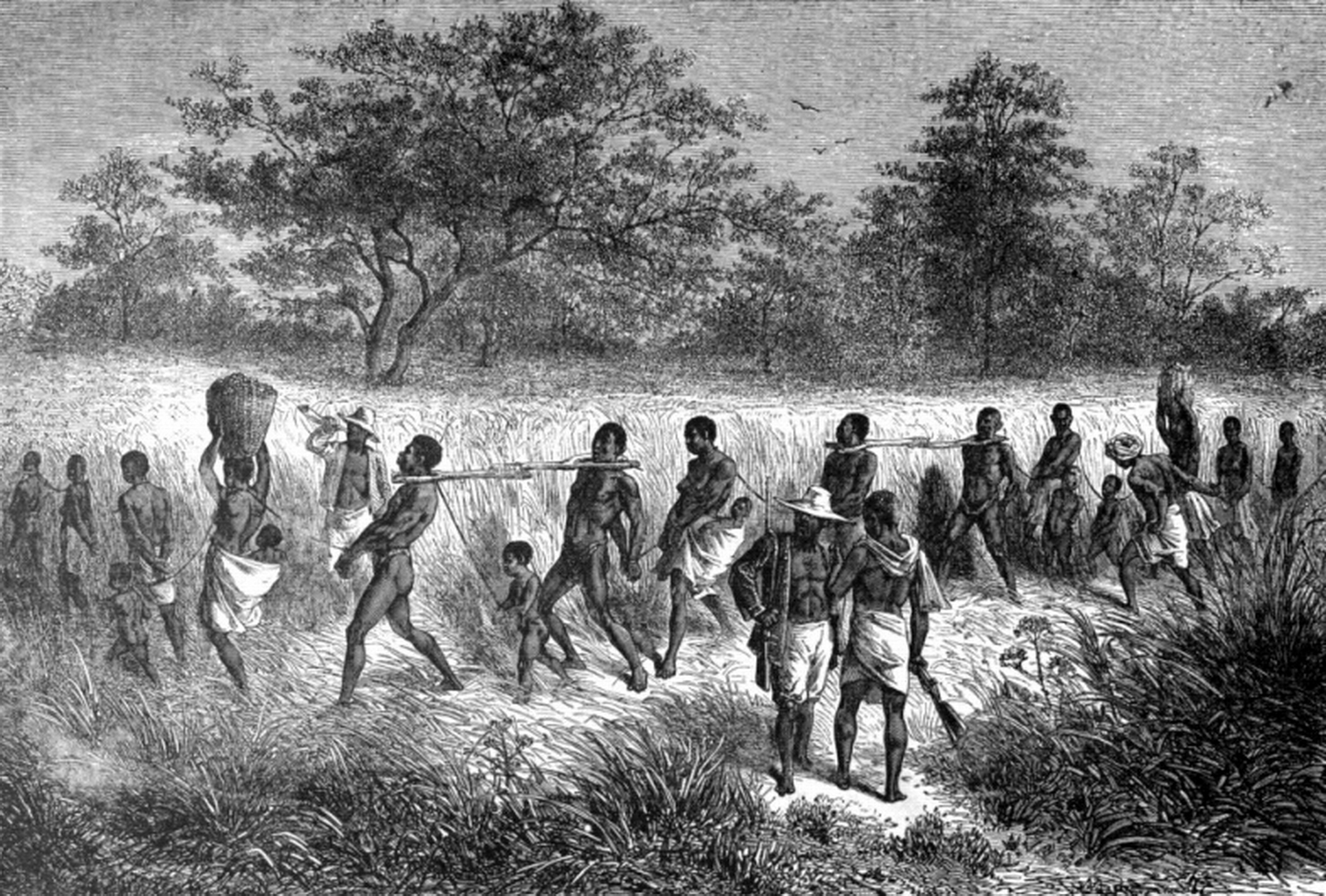
Convoi d'esclaves en Afrique centrale.

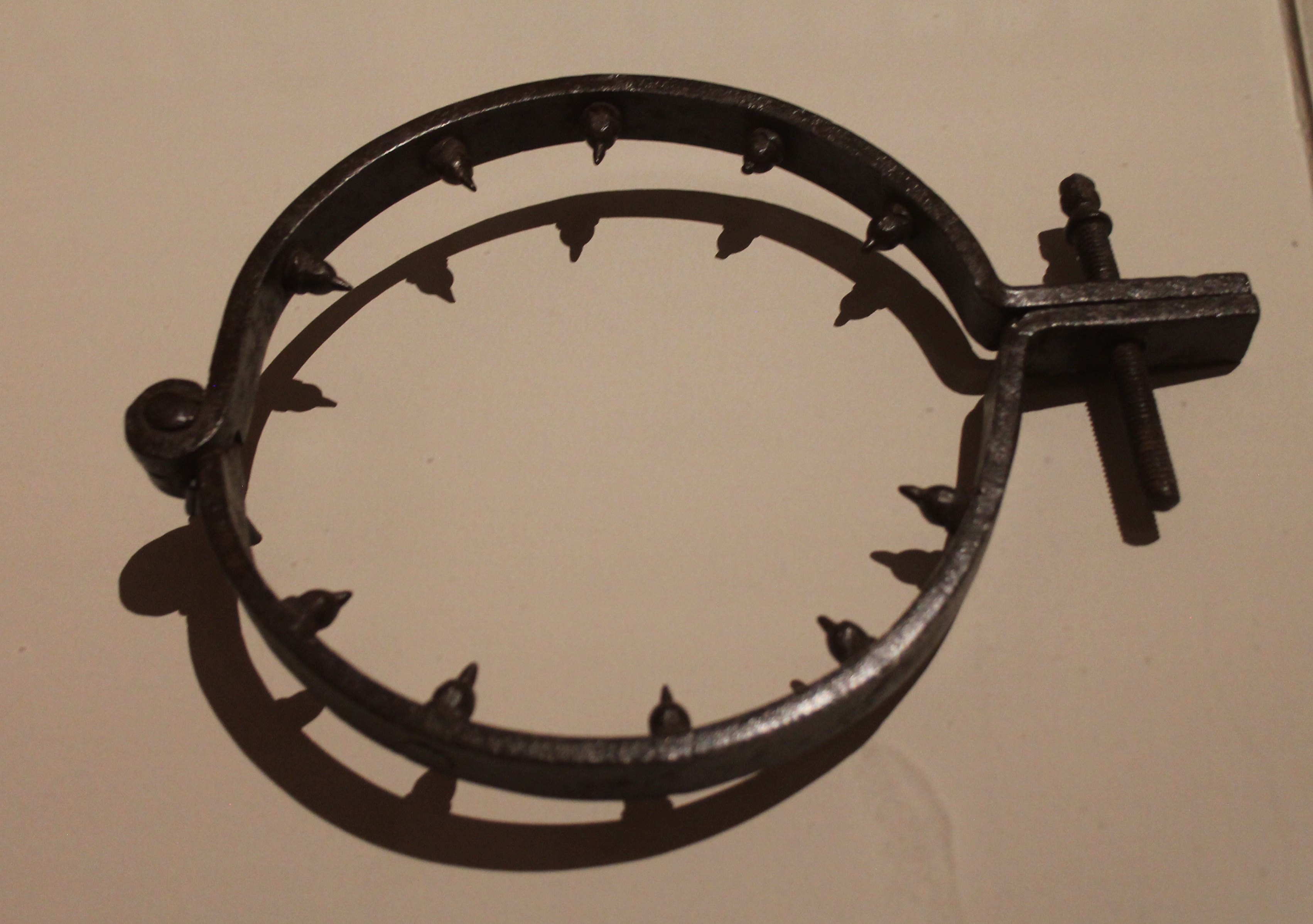
Entrave de cou, Musée d'histoire de Nantes.

On dispose de peu d'éléments sur le nombre de captifs décédés sur le sol africain. Cependant, pour l'Angola, il existe de telles informations : selon Miller, les pertes y auraient été de 10 % lors des opérations de capture, de 25 % au cours du transport vers la côte, de 10 à 15 % lorsque les captifs étaient parqués dans les baracons sur la côte. Au total, les pertes se situeraient entre 45 et 50 %.
Il est impossible d'extrapoler ces données pour tirer des conclusions sur l'ensemble de l'Afrique. On suppose que les pertes étaient liées à la distance parcourue et à la durée nécessaire pour atteindre les sites de traite côtiers. Ainsi, les pertes pouvaient être très différentes selon les régions.
- L'historien américain Patrick Manning estime que pour 9 millions de déportés aux Amériques, 21 millions auraient été capturés en Afrique (sept millions seraient devenus esclaves en Afrique et cinq millions seraient morts dans l'année suivant leur capture)[Pétré 20].
- L'historien Joseph Inikory estime que la traite atlantique et les diverses calamités naturelles auraient fait 112 millions de victimes[Pétré 20].
- Raymond L. Cohn, un professeur d'économie dont les recherches sont centrées sur l'histoire économique et les migrations internationales[7], estime que 20 à 40 % des captifs mouraient au cours de leur transport à marche forcée vers la côte, et que 3 à 10 % disparaissaient en y attendant les navires négriers. On arrive à un total compris entre 23 et 50 %[Pétré 21].

### L'achat des captifs

#### Les modalités de l'échange

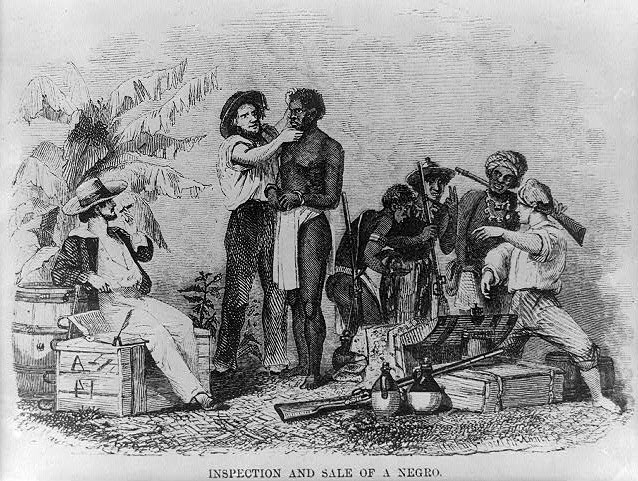
Inspection d'un captif lors d'une vente d'esclaves entre acheteurs européens et marchands africains. Gravure de 1854.

Les échanges se faisaient soit à terre, soit sur le bateau. Dans les deux cas, les modalités de l'échange entre négriers africains et négriers européens ont peu varié au cours des siècles.
La marchandise européenne était étalée aux regards des courtiers et des intermédiaires africains. Ensuite, les négriers européens payaient les coutumes, c'est-à-dire des taxes d'ancrage et de commerce. Puis les deux parties se mettaient d'accord sur la valeur de base d'un captif. Ce marchandage était âprement discuté.

#### Des unités de compte variables
Ce n'est qu'à partir du XIXe siècle que des monnaies fiduciaires occidentales ont été introduites en Afrique sub-saharienne. Il s'agissait notamment du dollar américain, de la piastre et du thaler de Marie-Thérèse.
Auparavant, les courtiers africains utilisaient leur propre unité de compte comme la barre en Sénégambie ou l'once à Ouidah. En ce qui concerne les marchandises européennes, ils ne tenaient pas compte des prix occidentaux.
Dans certaines régions, c'est le choix dans l'assortiment qui déterminait la valeur d'un lot d'esclaves. En 1724, dans la région du fleuve Sénégal, 50 captifs avaient été traités pour :
- Pataques néerlandais en argent.201 pataques à 4 livres la pièce ;
- 1 petit macaton[Note 1] d'argent et sa chaîne ;
- 1 petit cornet en argent ;
- 5 fusils ;
- 75 livres de poudre à canon ;
- 104 livres de balles en plomb ;
- 8 cordes ;
- 24 pintes d'eau-de-vie ;
- 12 barres de fer ;

Pataques néerlandais en argent.

- 225 aunes de toile bleue et noire ;
- 69 aunes de toile de Rouen ;
- 1,5 aune de drap écarlate ;
- 12 milliers de galets rouges.

C'est ce que valaient les 50 captifs pour les négriers africains du Sénégal en 1724. Par contre, le négrier français convertissait le tout en monnaie fiduciaire française et ces 50 captifs lui coûtaient 2 259 livres tournois. Ainsi, chaque captif coûtait en moyenne 45 livres.
Dans d'autres régions, le prix était fixé en unité de compte locale. À Ouidah par exemple, un canon équivalait à une dizaine d'esclaves ; à Douala, on trouve des barres de fer et des pots de cuivre ayant servi de monnaie d'échange ; au musée de Banjul est exposée une table de conversion du kilo d'esclave en pistolets, cristaux ou vêtements. Mais pour les négriers occidentaux, le coût d'un esclave pouvait facilement varier. En 1773, à Ouidah, le prix d'un captif homme était fixé à 11 onces. À cette valeur, les marchandises échangées étaient différentes suivant les courtiers :
| Courtiers | Marchandises                    | Onces |
| --------- | ------------------------------- | ----- |
| Zazou     | 3 ancres d'eau-de-vie           | 3     |
| Zazou     | 123 livres de cauri             | 3     |
| Zazou     | 5 rolles de tabac               | 5     |
| Colaqué   | 2 ancres d'eau-de-vie           | 2     |
| Colaqué   | 205 livres de cauri             | 5     |
| Colaqué   | 16 platilles                    | 2     |
| Colaqué   | 2 rolles de tabac               | 2     |
| Colaqué   | 1 chapeau                       |       |
| Yaponeau  | 4 ancres d'eau-de-vie           | 4     |
| Yaponeau  | 164 livres de cauri             | 4     |
| Yaponeau  | 1 pièce de toile à robe         | 1     |
| Yaponeau  | 2 pièces de mouchoirs de Cholet | 1     |
| Yaponeau  | 4 barres de fer                 | 1     |
| Yaponeau  | 1 chapeau                       |       |

#### Les prix des captifs entre 1440 et 1870
Les prix ont évolué au cours des quatre siècles de la traite négrière occidentale.

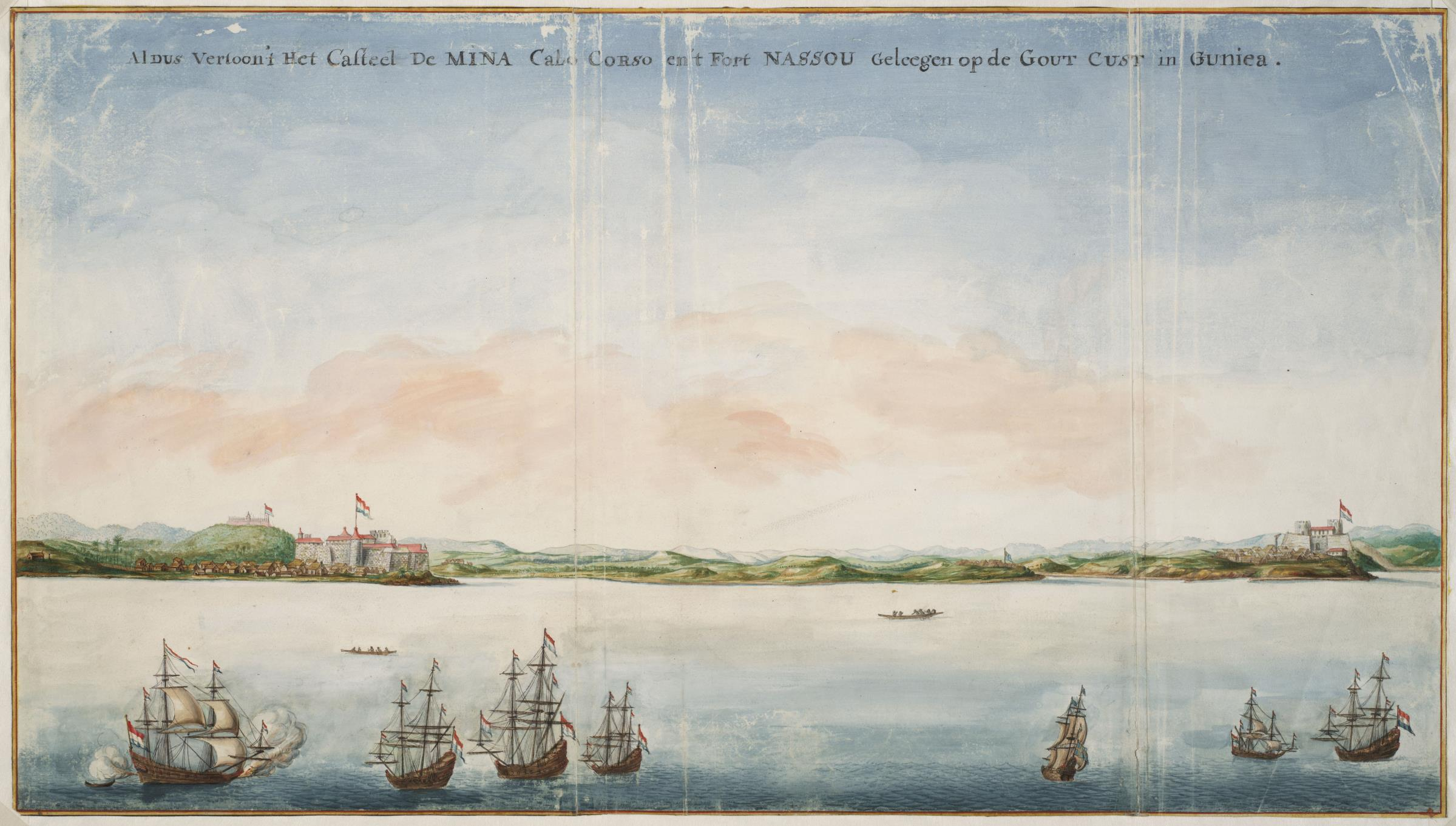
Les comptoirs de traite d'Elmina et Nassau en 1665, sur la Côte de l'Or (actuel Ghana).

L'arrivée des Français et des Anglais en 1674 sur les côtes d'Afrique, jusque-là chasse gardée des Hollandais, fait brutalement monter le prix des esclaves, qui sera multiplié par 6 entre le milieu du XVIIe siècle et 1712, entraînant le développement de nouveaux circuits d'approvisionnement à l'intérieur du continent, qui affaiblissent les sociétés africaines traditionnelles.
L'arrivée en masse de nouveaux esclaves aux Antilles fait parallèlement baisser leur prix d'achat par les planteurs de canne à sucre, et augmenter la production, ce qui a pour effet d'abaisser le prix de cette denrée sur le marché mondial et d'encourager sa consommation, avec comme conséquence un immense développement de l'économie sucrière et le trafic d'esclaves.
Les prix avaient évolué au cours des quatre siècles de la traite négrière occidentale, tant du côté anglais que français.

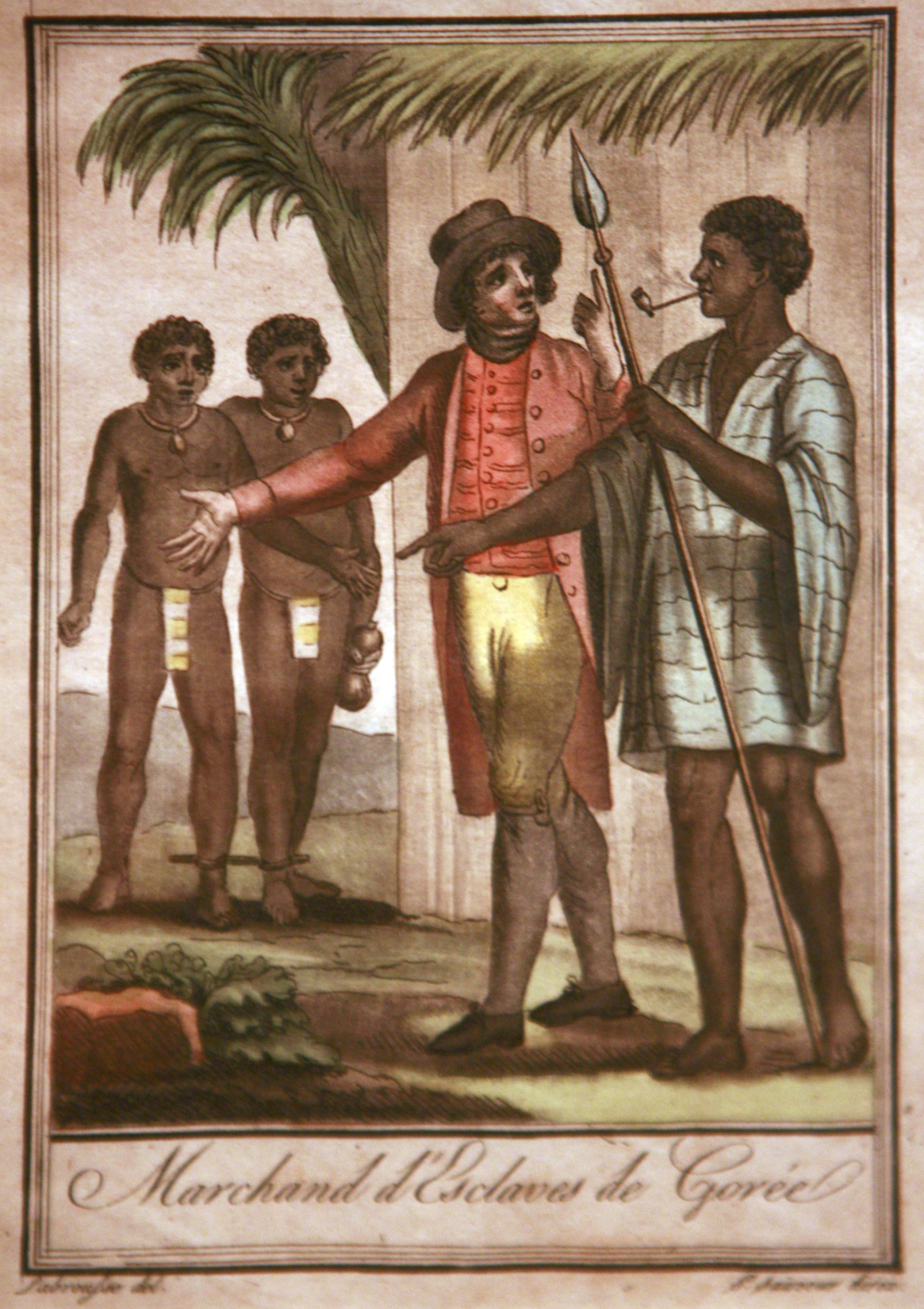
Marchand d'esclaves dans le comptoir colonial de Gorée (Sénégal).

Côté anglais et espagnol, Hugh Thomas présente la liste suivante :
- années 1440 : en Sénégambie, un cheval valait de 25 à 30 esclaves ;
- 1500 : un esclave valait 12 à 15 manilles sur la côte de Guinée ;
- 1500-1510 : en Sénégambie, un cheval valait de 6 à 8 esclaves ; au Bénin, un esclave valait 20 à 25 manilles ;
- 1698 : en Guinée, les prix avaient augmenté de 3 à 4 livres sterling ;
- 1701 : à Calabar (Nigéria), un homme valait 12 barres et une femme valait 9 barres ;
- années 1750 : de 12 à 16 livres à l'embouchure de la Gambie ;
- 1753 : un esclave de la Côte de l'Or valait 46 livres ; de la côte du vent, de 35 à 43 ;
- 1801-1810 : le prix moyen d'un esclave de Sénégambie est de 29 livres 5 shillings, 2 pence et demi ;
- 1850 : à Saint-Louis-du-Sénégal, le prix moyen était de 29 livres sterling ;
- 1851 : le prix des esclaves au Mozambique était d'environ 3 à 5 dollars ; à Pongas, environ 12 ; à Luanda, environ 14 à 16.

Côté français, l'historien Serge Daget (1927-1992) nous en donne également une autre :
- au milieu du XVIIe siècle, à Ouidah, le coût du captif moyen équivalait à 72 livres tournois ;
- en 1670, à Ouidah, le coût du captif moyen montait à 192 livres ;
- en 1712, sur la Côte de l'Or, un captif coûtait 384 à 410 livres ;
- à la fin du XVIIIe siècle, à Ouidah, il pouvait atteindre 480 livres ;
- entre 1830 et 1840, à Ouidah et à Lagos, un captif valait 360 à 480 francs ;
- en 1847, à Ouidah, il coûtait 1 680 à 1 920 F ;
- en 1847, à Lagos, le coût d'un captif était de 480 F.

#### Les modalités d'embarquement

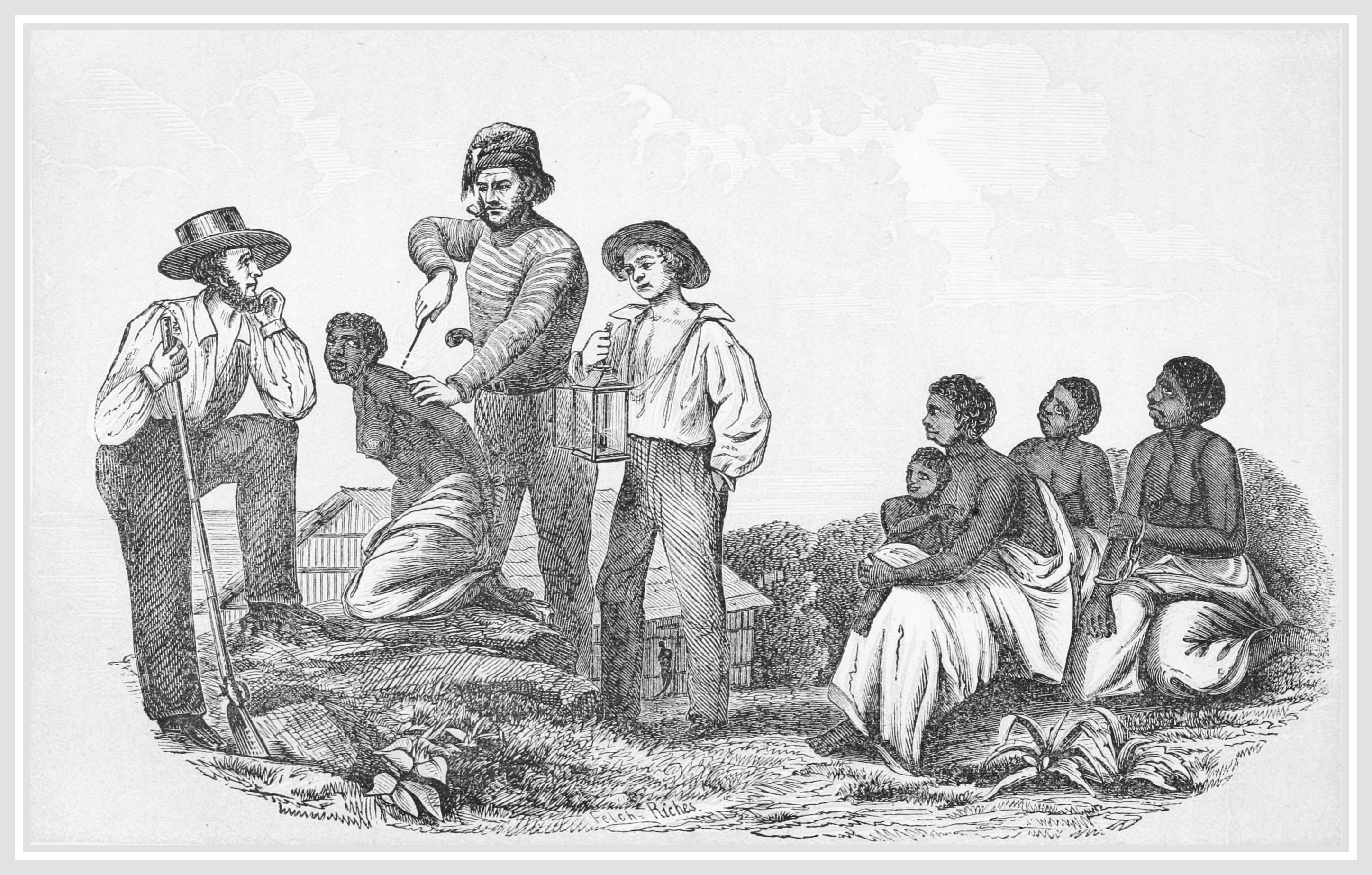
Marquage au fer des captifs avant l'embarquement.

##### Comptoirs de traite ou cabotage
Si le bateau appartient à une compagnie (par exemple la Compagnie des Indes), il se rend aux comptoirs appartenant à sa nation. Là, des captifs sont entreposés en vue de leur déportation. Avec le commerce libre (hors du monopole des compagnies), l'armateur fixe les lieux de cabotage du navire : dans le meilleur des cas, le navire cabote dans une zone prédéfinie ; dans le pire des cas, le navire procède à un lent cabotage entre chaque foyer négrier (appelé également « traite volante »), de la Sénégambie jusqu'au Gabon et plus loin encore. La durée du cabotage dépasse très fréquemment les trois mois.

##### Embarquement des captifs

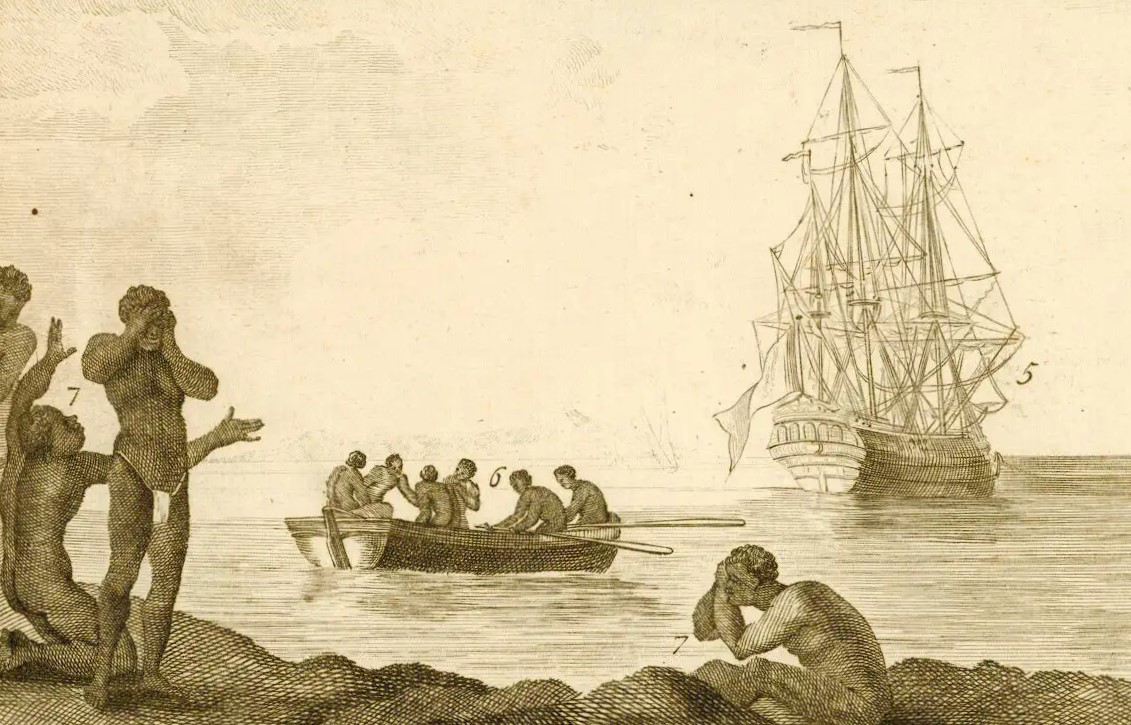
Noirs sur un rivage se lamentant de voir embarquer d'autres noirs sur un bateau, par Chambon, 1764.

L'embarquement des captifs se fait par petits groupes de quatre à six personnes.
Certains captifs craignent d'être mangés par les Blancs. Louis Garneray, corsaire, négrier, écrivain et peintre de la mer, relève les sentiments d'effroi qu'éprouvent les captifs en montant à bord : « Ceux-ci, quoique déjà esclaves, montraient un désespoir et une frayeur extrêmes lorsque leurs maitres nous les livraient. Ils ne nous suivaient généralement qu’après avoir pris congé avec des hurlements et des sanglots de leurs camarades ; on eût dit qu'on les conduisait au supplice ».
Par désespoir, d'autres préfèrent sauter et se noyer. Le capitaine Thomas Phillips, du négrier anglais Hannibal (en), en témoigne : « Ces nègres sont si opiniâtres et si malheureux de quitter leur pays qu'ils se maintiennent sous l'eau jusqu'à ce qu'ils soient noyés afin de ne pas être repris et sauvés par nos bateaux ».
Ottobah Cugoano, esclave Fanti affranchi, raconte dans ses mémoires en 1787 son arrivée au large de Cape Coast : « On n'entendait que chaînes secouées, claquement de fouet, mêlés aux gémissements et aux cris de nos compagnons. Quelques-uns fouettés et battus de la manière la plus atroce refusaient à se relever du sol où ils gisaient (...) Et quand nous réalisâmes qu'on nous emmenait loin de notre pays, la mort nous parut préférable à la vie, et nous préparâmes un plan pour brûler et faire sauter le bateau, et périr dans les flammes ; mais nous fûmes trahis par l'un des nôtres ».
Dès qu'ils sont à bord, les hommes sont séparés des femmes et des enfants. Comme ils sont encore nombreux à tenter de s'échapper ou se révolter, ils sont tout de suite enchaînés deux à deux par les chevilles, et ceux qui résistent encore sont entravés aux poignets.

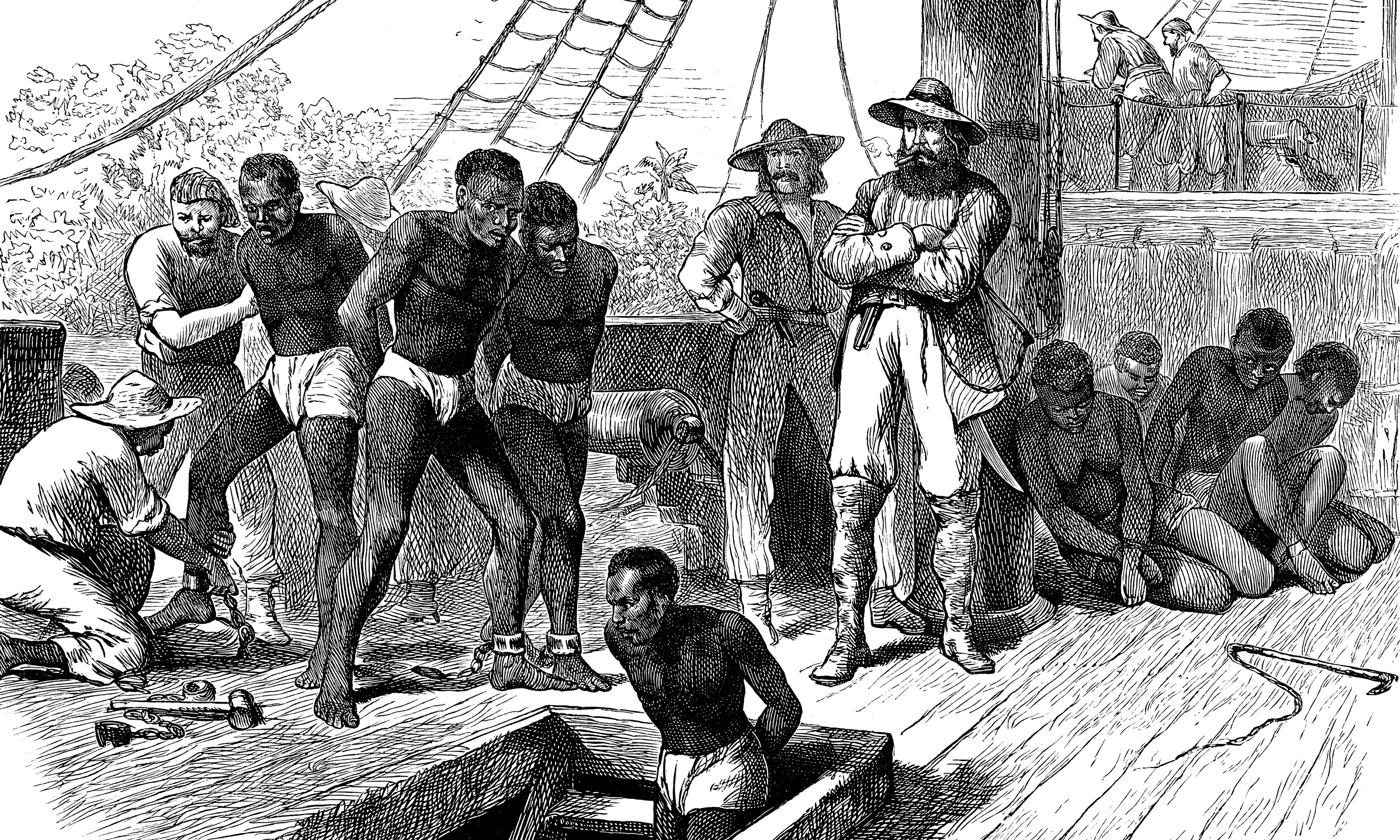
Embarquement des captifs africains à bord des navires négriers européens.
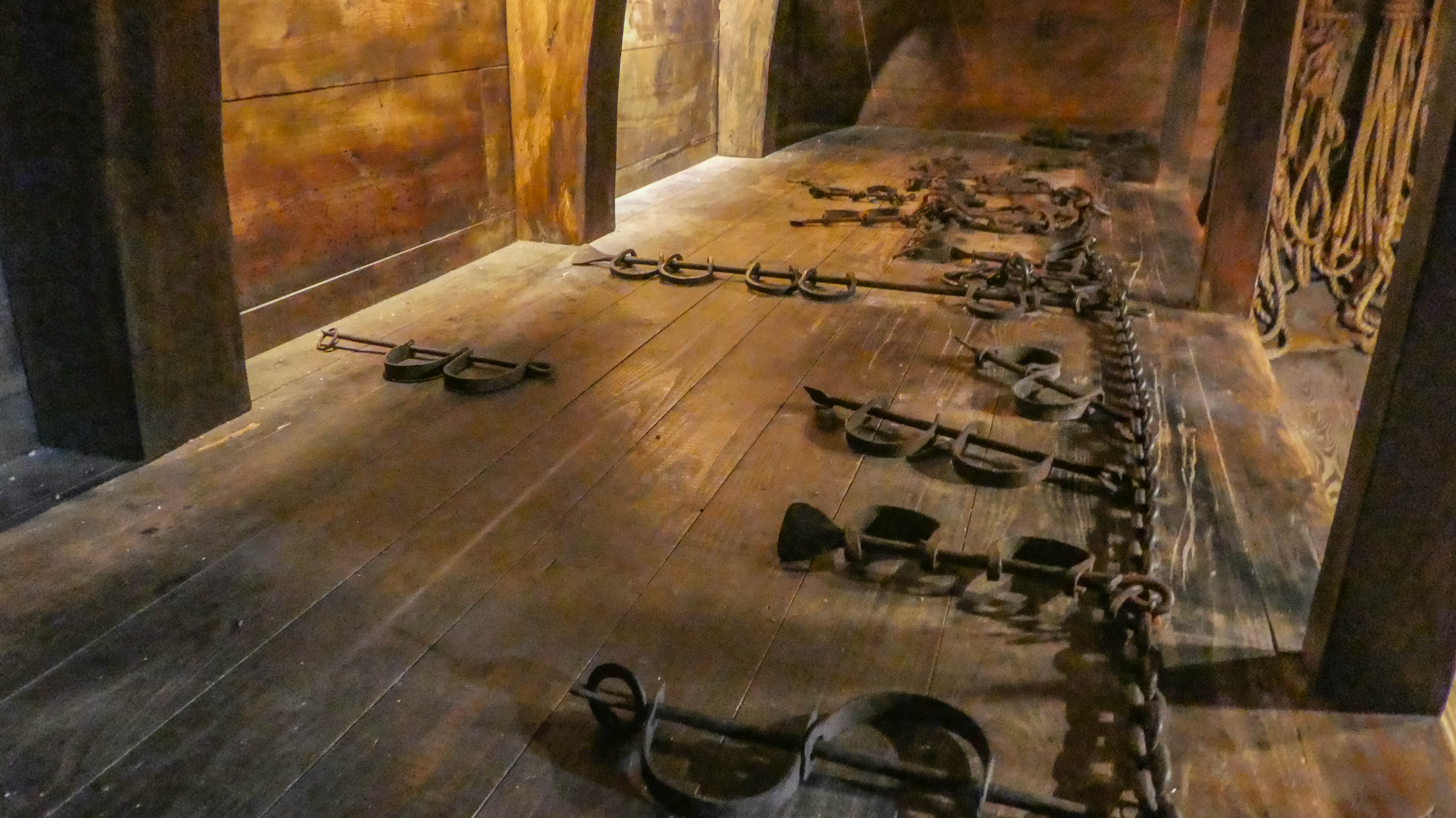
Fers d'esclaves dans l'entrepont d'un navire.

##### Révoltes sur les navires encore proches des côtes
De nombreuses révoltes éclatent à bord des négriers lorsqu'ils sont encore à l'ancre ou près des côtes. En effet, la proximité de la terre natale rend l'espoir de retour possible dans l'esprit des captifs.

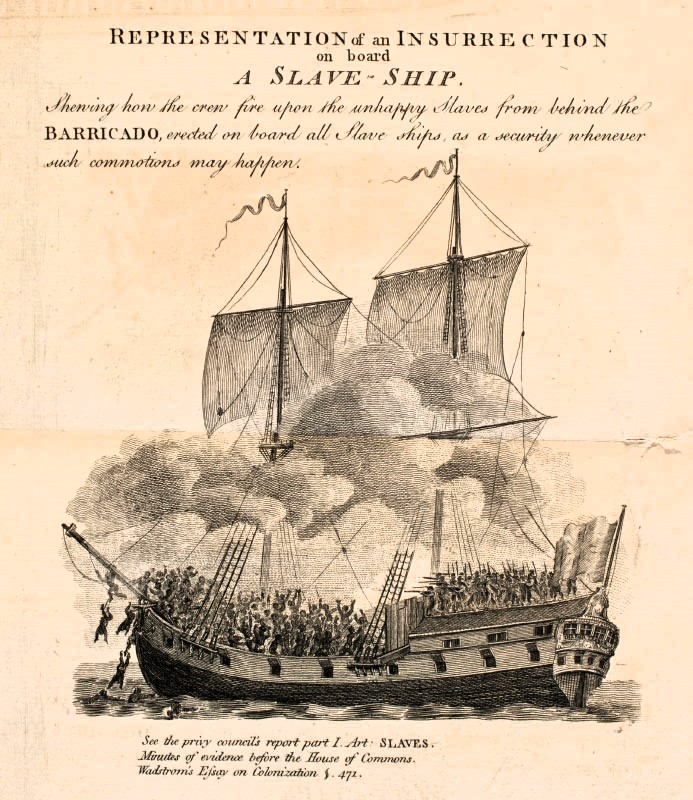
Représentation d'un révolte à bord d'un navire négrier, 1794. L'équipage est retranché sur la dunette, protégé par la palissade, et fait feu sur les captifs révoltés.

Dans son Voyage en Guinée et dans les Îles Caraïbes, le botaniste allemand Paul Erdmann Isert écrit en 1785 : « les esclaves d'un navire hollandais se révoltèrent le jour même du départ, ils remportèrent la victoire sur les Européens et les tuèrent tous (...). Avant qu'ils se fussent rendus maîtres des Blancs, ceux-ci avaient tiré plusieurs coups de détresse. On les avait entendu de la côte et envoyé à leurs secours une quantité de canots avec des nègres libres et bien armés. Dès le moment qu'ils approchèrent du navire, et que les nègres révoltés virent qu'ils n'auraient pas le dessus, ils formèrent la résolution de mourir. Dans cette intention, l'un deux courut avec un tison allumé à la soute aux poudres et fit sauter le navire. Les canots pêchèrent environ une trentaine d'esclaves (...), tout le reste au nombre de cinq cents périt dans les eaux ».
Parfois, les esclaves à bord sont aidés par des indigènes venus du rivage, comme dans le cas de l'Aimable Louise qui, en 1788 perd des captifs en rade d'Albreda pour s'être trop rapproché de la côte.
Le négrier nantais Joseph Mosneron Dupin (1748-1833), révèle aussi que lors de son séjour à Bissao, sur les vingt bâtiments se trouvant en rade, dont la plupart sont anglais ou portugais : « Il n'y a pas un seul qui ait été exempt d'une révolte à son bord. On avait beau redoubler de précautions par les fers, les chaînes, les entraves, les fortes cloisons et les rambardes, tous ces obstacles étaient vaincus par l'esprit de liberté et la férocité des esclaves enfermés dans l'entrepont ».

### La traversée de l'Atlantique

#### Escales de rafraîchissement

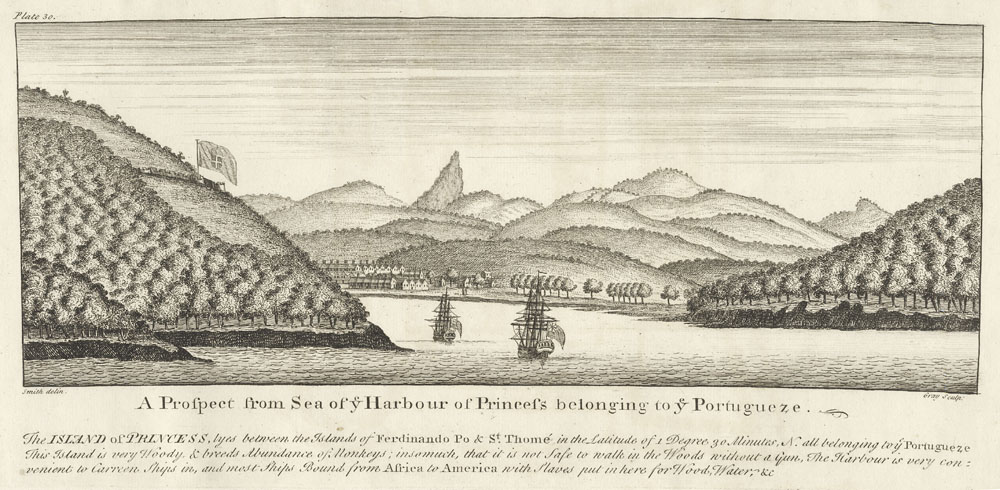
L'île de Principe en 1727.

Avant d'entamer la traversée, il arrive souvent que le négrier mouille aux îles de Principe et São Tomé. En effet, les captifs sont épuisés par leur long séjour, soit dans les baracons des sites d'embarquement, soit à bord du navire dans le cas d'une traite itinérante sous voile. Les captifs sont débarqués et mis au « corral » ou à la « savane » quelques semaines afin que leur condition physique s'améliore. On leur fait manger des crabes, des tortues séchées, et on leur donne à boire du lait de coco. Parfois, l'escale permet aussi au navire de remâter et radouber.

#### Passage du milieu
L'expression « passage du milieu » désigne la traversée de l'océan Atlantique du commerce triangulaire. L'historien et ancien administrateur colonial Hubert Deschamps (1900-1979) la qualifiait de « noir passage »
La traversée dure généralement entre un et trois mois, avec une durée moyenne de 66 jours. Mais selon les points de départ et d'arrivée, la durée peut être très différente. Ainsi, les Hollandais mettent 71 à 81 jours pour rejoindre les Antilles, alors que les Brésiliens effectuent Luanda-Brésil en 35 jours.

Les femmes et les enfants sont parqués sur le gaillard d'arrière tandis que les hommes sont sur le gaillard d'avant dont la superficie est supérieure. Ils sont séparés par la rambarde.

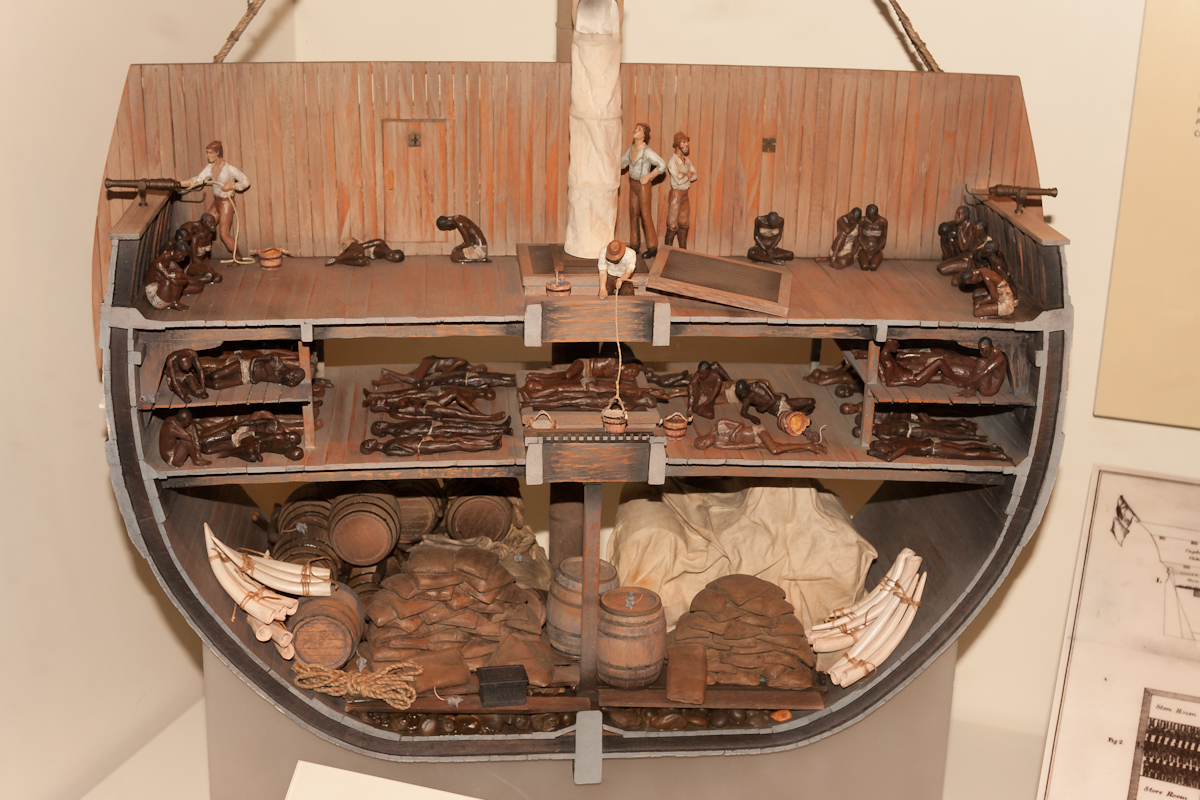
Coupe d'un navire négrier.

Enferrés deux par deux, les captifs couchent nus sur les planches. Le Père Labat constate qu'ils « se grattent et s'écorchent, depuis la tête jusqu'au pieds, d'où il leur vient des ulcères incurables ». Pour gagner en surface, le charpentier construit un échafaud, un faux pont, sur les côtés. Le taux d'entassement est relativement important. Dans un volume représentant 1,44 m3 (soit un « tonneau d'encombrement », 170 × 160 × 53), les Portugais placent jusqu'à cinq adultes, les Britanniques et les Français de deux à trois. Pour les négriers nantais, entre 1707 et 1793, le rapport général entre tonnage et nombre de Noirs peut être ramené à une moyenne de 1,41. Le marchand d'esclaves franco-italien Theophilus Conneau témoigne ainsi en 1854 : « Deux des officiers ont la charge d'arrimer les hommes. Au coucher du soleil, le lieutenant et son second descendent, le fouet à la main, et mettent en place les Nègres pour la nuit. Ceux qui sont à tribord sont rangés comme des cuillers, selon l'expression courante, tournés vers l'avant et s'emboîtant l'un dans l'autre. À bâbord, ils sont tournés vers l'arrière. Cette position est considérée comme préférable, car elle laisse le cœur battre plus librement ».

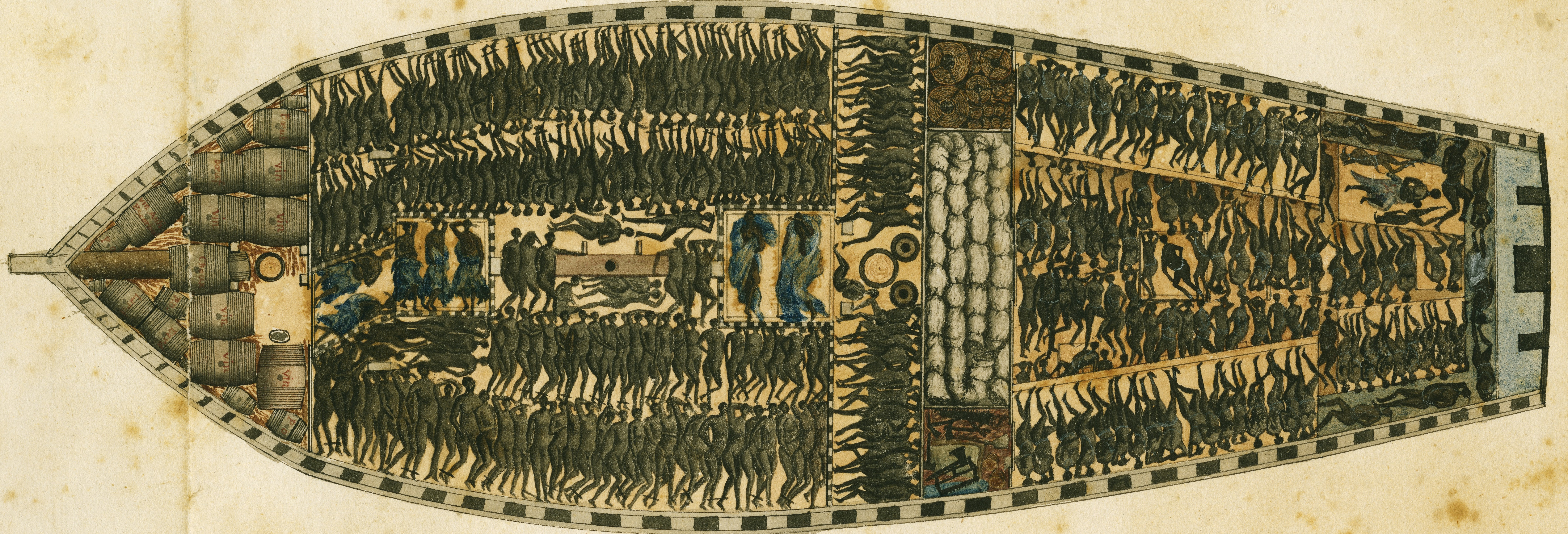
Vue du pont de chargement des esclaves dans le navire nantais La Marie Séraphique.

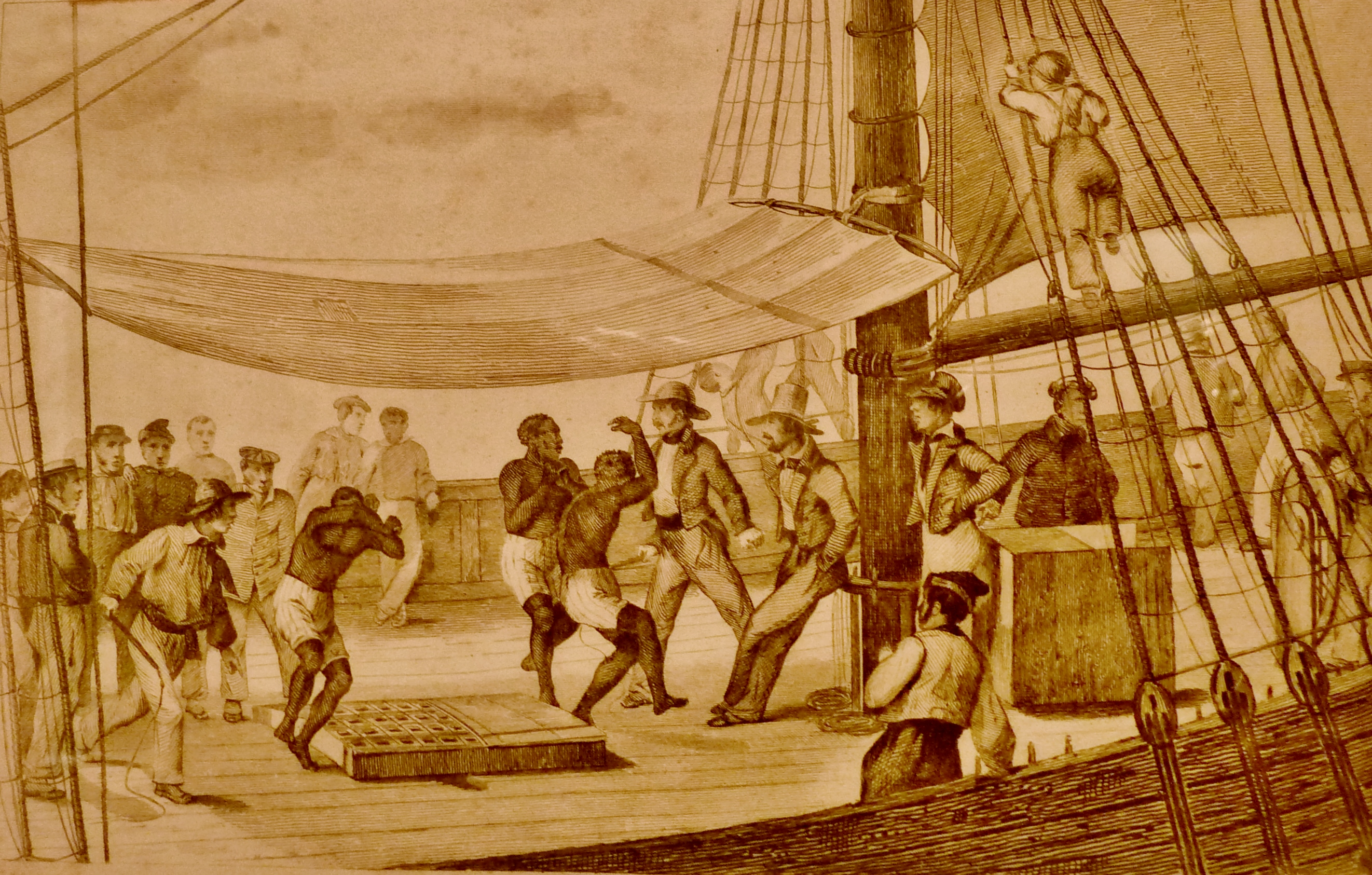
Captifs africains forcés de danser sur le pont du navire négrier afin de maintenir leur état de santé et optimiser leur vente.

Si le temps le permet, les déportés passent la journée sur le pont. Toujours enchaînés, les hommes restent séparés des femmes et des enfants. Ils montent par groupes sur le pont supérieur vers huit heures du matin. Les fers sont vérifiés et ils sont lavés à l'eau de mer. Deux fois par semaine, ils sont enduits d'huile de palme. Tous les quinze jours, les ongles sont coupés et la tête rasée. Tous les jours, les bailles à déjection sont vidés, l'entrepont est gratté et nettoyé au vinaigre. Vers neuf heures, le repas est servi : fèves, haricots, riz, maïs, igname, banane et manioc. L'après-midi, les esclaves sont incités à s'occuper (travaux manuels, organisation de danses) afin d'éviter la dégradation de leur état de santé. Vers cinq heures, les déportés retournent dans l'entrepont.
Par contre, en cas de mauvais temps et de tempête, les déportés restent confinés dans l'entrepont. Il n'y a pas de vidange, ni de lavement des corps, ni de nettoyage des sols. Le contenu des bailles coule sur les planches de l'entrepont, se mêle aux choses pourries, aux émanations de ceux victimes du mal de mer, aux vomissures, au « flux de ventre, blanc ou rouge ». Toutes les écoutilles peuvent être closes. L'obscurité, l'air rendu irrespirable par le renversement des bailles à déjection, le roulis qui fait frotter les corps nus sur les planches, la croyance d'un cannibalisme des négriers blancs terrorisent et affaiblissent les captifs.

#### Les révoltes durant la traversée
Si la plupart des révoltes se réalisent le long des côtes africaines (voir plus haut : Révoltes sur les navires encore proches des côtes), elles peuvent également avoir lieu en haute mer mais c'est plus rare. Selon Hugh Thomas, il y avait au moins une insurrection tous les huit voyages.

##### Anticipation ou âpres combats
Si un capitaine pressent une révolte, il indique à son équipage d'enclouer les panneaux du pont — la communication ne se fait plus que par la porte du gaillard d'arrière où se placent des hommes bien armés —, puis de jeter sur le pont des « pigeons », gros clous en forme de pyramide dont le but est de déchirer les pieds nus des captifs.

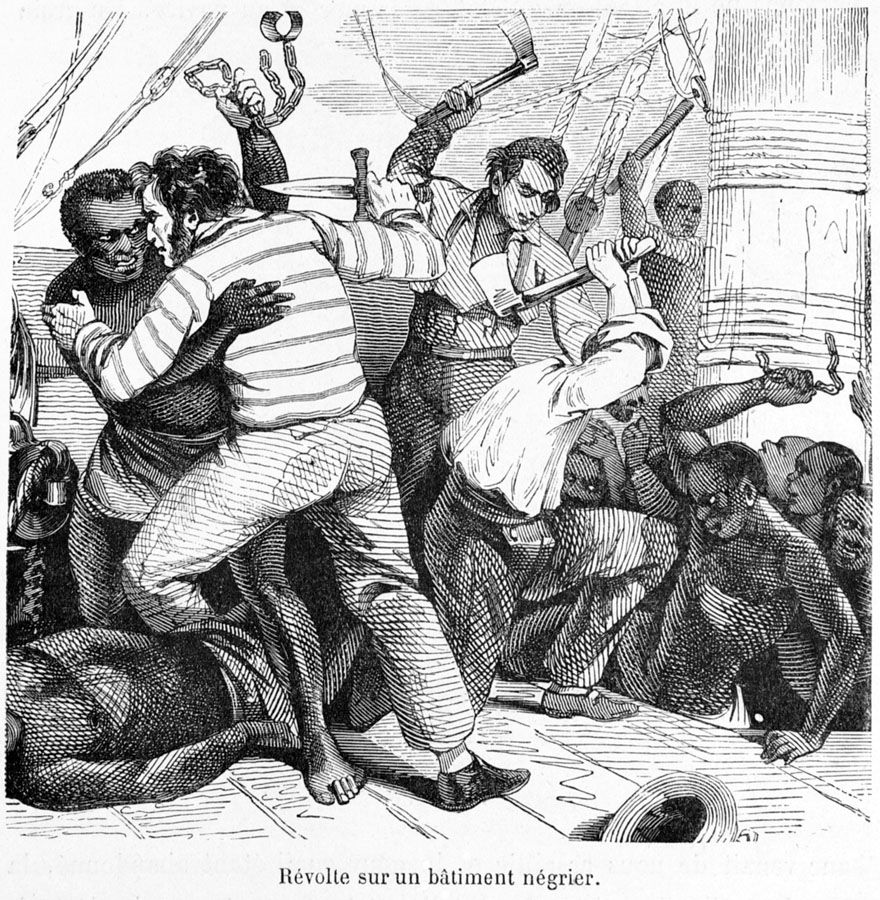
Révolte d'esclaves sur un navire négrier.

Pour l'équipage, les révoltes qui n'ont pu être maîtrisées à leur début sont toujours terribles. Réfugiés sur la dunette, surplombant les captifs insurgés et armés de tous les objets qui leur tombent sous la main, les officiers et matelots tirent sur les premiers assaillants à coups de fusils et de pistolets. Puis, si les suivants se servent des corps des captifs tués et atteignent la dunette, c'est à coup de haches, de piques et de sabres que les Blancs tentent d'arrêter la révolte. Inférieurs en nombre, ces derniers ne peuvent reprendre l'avantage qu'en mettant beaucoup de captifs hors de combats.

##### Châtiments des auteurs
La plupart du temps, les révoltes sont matées, certains captifs préférant se précipiter à la mer plutôt que d'être remis aux fers. Les auteurs survivants de la révolte sont ensuite sévèrement châtiés. Parmi les sévices infligés :
- le capitaine peut faire couper une partie du corps de la victime. Soit pour épouvanter les autres captifs parce que beaucoup de Noirs croyaient que s'ils étaient tués sans être démembrés, ils regagneraient leur pays après avoir été jetés à la mer[Tho 4] ; soit pour dissuader les autres captifs. En 1709, sur le bateau danois Friedericius Quartus, le meneur d'une révolte eut la main coupée et celle-ci fut exhibée devant tous les déportés. Le deuxième jour, on lui coupa la seconde main qui fut également exposée. Le troisième jour, il eut la tête tranchée et son torse fut hissé sur la grande vergue où il resta exhibé durant deux jours[Tho 5].

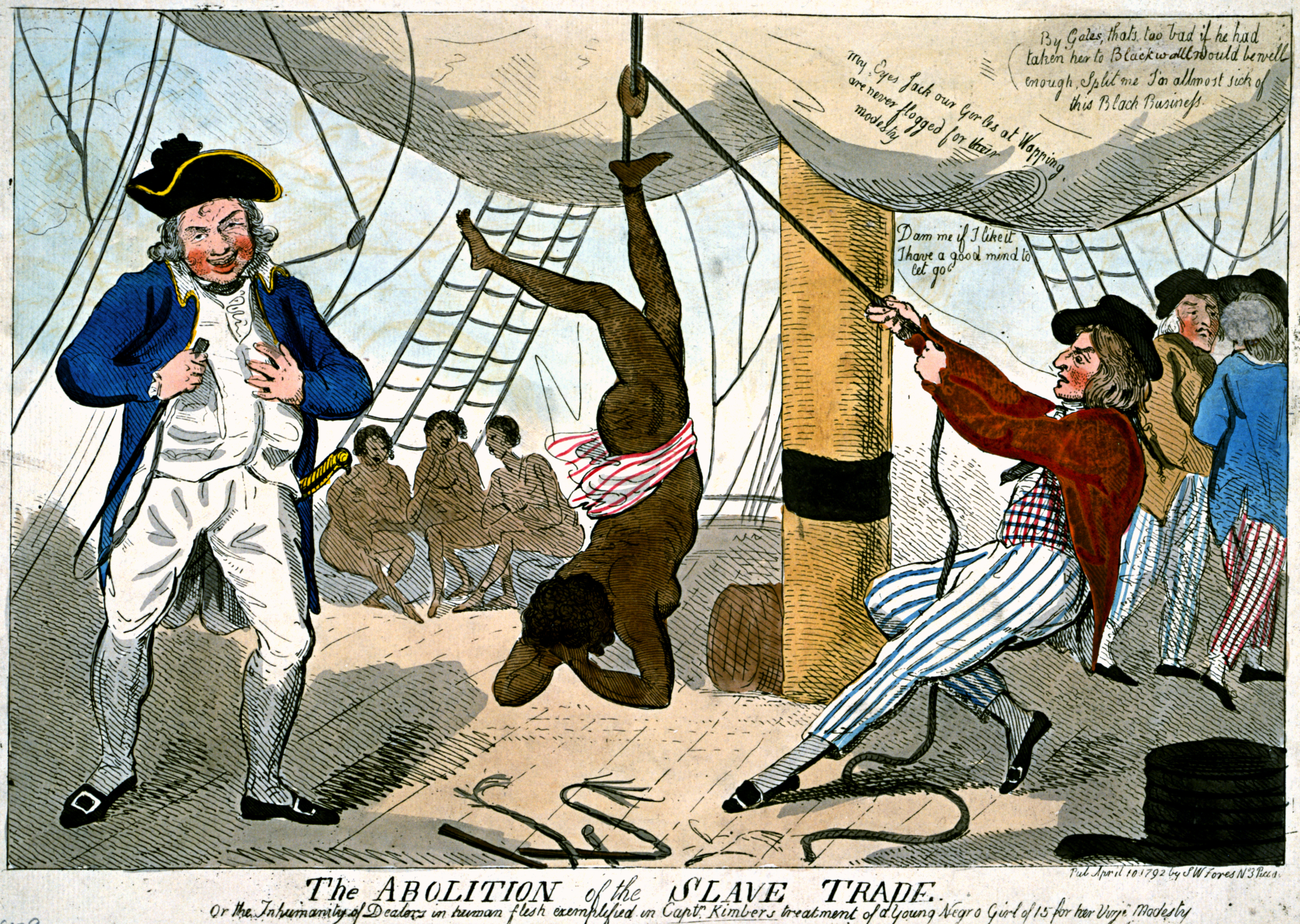
Esclave adolescente fouettée à mort par l'équipage d'un navire négrier sous le commandement du capitaine John Kimber, en 1792.

- le capitaine peut aussi contraindre des captifs à manger le cœur et le foie d'un autre[Tho 6]. En 1724 par exemple, un capitaine condamne deux captifs, un homme et une femme, soupçonnés de préparer une révolte. L'homme est égorgé devant ses compagnons et on lui arrache le cœur, le foie et les entrailles. Puis, partagés en 300 morceaux, on contraint chacun des captifs à en manger un. Quant à la femme, elle est d'abord fouettée jusqu'au sang « puis on lui enleva plus de cent morceaux de chair avec des couteaux jusqu'à ce que les os fussent à nu et qu'elle expirât »[11],[Wis 4].

##### Perte financière
Pour le capitaine et l'armateur, les révoltes sont aussi synonymes de pertes financières. Lors d'une révolte à bord d'un navire chargé de 250 captifs, Louis Garneray relate la réaction du capitaine Liart à l'annonce des « 50 nègres » morts pendant la bataille ou se jetant à la mer, auxquels s'ajoutent 20 blessés à mort : « Voilà cent mille francs au moins de perdus ! »

##### Quelques révoltes victorieuses
- en 1532, 109 captifs se rendirent maîtres du Misericordia, un navire portugais. De l'équipage, il ne restait que trois rescapés. Ceux-ci réussirent à s'enfuir. On n'entendit plus jamais parler du navire ;
- en 1650, un navire espagnol sombra au large du cap de San Francisco. Les Espagnols survivants furent tués par les captifs africains ;

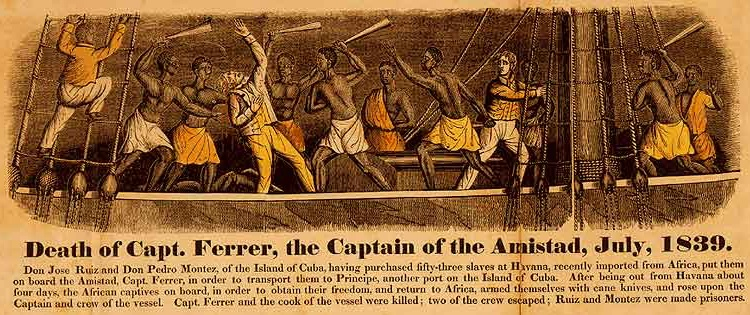
Révolte sur La Amistad en 1839.

- Révolte sur La Amistad en 1839.en 1742, les prisonniers de la galère Mary se soulevèrent. Seuls le capitaine et son second en réchappèrent ;
- en 1752, les esclaves du Marlborough se révoltèrent. On n'entendit plus jamais parler d'eux ;
- en 1839, les captifs à bord de La Amistad se révoltèrent et tuèrent le capitaine. Ils seront acquittés par un tribunal américain car la traite était devenue illégale.

#### La mortalité durant la traversée

##### Mortalité des déportés
La mortalité des déportés lors de la traversée serait comprise entre 11,9 % et 13,25 % (13,6 % pour les expéditions négrières nantaises). Il arrivait que certaines atteignent 40 %, voire 100 %.
| 1597-1700 | 1701-1750 | 1751-1800 | 1801-1820 | 1821-1864 | Ensemble de la période |
| --------- | --------- | --------- | --------- | --------- | ---------------------- |
| 22,6 %    | 15,6 %    | 11,2 %    | 9,6 %     | 10,1 %    | 11,9 %                 |

Différents facteurs de mortalité ont été recensés : la durée du voyage, l'état sanitaire des esclaves au moment de l'embarquement, la région d'origine des captifs, les révoltes, les naufrages, l'insuffisance d'eau et de nourriture en cas de prolongement de la traversée, le manque d'hygiène, les épidémies (dysenterie, variole, rougeole…), la promiscuité.
Les enfants de moins de 15 ans étaient plus fragiles que les hommes. Les femmes étaient plus résistantes que les hommes.

##### Mortalité des marins
Pour les négriers nantais, la mortalité moyenne était de 17,8 % : certaines traversées pouvaient se faire sans aucun décès tandis que d'autres pouvaient enregistrer une mortalité de 80 % voire davantage.

### Aux Amériques

#### Vente

##### Préparation des captifs à bord
À bord du navire négrier, afin que les captifs soient le plus présentables possible, le chirurgien a pour tâche de dissimuler leurs défauts en employant certaines drogues qui produisent un gonflement musculaire. Leurs lésions cutanées et leurs blessures sont dissimulées, et leurs cheveux coupés. Leur peau est enduite de poudre à canon et de jus de citron pour la rendre aussi luisante qu'à leur départ d'Afrique. Enfin, des frictions au piment ravivent la couleur des gencives décolorées par le scorbut.

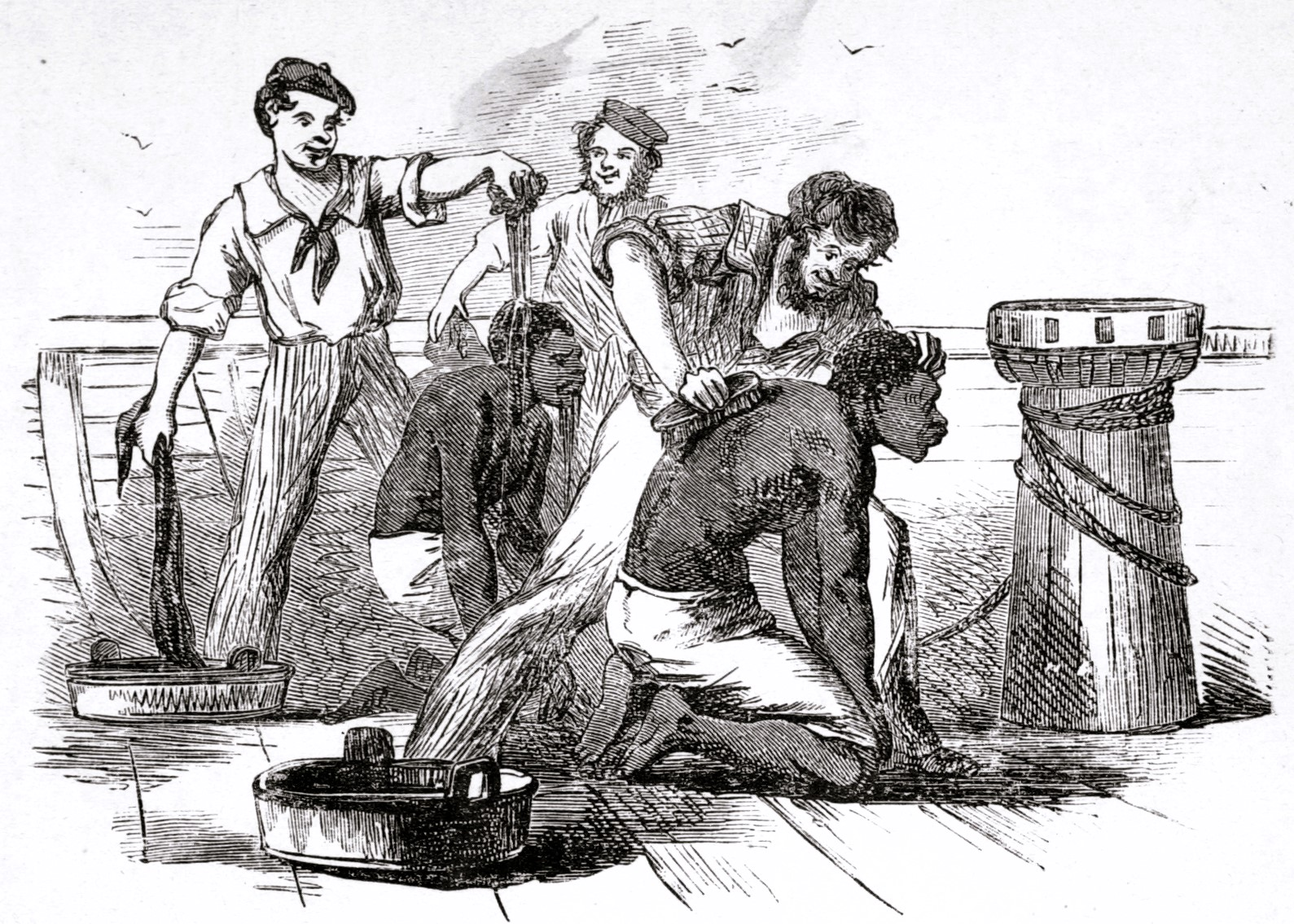
Sur le pont d'un navire négrier approchant la colonie de Jamaïque, préparation des captifs pour la vente, XIXe siècle.

##### Vente des captifs

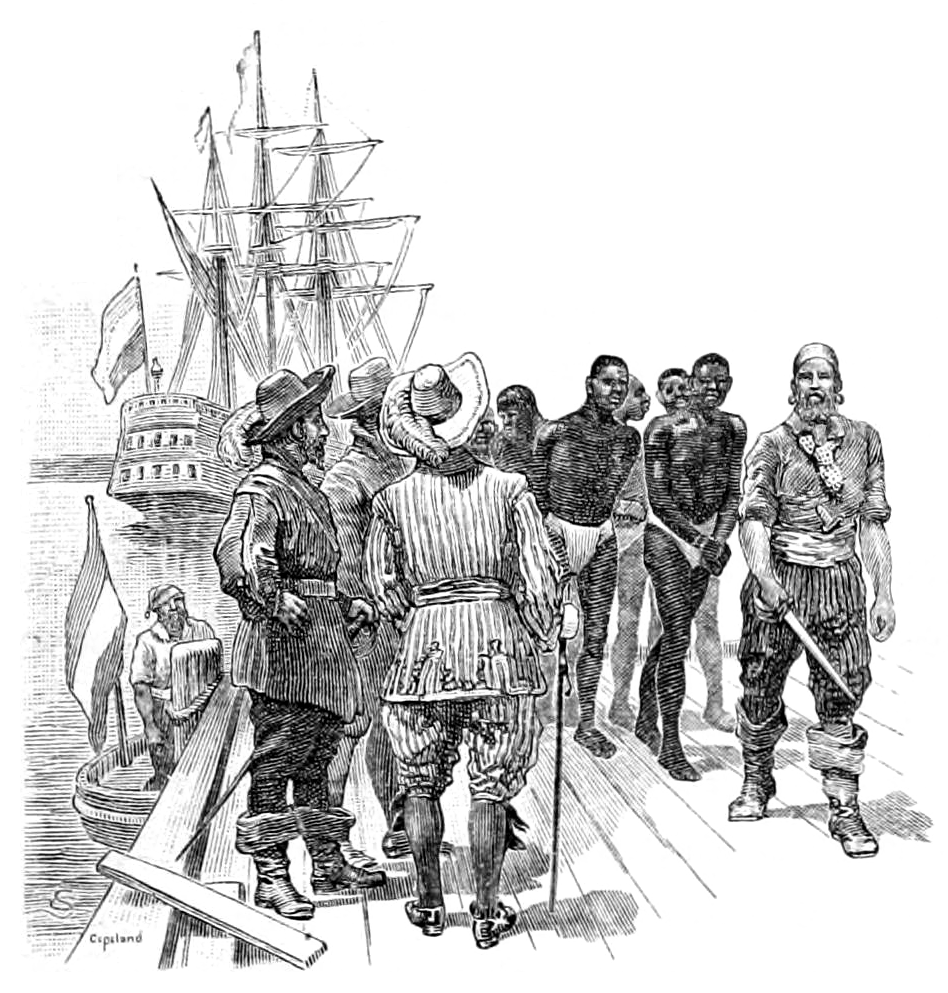
Débarquement en 1619 des premiers esclaves africains en Virginie (États-Unis).

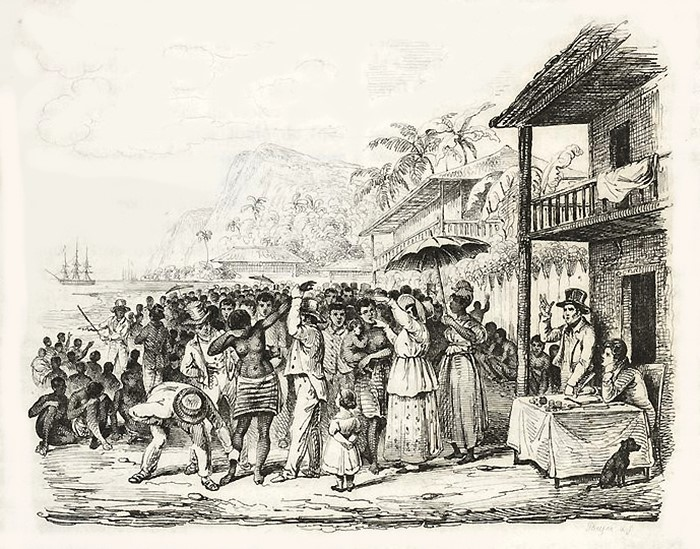
Vente d'esclaves dans la colonie française de Martinique, vers 1826, par Julien Léopold Boilly.

À l'arrivée dans les colonies, une annonce est transmise aux planteurs locaux. Il existe plusieurs techniques de vente comme les enchères ou le scramble (en). Dans la majorité des cas, les esclaves sont vendus par lots plutôt qu'à la pièce, afin d'écouler des captifs de moindre valeur ou des enfants.
Lors de la vente, les riches colons palpent les chairs des captifs pour s'assurer de leur fermeté, soulèvent des lèvres pour examiner les dents. Ils leur font prendre différentes attitudes et remuer en tous sens les bras et les jambes afin de juger de leur force et de leur santé. Bien qu'interdit par le Code noir, les membres d'une même famille peuvent être séparés. Toutefois les colons l'évitent autant que possible, afin que leur esclave ne tombe pas dans un abattement profond pouvant aller jusqu'au suicide.

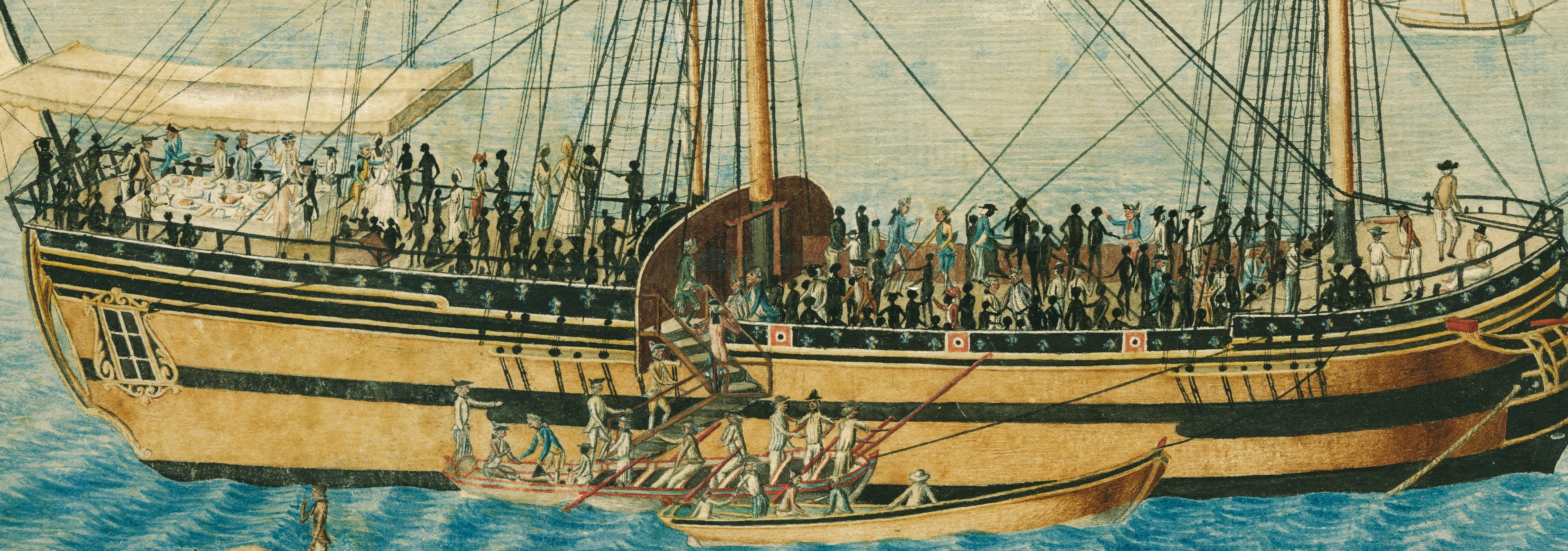
Vente de captifs africains à bord de La Marie Séraphique en 1773, dans la baie du Cap-Français, principal port de la colonie de Saint-Domingue.

La vente peut s'effectuer à bord du navire ou à terre. Le premier cas peut inquiéter les acheteurs. Comme l'exprime le chevalier de Gabriac, « la vente des nègres se fait à bord des navires négriers dans un lieu si resserré, vu le nombre de nègres, la foule et l'empressement des acheteurs, que les pièces défectueuses sont vendues aussi avantageusement que celles de choix ». Mais elle a aussi des avantages logistiques. À bord du navire, il y a tout l'équipement pour nourrir et enfermer les captifs.
La vente s'effectue à terre lorsque les capitaines doivent livrer les captifs à des agents de leurs armateurs, installés aux îles. Dans ce cas, ces courtiers deviennent les vendeurs des cargaisons. Parfois, ils en profitent pour spéculer sur la valeur des esclaves. En effet, ces derniers sont moins chers après les récoltes, et plus chers après une guerre (qui diminue le nombre d'arrivées). Aussi, les courtiers constituent des « réserves de bois d'ébène » en enfermant les esclaves dans des camps précaires, et attendent les périodes les plus profitables pour les vendre. Toutefois, à trop attendre la hausse, ils perdaient beaucoup de captifs, la mortalité étant plus importante dans ces camps que durant la traversée.

Pour le paiement, celui-ci se fait rarement en espèces. Dans la majorité des cas, les colons règlent en denrées coloniales : cacao, tabac, indigo, gingembre, vanille, café, coton, et surtout, en sucre brut.

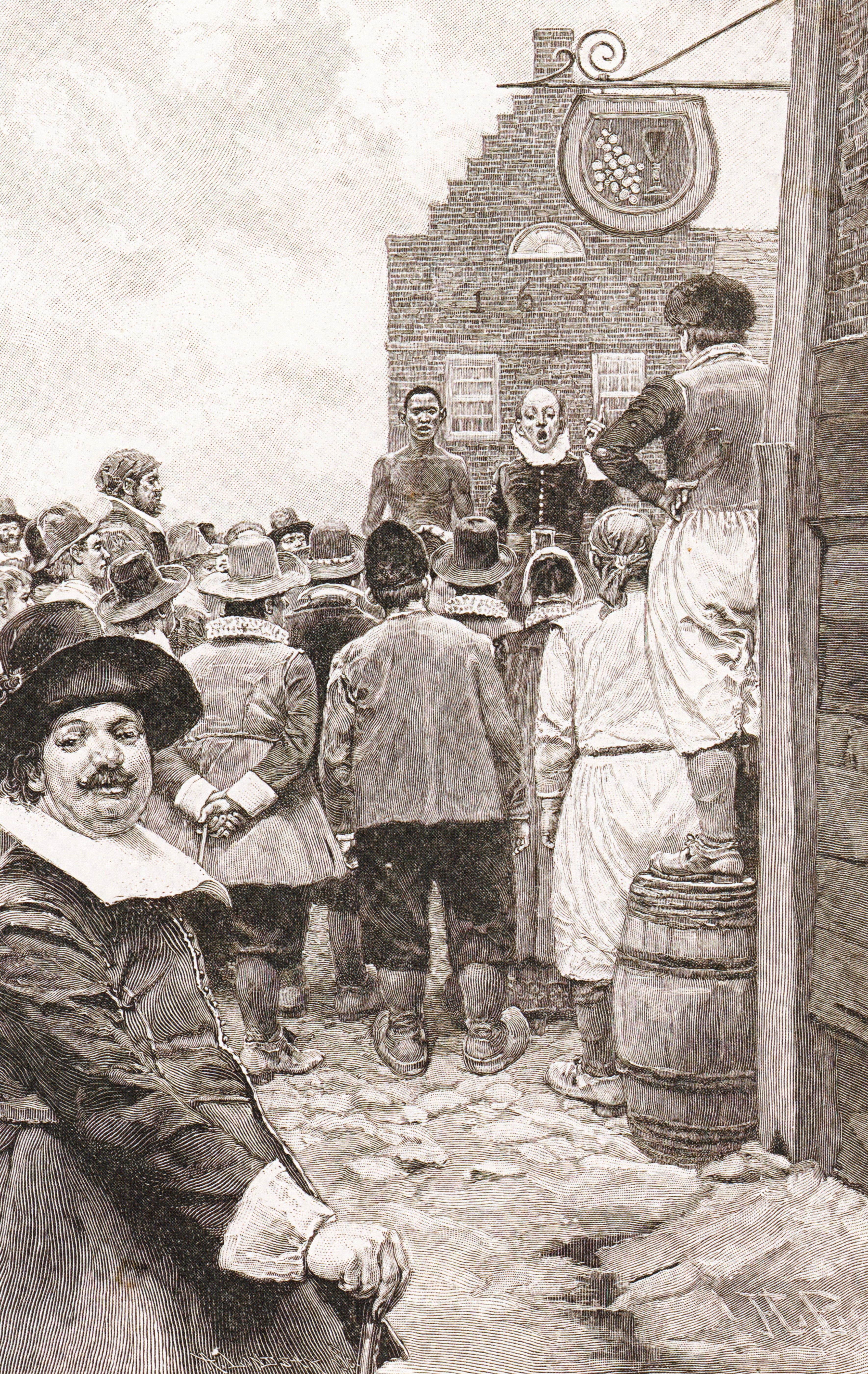
Vente d'esclaves à la Nouvelle-Amsterdam (aujourd'hui New York) en 1655, par Howard Pyle.
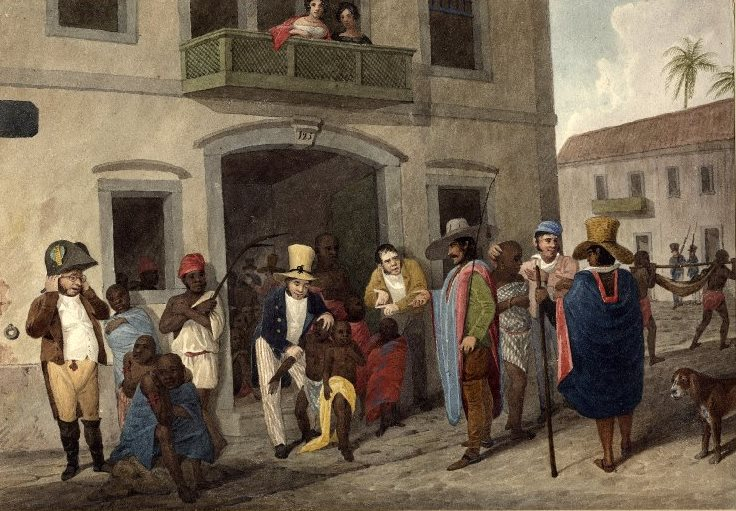
Un marché d'esclaves à Rio de Janeiro (Brésil) en 1824.
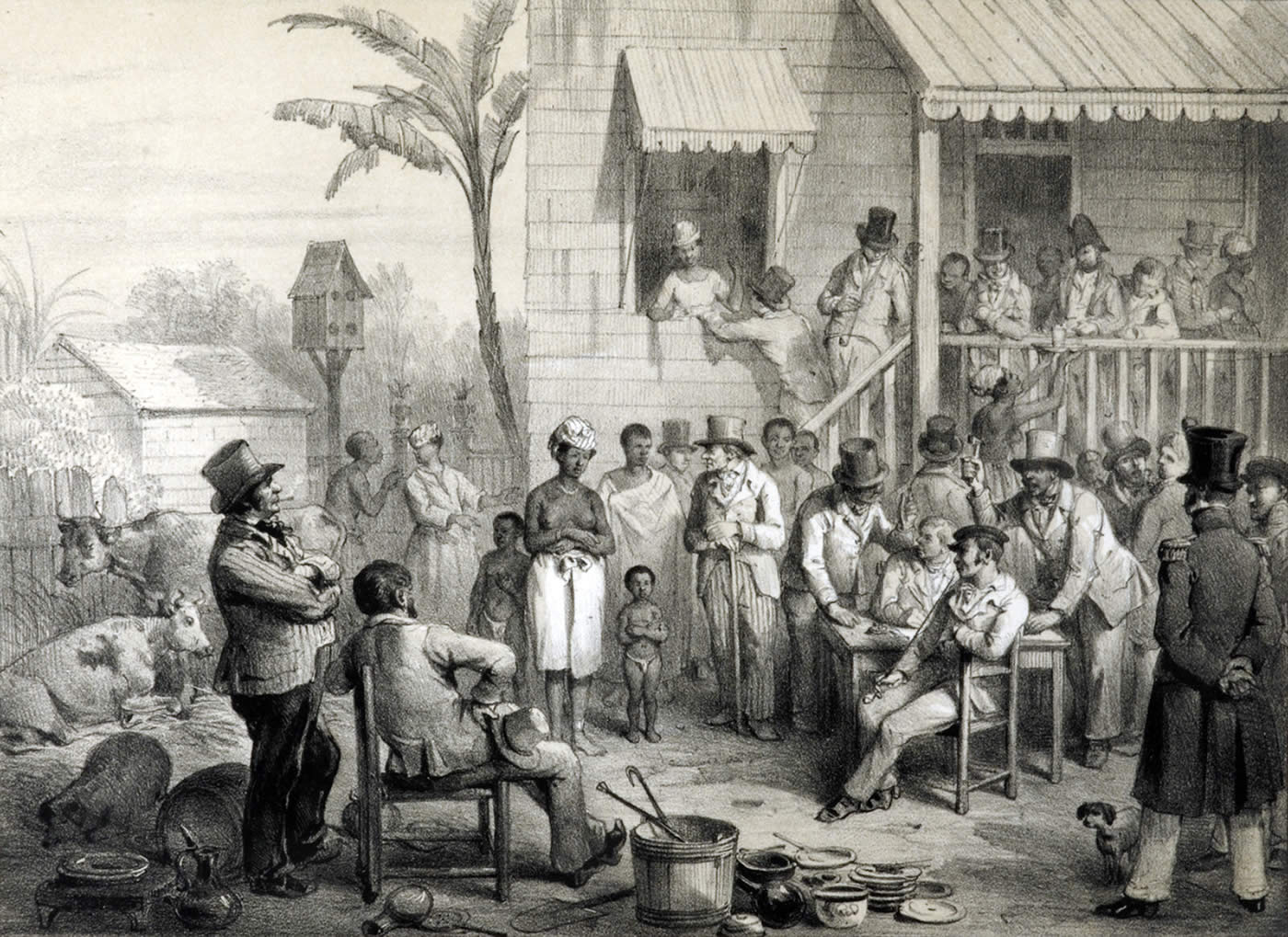
Vente d'esclaves en Guyane néerlandaise (actuel Suriname) en 1831.
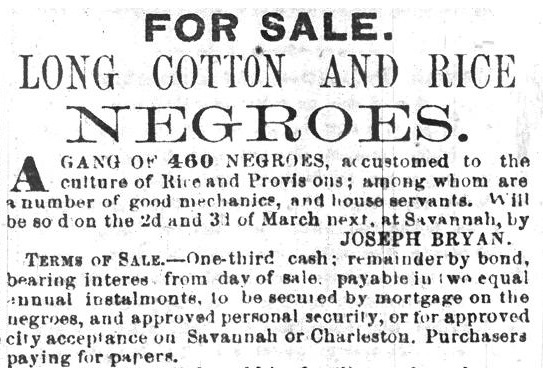
Vente de « 460 Nègres » par J. Bryan, parue dans The Savannah Republican (Géorgie, États-Unis), le 8 février 1859.
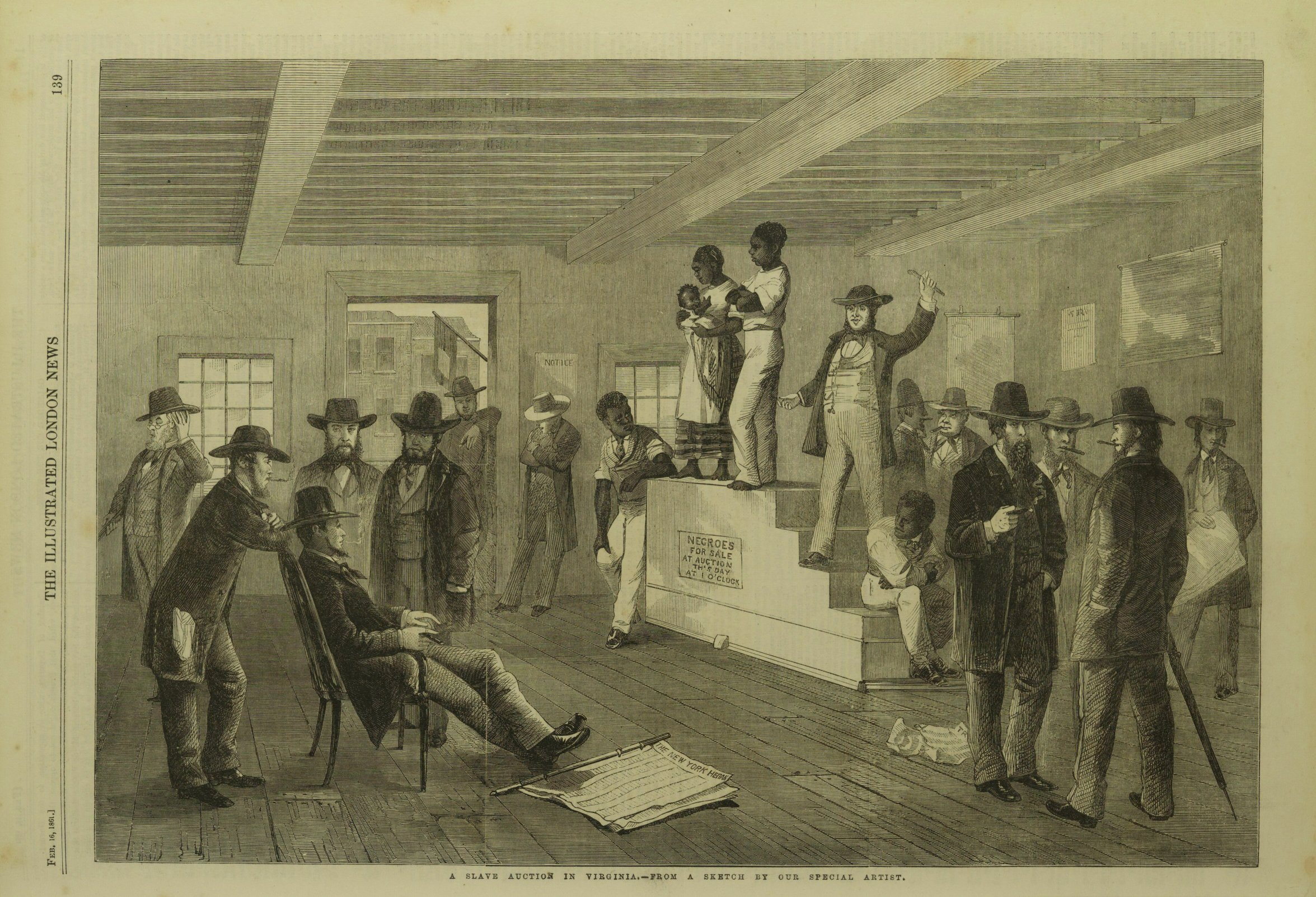
Vente aux enchères d'esclaves en Virginie (États-Unis), le 2 juin 1861.

##### Acclimatation
Après la vente, les Bossales font l'objet d'une sorte de « dressage » (période d'acclimatation appelée le seasoning par les esclavagistes anglo-saxons). Dès leur arrivée dans la plantation, un interprète leur apprend ce qu'on attend d'eux. On évite de les fatiguer pendant quelques semaines. Puis, on leur attribue un travail en fonction de leurs aptitudes (« nègre de plantation », « nègre de maison » ou « nègre à talent »). Les enfants sont envoyés au fourrage.
De plus, coupés de leurs racines (on les sépare de leur famille, de leur groupe ethnique, de leur groupe linguistique, on leur donne un nouveau nom), ils doivent s'habituer aux conditions particulières du pays (apprentissage de la langue, vie sociale sur les plantations, apprentissage forcé de la religion, etc.) et des conditions de travail. Totalement désocialisés, ils doivent réinventer des liens communautaires qui ne peuvent plus être ceux de l'Afrique et se créer des biens immatériels (prière, spiritualité, musique à travers des chants de travail qui sont à l'origine des negro spirituals et des gospels).

#### Emploi des esclaves aux Amériques
| Premier emploi aux Amériques | Pourcentage |
| ---------------------------- | ----------- |
| Plantation de canne à sucre  | 45,4 %      |
| Plantation de café           | 18,2 %      |
| Travaux domestiques          | 18,2 %      |
| Mine                         | 9,1 %       |
| Plantation de coton          | 4,5 %       |
| Plantation de cacao          | 2,3 %       |
| Bâtiment                     | 2,3 %       |

#### Dans les plantations coloniales

##### Plantations de canne à sucre

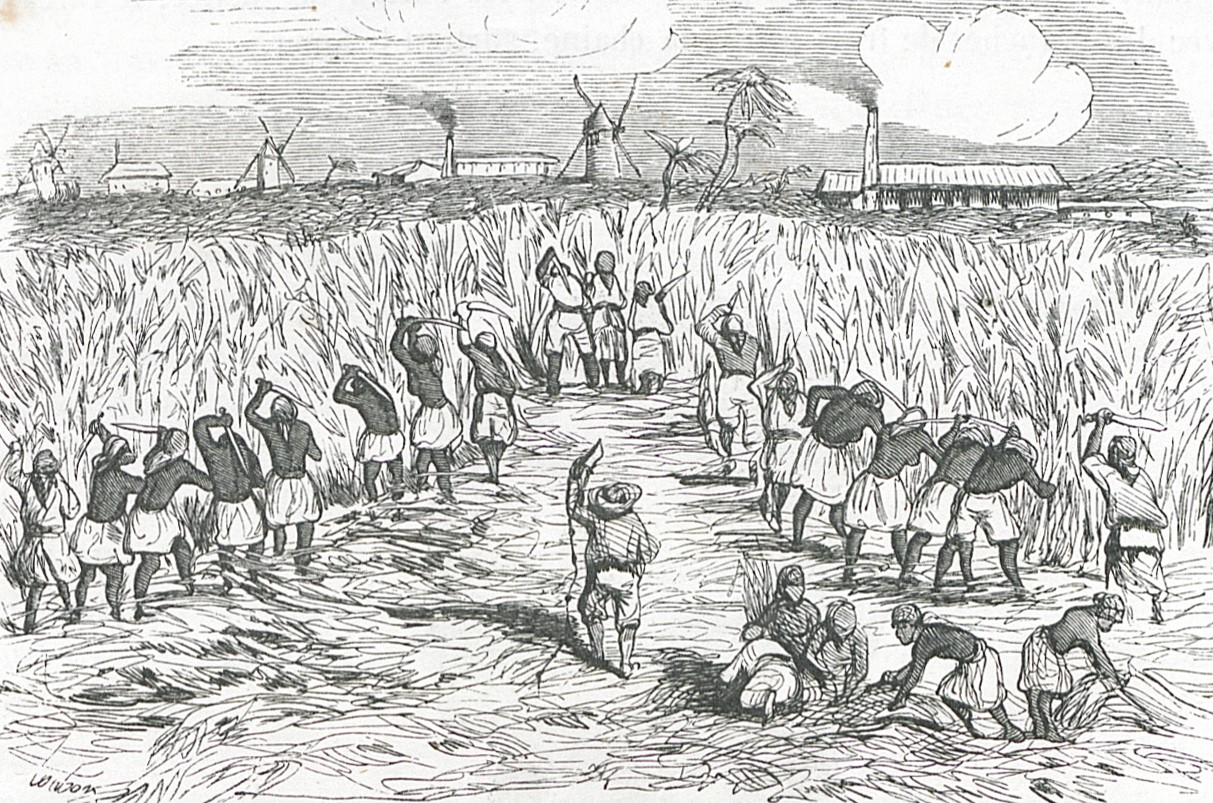
Esclaves coupant la canne, gravure publiée en 1842.

La canne à sucre, où la productivité et la rentabilité pouvaient être poussées au maximum, était la culture qui consommait le plus d'esclaves et les usait le plus vite. Les planteurs y affectaient les esclaves les plus jeunes, qui étaient soumis au fouet lorsque la productivité ralentissait.
Selon l'économiste américain Robert Fogel (1926-2013), « entre 60 et 70 % de tous les Africains qui survécurent à la traversée de l'Atlantique finirent dans l'une ou l'autre des […] colonies sucrières ».

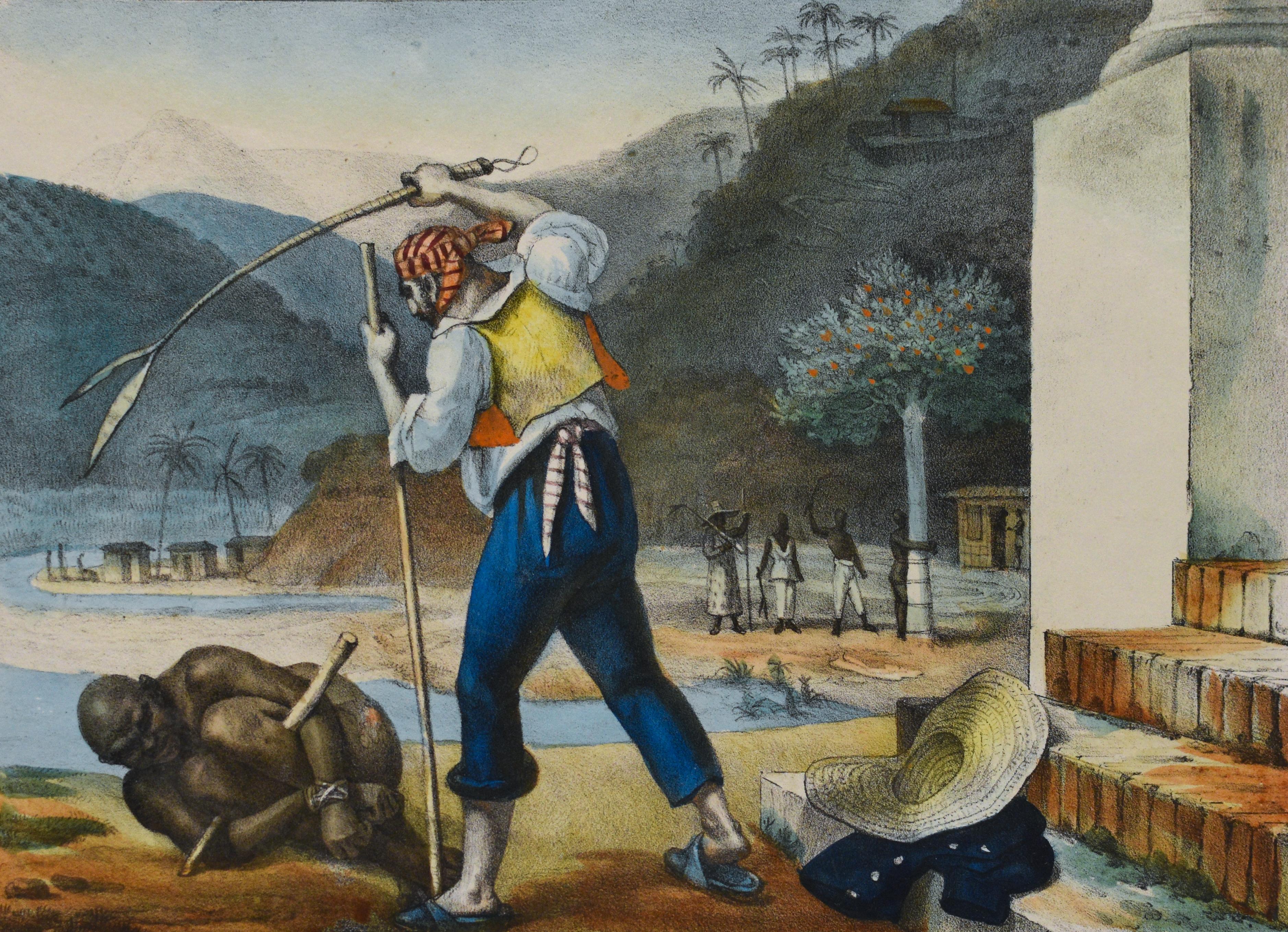
L'esclavage au Brésil par Jean-Baptiste Debret, première moitié du XIXe siècle.

C'est avec la révolution sucrière en Amérique que la traite connut le plus d'ampleur. La révolution sucrière commença au Brésil dans les années 1600, puis elle se propagea dans les Caraïbes à partir du troisième tiers du XVIIe siècle. Manquant d'esclaves Amérindiens, les Portugais commencèrent à importer des esclaves d'Afrique à la fin du XVIe siècle. Ceci favorisa le métissage, tandis que certains esclaves en fuite fondèrent des quilombos. Vers 1580, des esclaves fugitifs lancèrent un mouvement millénariste et syncrétique, influencé par le christianisme, dans la Baie de tous les saints, à Bahia : la Santidade de Jaguaripe fut réprimée avec l'aide des Jésuites et de l'Inquisition romaine[réf. souhaitée].
Les grandes plantations (fazendas) cultivaient pour l'exportation. Le travail était plus simple que pour le tabac ou le coton. Les esclaves coupaient la canne à la machette avant de la transporter en chars à bœufs vers les moulins.
La plantation typique, d'une surface de 375 hectares, comprenait 120 esclaves, 40 bœufs, une grande maison, des communs et des cases pour les esclaves.
À la fin du XVIIIe siècle, la culture de café se développa.

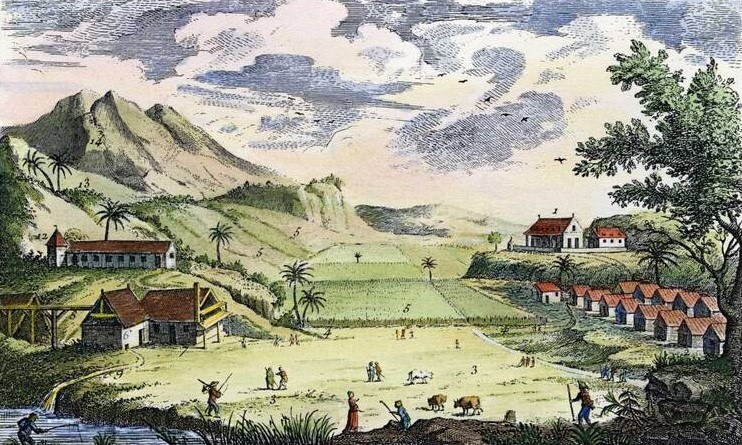
Représentation type d'une « habitation » sucrière aux Antilles françaises en 1762. On distingue en haut à droite la grand-case (1, maison des maîtres), surplombant la rue cases-nègres (2, habitations des esclaves), les champs de canne à sucre (5, « jardin ») et les installations sucrières (6 à 12). Dans cette représentation idéalisée des plantations, le travail forcé des esclaves n'est pas montré.

##### Traitement des esclaves dans les plantations duXVIIIesiècle

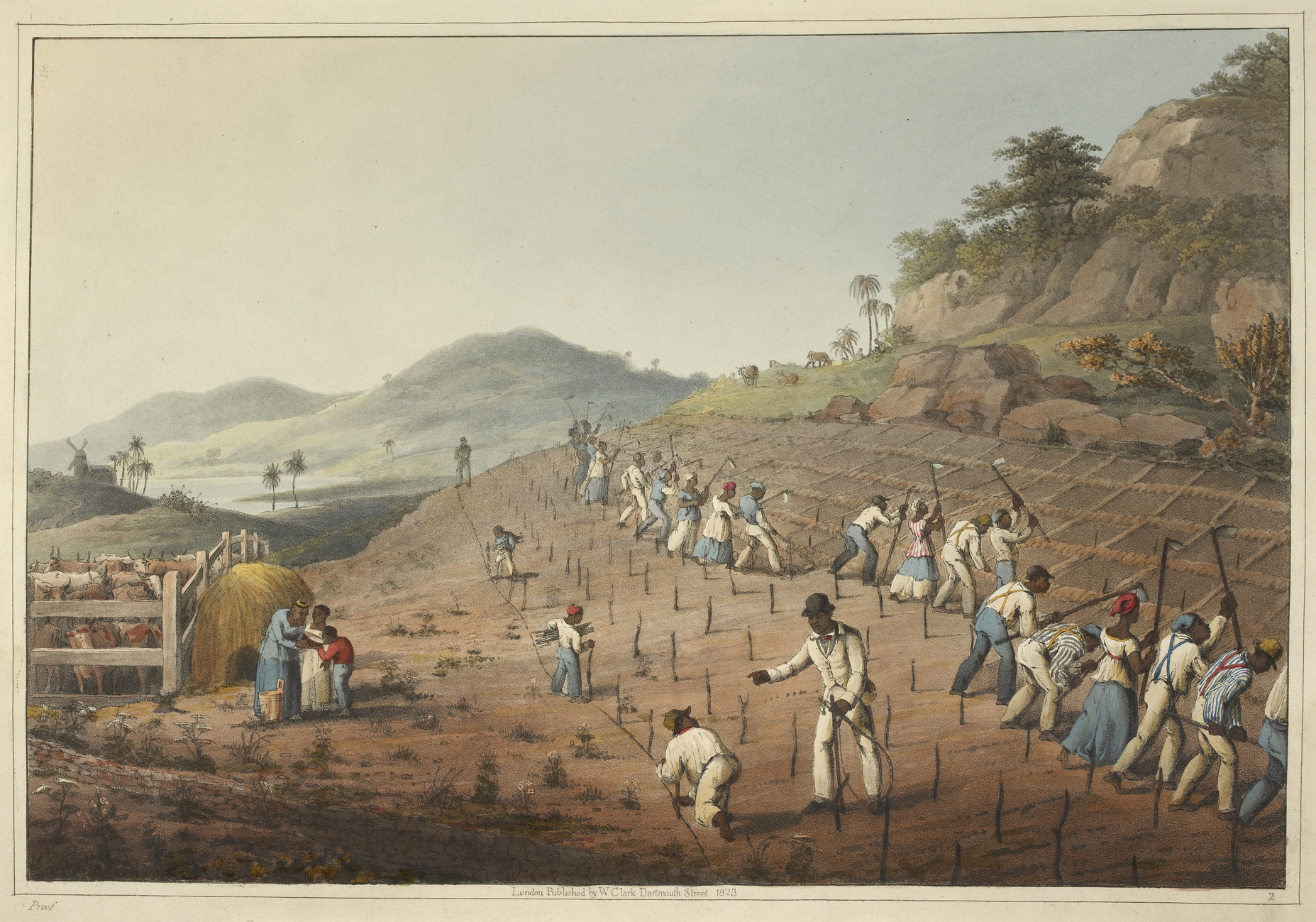
Esclaves creusant les sillons pour planter la canne, colonie britannique d'Antigua, 1823.

Dans les plantations sucrières françaises, les esclaves ne sont pas systématiquement soumis à un traitement d'une cruauté gratuite, car cela va à l'encontre des intérêts du maître d'abîmer son outil de travail, d'autant plus qu'il a souvent dû les acheter à un prix élevé. Celui-ci gardait donc un œil sur l'état de santé des esclaves. Toutefois, les conditions de travail sont particulièrement pénibles et dangereuses. En 1785, dans son Voyage d'un Suisse en différentes colonies, Justin Girod-Chantrans constate : « Il n'est pas d'animaux domestiques dont on exige autant de travail et dont on a si peu soin. Des malheureux aux trois quarts nus et qui versaient toutes les sueurs de leurs corps pour satisfaire à leur devoir. J’apercevais parmi ces Noirs, un maître commandeur qui, armé d'un grand fouet, imposait par la crainte aux hommes et aux femmes qu'il surveillait d'un œil sévère ».

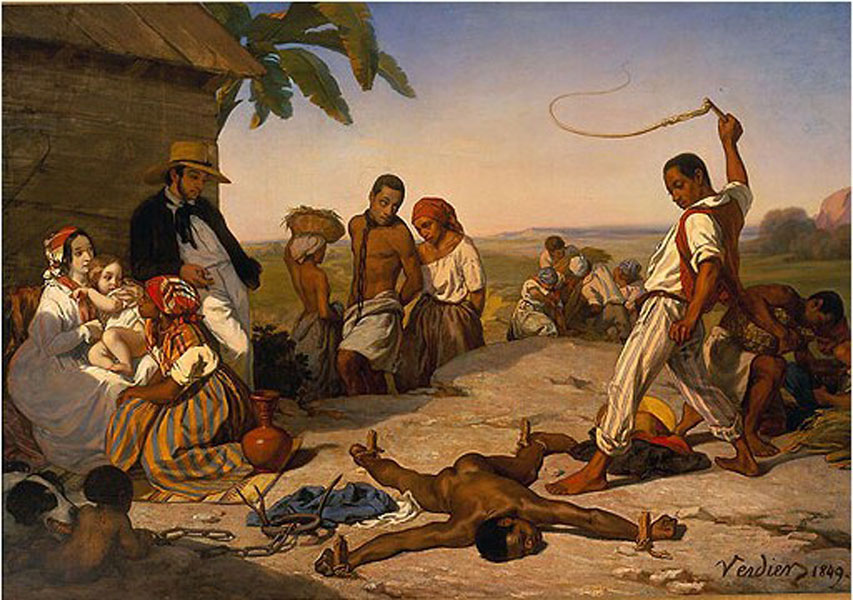
Le châtiment des quatre piquets, scène de sévices corporels infligés à des esclaves dans les colonies, peinture de Marcel Verdier, 1843.

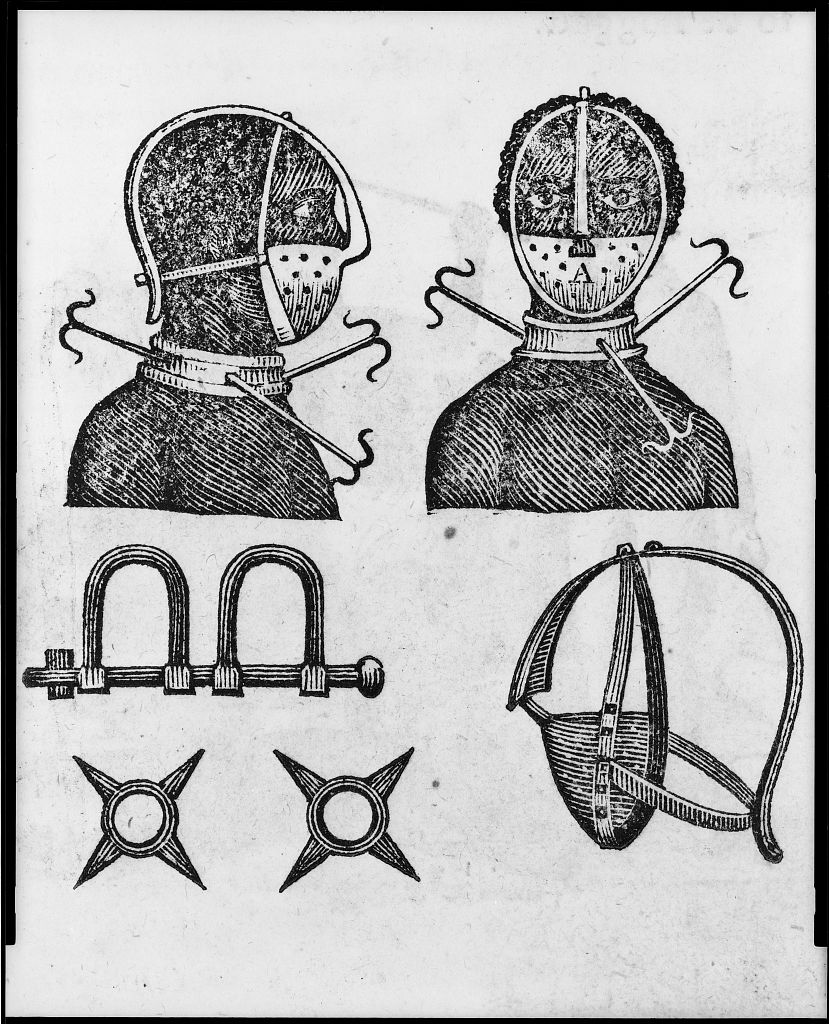
Muselière, collier, manilles de chevilles et éperons pour entraver les esclaves.

Également, le Code noir vint réglementer le traitement des captifs. Ainsi, les maîtres étaient-ils dans l'obligation d'instruire et évangéliser les esclaves. En revanche, il prévoyait aussi une palette de châtiments corporels (fouet, amputation, exécution). Le nombre de coups de fouet est initialement limité à 29 ; mais il est si souvent dépassé qu'il est ensuite interdit d'en donner plus de 50. Pour être arrivées en retard à leur travail, des femmes étaient attachées à quatre piquets et fouettées. Victor Schœlcher précise même : « Lorsque l'une de ces malheureuses était enceinte, un trou était creusé dans le sol pour loger sa grossesse pendant qu'elle recevait les 29 coups de fouet réglementaires qui déchiraient des chairs ». Ces punitions corporelles sont administrées avec des rigoises, grosse cravache en nerfs de bœuf, ou à coup de lianes. Les plaies peuvent ensuite être frottées de sel, de poivre d'Espagne, de jus de citron ou de chaux vive afin d'accentuer la douleur.
Malgré les interdits royaux, certains colons imaginent des supplices atroces pour sanctionner les fautes graves des esclaves. L'historien Pierre de Vaissière en a dressé une liste : jetés vivants dans des fours, remplis de poudre de bombarde puis explosés, brulés avec des tisons ardents, aspergés de bouillie de canne brûlante, mutilés (oreille, jambe, dent, sexe), enterrés vivants... Les planteurs les plus cruels ne risquent plus qu'une amende.
La violence est autant utilisée pour stimuler le travail des esclaves, que pour s'en protéger dans un contexte de disproportion entre le nombre de Blancs et de Noirs. Les différences formes de résistances, comme la révolte ou marronnage (évasion), sont particulièrement réprimées.

###### La mortalité des esclaves dans les plantations duXVIIIesiècle
À la fin du XVIIIe siècle, en Guadeloupe, le taux de mortalité des esclaves oscillait entre 30 et 50 pour mille. En métropole, le taux de mortalité était compris entre 30 et 38 pour mille. Trois facteurs expliquaient ces écarts entre la métropole et les Antilles françaises :
- la surmortalité des Bossales[14]. Durant la période d'acclimatation, leur mortalité restait très élevée. Les causes étaient multiples. Elles s'agrégeaient et elles se renforçaient (état de santé très fragile à la suite du voyage ; scorbut ; difficulté d'adaptation aux vivres du pays ; langueur) ;
- la surmortalité infantile. Frédéric Régent estime le taux de mortalité infantile à 431 pour mille en Guadeloupe. Le taux de mortalité infantile se fixait à 233 pour mille en métropole. Mais dans les couches populaires les plus défavorisées, il doublait. Pour Jean-Pierre Bardet, le taux de mortalité infantile des enfants d'ouvriers élevés en nourrice était de 444 pour mille à Rouen. Par ailleurs, cette forte mortalité dans les colonies touchait autant les Blancs, les libres et les esclaves[14] ;
- les maladies et les mauvaises conditions d'hygiène. Les maladies entraînant la mort étaient très nombreuses[14] :
  - les troubles métaboliques : scorbut, langueur (l'historien haïtien Louis E. Elie y voit les symptômes de la maladie du sommeil apportée d'Afrique), l'hydropisie,
  - les maladies infectieuses : la tuberculose, les pulmoniques, le mal de gorge, la dysenterie, la variole,
  - les affections cutanées : la lèpre, la gale, les malingres,
  - sans oublier les dépressions nerveuses consécutives aux violences.

###### Mortalité des esclaves au Québec
Les recherches de l'historien québécois Marcel Trudel, portant sur 1 587 esclaves dont l’âge au décès est connu, donnent un âge moyen de mortalité des esclaves au Québec de 19,3 ans entre 1730 et 1800.

#### Proportion des Noirs et des Blancs dans les colonies françaises esclavagistes
En 1788-1790, le nombre d’esclaves, élevé à plus de 780 000, représente près de 90 % de la population des colonies françaises esclavagistes :

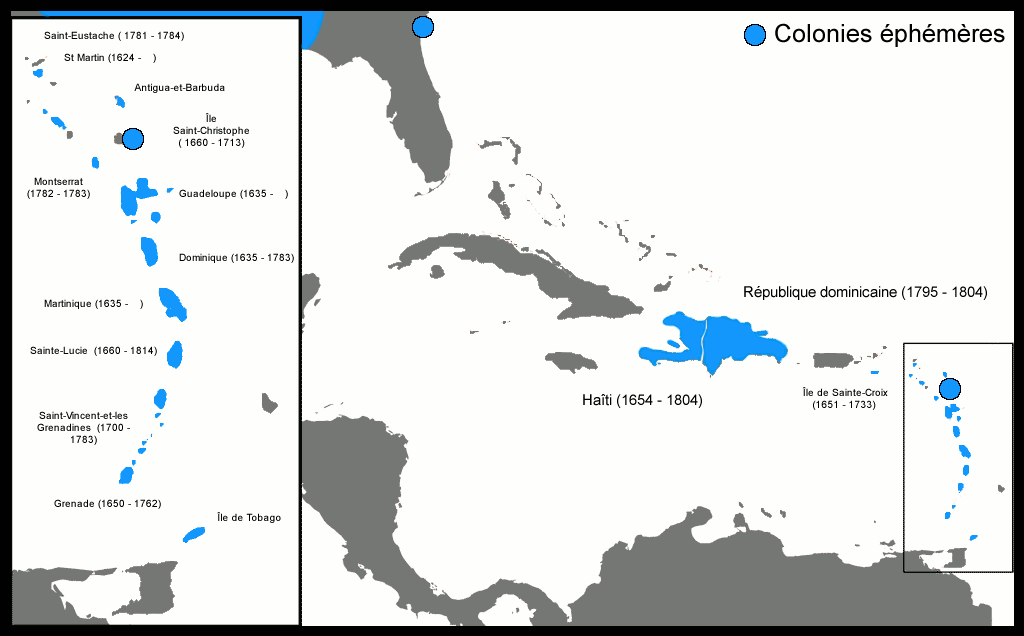
Carte des Antilles françaises.

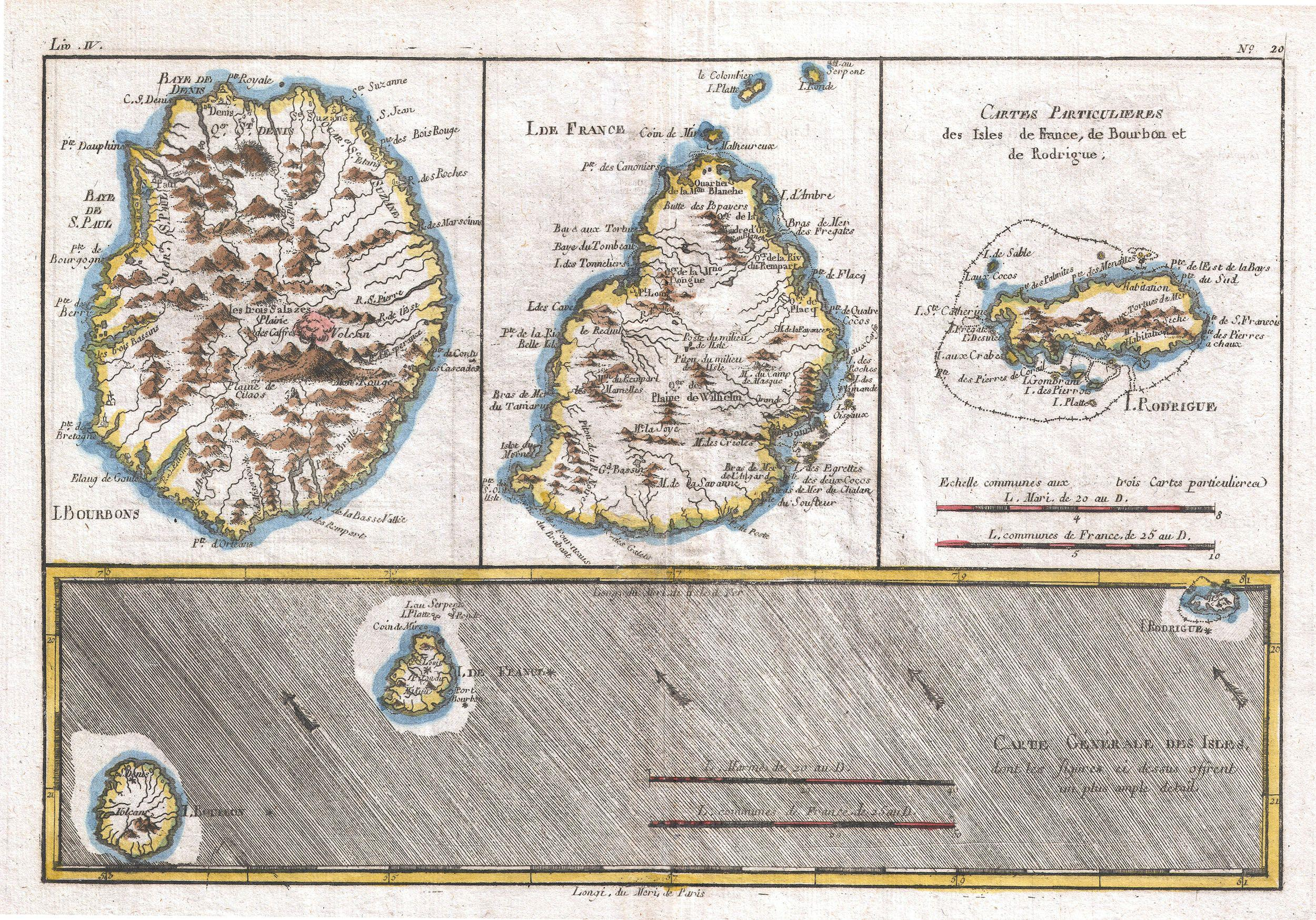
Les Mascareignes.

| Colonie        | Année | Blancs | Noirs libres | Esclaves | Total   |
| Saint-Domingue | 1790  | 27 717 | 21 800       | 495 528  | 546 835 |
| Guadeloupe     | 1788  | 13 969 | 3 125        | 89 823   | 108 705 |
| Martinique     | 1789  | 10 635 | 5 235        | 81 130   | 98 789  |
| La Réunion     | 1788  | 8 182  | 1 029        | 37 984   | 48 983  |
| Maurice        | 1788  | 4 457  | 2 456        | 37 915   | 46 616  |
| Sainte-Lucie   | 1788  | 2 159  | 1 588        | 17 221   | 22 756  |
| Tobago         | 1788  | 425    | 231          | 12 639   | 15 083  |
| Guyane         | 1789  | 1 307  | 494          | 10 748   | 14 338  |
| Total          |       | 54 069 | 35 958       | 782 988  | 873 015 |
| Proportion     |       | 6 %    | 4 %          | 90 %     | 100 %   |

### Le retour des navires en Europe
Dans la majorité des cas, l'achat des captifs se fait en denrées coloniales par les colons (cacao, tabac, indigo, gingembre, vanille, café, coton, et surtout, sucre brut). À bord du navire négrier, les parcs à esclaves sont détruits pour recevoir le plus grand nombre possible de marchandises. Le plus souvent, la quantité de denrées qui a servi à acheter les esclaves est telle que le navire ne peut la charger entièrement. Le capitaine doit faire appel à des confrères repartant vers la métropole.
Avant de reprendre la mer, le navire est re-calfaté et repeint. De même, le capitaine doit reconstituer son équipage. En effet, arrivés aux îles, certains marins désertent ou démissionnent pour tenter l'aventure coloniale et espérer faire fortune, ou pour épouser des créoles et même des femmes de couleur. Aussi, le capitaine doit-il recruter sur place d'anciens déserteurs d'autres navires, ou de pauvres gens sans emploi. Les capitaines acceptent aussi de prendre des passagers, officiers, colons, accompagnés de leurs domestiques noirs.
Au moment d'appareiller, les capitaines cherchent d'autres navires pour faire route ensemble. Comme à l'aller, la durée de la traversée dépend toujours de la météo. Le navire peut mettre d'un à trois mois pour regagner l'Europe.

Une fois arrivé dans les ports de la métropole, on fait descendre les malades en premier, puis les passagers. Enfin, les marchandises sont stockées dans des entrepôts privés ou publics, en attente de leur revente ou de leur réexpédition ailleurs en Europe. Le capitaine rapporte aussi des cadeaux à ses parents et proches amis : poudre d'or, bois et ivoires sculptés d'Afrique, plantes tropicales, perroquets et singes des Amériques ; peut-être aussi deux ou trois négrillons ou négrillonnes qui serviront de domestiques.

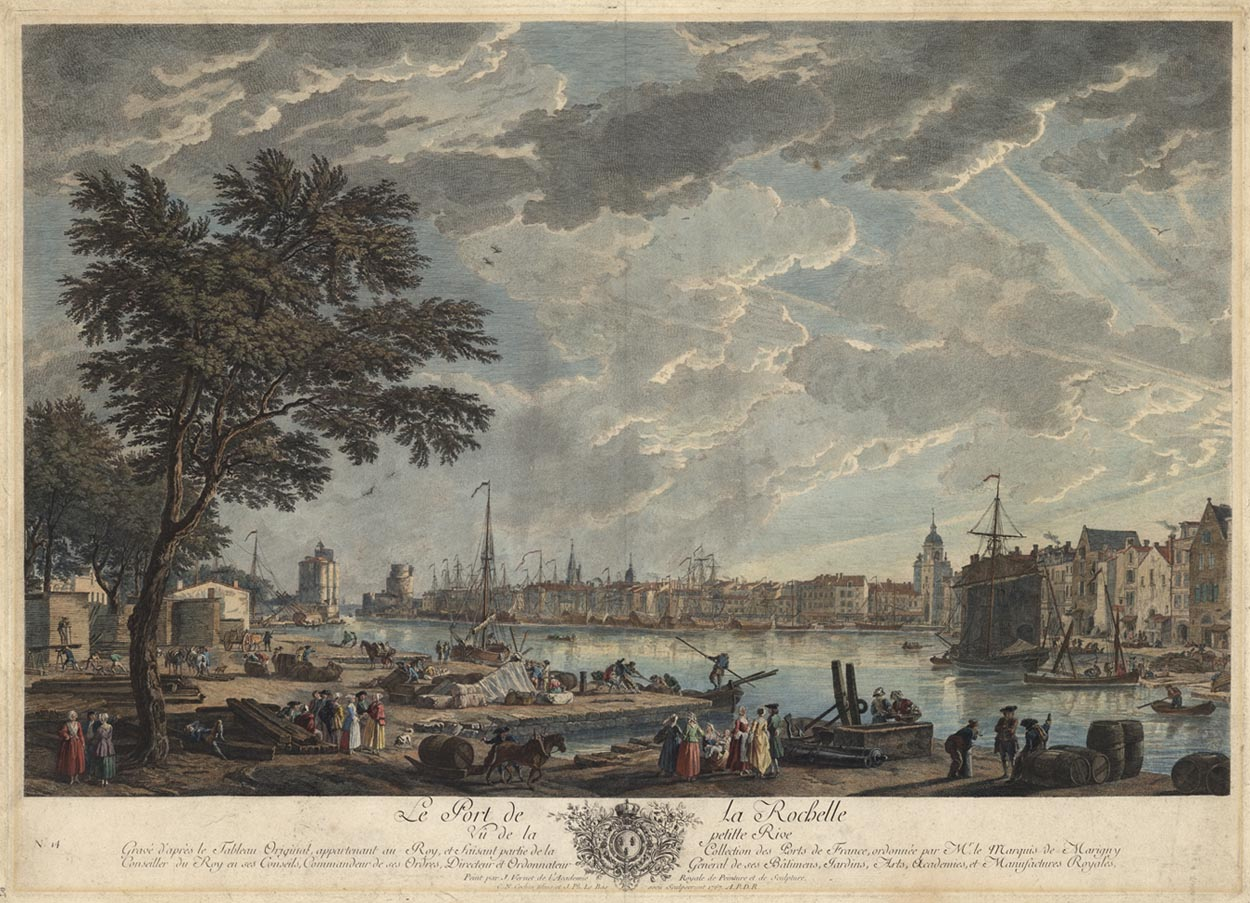
Vue du Port de La Rochelle, prise de la petite Rive, par Joseph Vernet (1762).
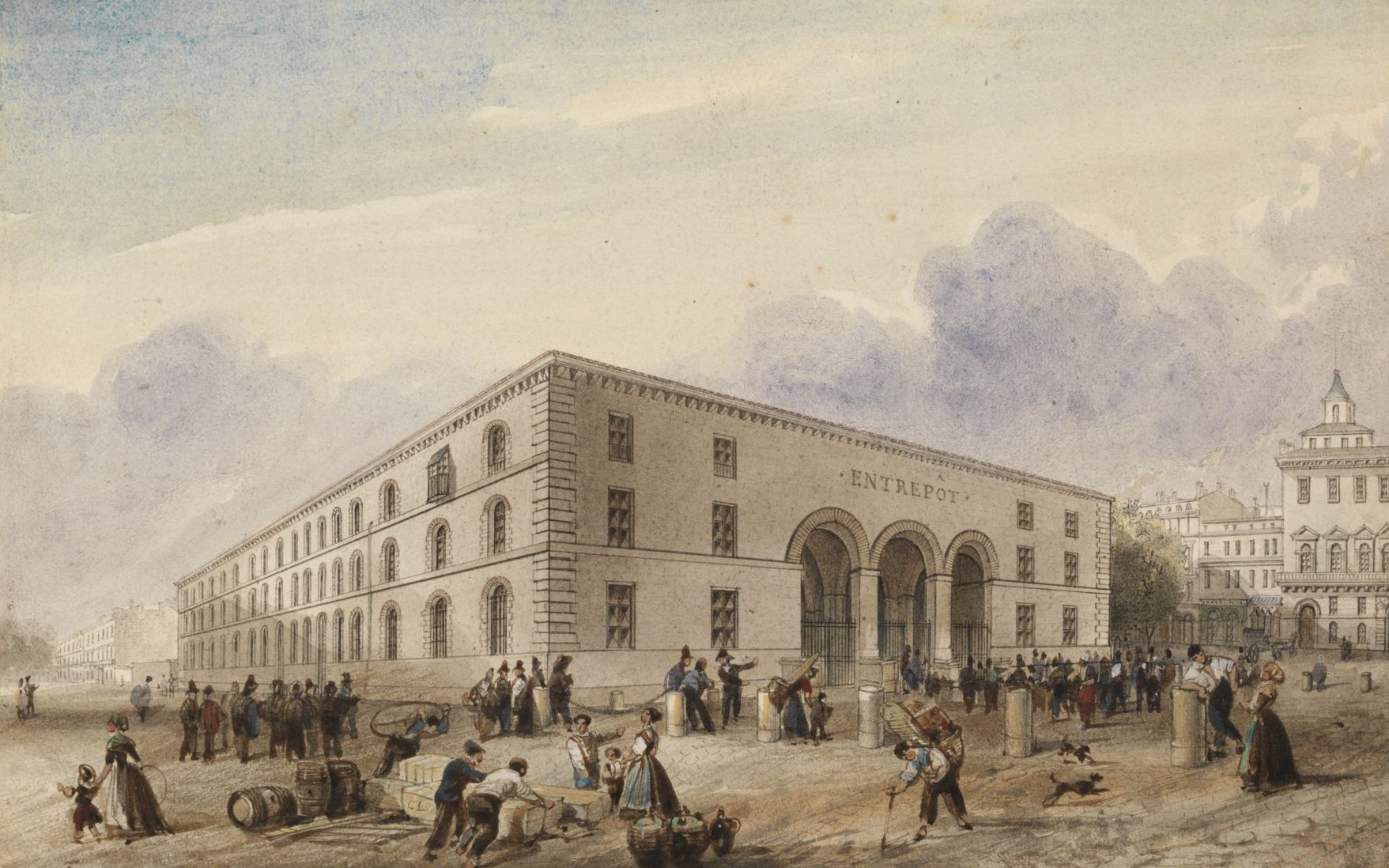
L'Entrepôt réel des denrées coloniales à Bordeaux, servant à stocker sous douane les marchandises produites par les esclaves dans les plantations[21].
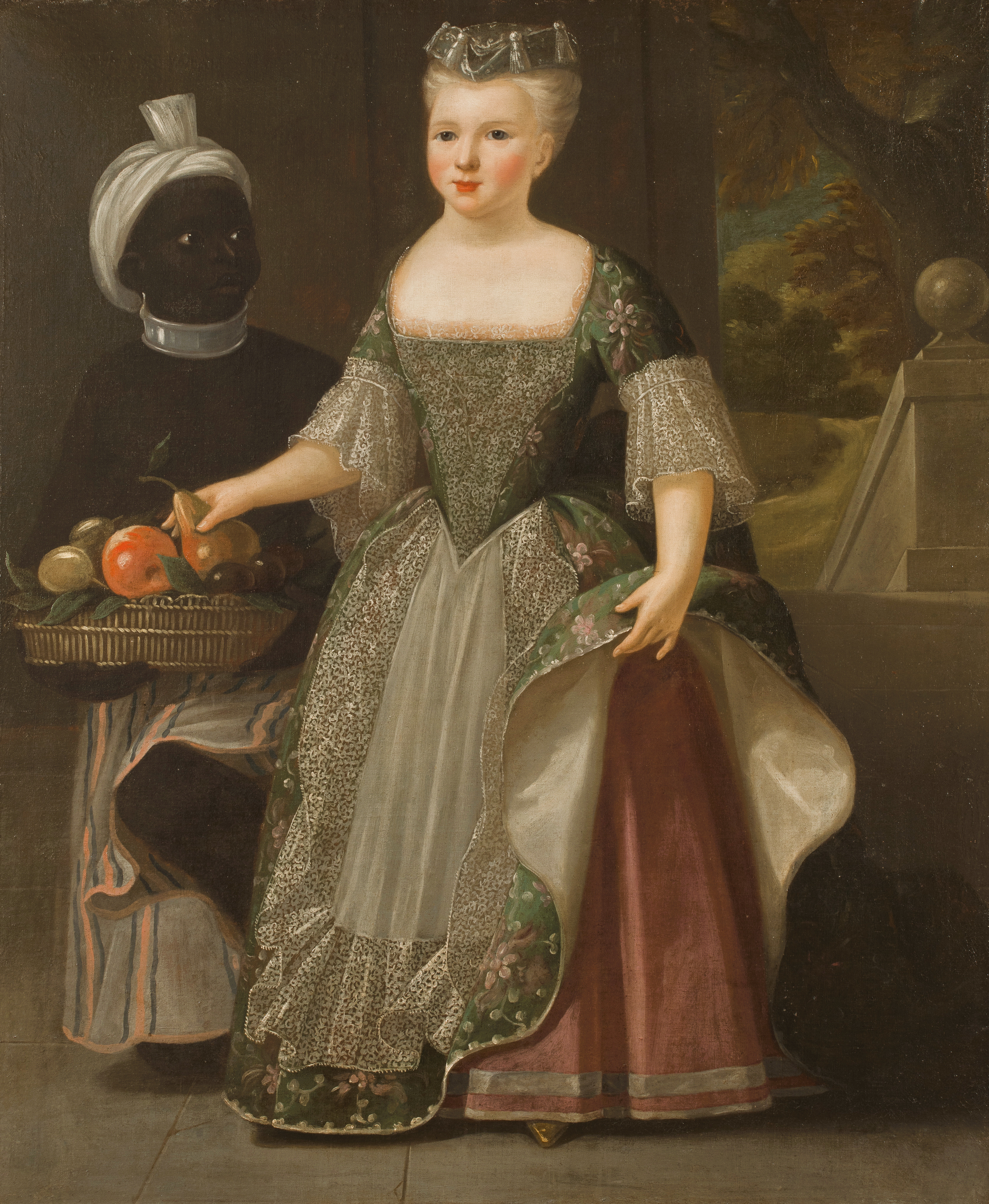
Portrait de Marie-Anne Grellier avec sa Négrillonne, La Rochelle, 1721.

## Histoire du commerce triangulaire
On considère généralement que le début de la traite occidentale date de 1441, quand des navigateurs portugais enlevèrent des Africains noirs pour en faire des esclaves dans leur pays.
Une autre motivation de l'esclavage organisé par les Portugais est le besoin impérieux pour les équipages de marins, de se reposer au cours de leurs interminables voyages vers les Indes occidentales et vers la Chine (à Macao) et le Japon (à Nagasaki). Ces voyages pouvaient durer des mois, entraînant une forte mortalité dans les équipages portugais (à cause de la fatigue et du scorbut). D'où la nécessité de se reposer dans des escales sur les possessions portugaises de l'Atlantique : principalement les îles du Cap Vert et les îles de Sao Tome et Principe. Pour cela, les autorités portugaises décidèrent de faire venir des paysans portugais cultiver la terre de ces îles atlantiques (dans le but de nourrir les marins faisant escale, avec une nourriture fraîche qui limitait le scorbut). Ces paysans portugais, habitués au climat relativement sec du Portugal, mouraient en grand nombre sous le climat équatorial de ces îles africaines. Par contre les Africains habitués à ce climat supportaient bien mieux de travailler dans de telles conditions : d'où l'idée des Portugais de faire venir du continent africain des esclaves pour travailler la terre de ces îles : ce fut le début de l'esclavage des Africains par les Européens.

### Première étape, duXVesiècleau milieu duXVIIesiècle

#### Les royaumes européens et les premières expéditions négrières
Ce sont les Portugais qui se distinguèrent. Ils déportèrent près de 757 000 esclaves, soit trois quarts des déportés sur cette période. Trois déportés sur quatre étaient embarqués à partir de l'Afrique centrale et ils étaient destinés au Brésil (34 %) et à l'Amérique espagnole continentale (43 %). Le reste des esclaves venaient d'Afrique de l'Ouest.
Au total, 90 % de cette traite a eu lieu après 1672 et la création en Angleterre de la Compagnie royale d'Afrique, qui a surtout approvisionné la Jamaïque et en France de la Compagnie du Sénégal pour alimenter l'île de Saint-Domingue.

##### Les premières années
Au XVe siècle, avec le commerce transsaharien, le commerce des esclaves ainsi que celui de produits africains, comme l'or ou le poivre de malaguette (appelé également la graine du paradis), étaient présents sur quelques marchés européens. Avec la prise de Ceuta en 1415, les Portugais s'informèrent sur le commerce transsaharien. Ils en connaissaient de nombreux détails. Leur objectif était d'atteindre les mines d'or africaines. Pour y parvenir, ils ne tentèrent pas de prendre le contrôle des routes transsahariennes (solidement maintenues par les Arabes) . Ils privilégièrent une nouvelle route, la voie maritime.
Les Portugais furent les premiers Européens à se risquer sur les côtes atlantiques de l'Afrique. Plusieurs facteurs y contribuèrent :
- ces mers étaient les leurs ;
- c'étaient de bons marins qui utilisaient les cartes et la boussole ;
- ils avaient de bons navires (les caravelles) ;
- le commerce était très dynamique. L'Europe du Nord venait dans les ports portugais s'approvisionner en produits méditerranéens ;
- les autres royaumes européens étaient plus occupés à se faire la guerre.

En 1441, Antao Gonçalves captura des Africains noirs, des Azenègues, qui furent offerts en trophée au prince Henri. Cet événement est considéré comme le début de la traite atlantique. Mais à l'époque, cet épisode fut anodin. En effet, depuis plusieurs décennies, la traite transsaharienne fournissait des esclaves noirs au Portugal. Les Portugais continuèrent les razzias. Celles-ci procuraient un profit immédiat et elles rentabilisaient les expéditions.
Un nouveau procédé d'obtention de captifs prit forme très tôt, le commerce. Dès 1446, Antao Gonçalves acheta des esclaves. En 1448, 1 000 captifs furent déportés au Portugal et sur les îles portugaises (les Açores et Madère). Dans les années 1450, le Vénitien Ca'da Mosto reçut 10 à 15 esclaves en « Guinée » en échange d'un cheval. Il essaya d'entrer en contact avec Sonni Ali Ber, l'empereur des Songhaïs. Ces efforts restèrent vains.
Supposant des succès portugais, les Castillans et les Génois lancèrent leurs propres expéditions. Ils furent contrés par la diplomatie portugaise.

##### Une présence portugaise qui s'affirma
Les Portugais avaient plusieurs objectifs.
- Ils voulaient entrer en contact avec le royaume du prêtre Jean (l'Éthiopie) pour obtenir une alliance. Ils pensaient ainsi prendre en tenaille le monde musulman (surtout après la prise de Constantinople par les Turcs musulmans).
- Les relations avec l'Afrique étaient largement motivées par le commerce avec l'Asie. Pour leurs importations, les Portugais avaient besoin d'or (pour l'Empire Ottoman), d'argent (pour l'Extrême-Orient) et de cuivre (pour l'Inde).
- L'objectif principal restait le profit.

Ainsi, dans la seconde moitié du XVe siècle, les Portugais s'enhardirent. La Couronne portugaise entreprit d'établir des relations commerciales stables avec l'Afrique subsaharienne. En 1458, le prince Henri le navigateur souhaita que ses hommes achètent les esclaves plutôt que de les razzier. Cette mission fut confiée à Diogo Gomez (il revint avec 650 esclaves razziés). La Couronne portugaise décida de laisser la gestion des nouvelles expéditions à des hommes d'affaires et des marchands portugais. Le premier d'entre eux fut Fernando Po en 1460. En contrepartie, il s'engagea à verser chaque année 200 000 reis et à explorer 100 lieues de côtes inconnues. Le droit de transporter des esclaves fut ensuite confié à une succession de marchands privilégiés, obligés de verser un impôt annuel fixé par la couronne.

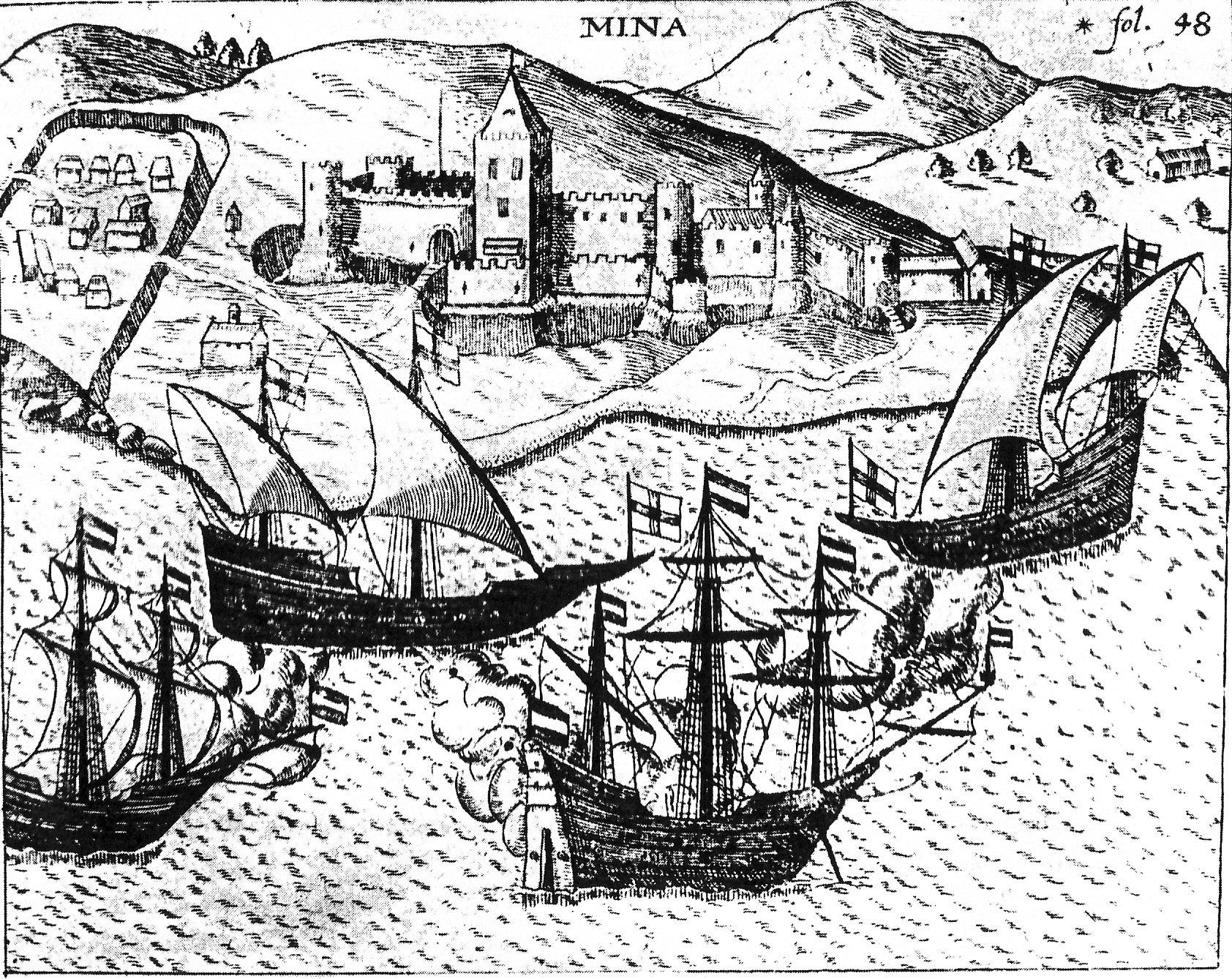
Le fort de traite portugais d'Elmina entre 1610 et 1624.

Le règlement vis-à-vis des expéditions évolua : tout esclave importé devait être débarqué à Lisbonne (1473) et tout bateau en partance pour l'Afrique devait s'enregistrer à Lisbonne (1481). Les Portugais commencèrent à s'implanter sur plusieurs points du littoral africain. En 1461, le premier comptoir et le premier fort étaient achevés à Arguin. En 1462, ils s'installèrent dans les îles du Cap-Vert. En 1481, la construction de la forteresse d'El Mina commençait. Le prince local, Ansa de Casamance, voyait d'un mauvais œil cette nouvelle bâtisse. En 1486, ils étaient sur l'île de Sao Tome.
Ces expéditions étaient souvent de brillantes réussites commerciales. Les Portugais étaient de très bons intermédiaires et, grâce à leur caravelle, ils pouvaient convoyer toute sorte de biens le long du littoral africain. Ils s'intéressaient surtout à l'or, à l'ivoire et à la graine de Guinée. Mais les esclaves prenaient une place de plus en plus importante. En effet, à partir de 1475, les Portugais fournirent des esclaves aux Akans à Elmina et la réussite des implantations de la canne à sucre à Madère (1452), aux îles Canaries (1484), puis à Sao Tome (1486) exigea un nombre croissant d'esclaves.
Les marchandises échangées avec les chefs africains affluaient de toute l'Europe et de la Méditerranée (tissus de Flandre et de France, du blé d'Europe du Nord, des bracelets de Bavière, des perles en verre, du vin, des armes blanches, des barres de fer).
Les Portugais connurent également de grands succès politiques. En Afrique, ils établirent des relations commerciales avec deux royaumes africains. En 1485, Cão s'entretint avec Nzinga, le roi du Kongo. Il revint au Portugal avec des esclaves et un émissaire. En 1486, Joao Afonso Aveiro entra dans le royaume du Bénin. Il crut qu'il était proche de l'Éthiopie, le royaume du prêtre Jean.
En Europe, en 1474, le prince réclama et obtint la propriété de l'Afrique. En 1479, les Espagnols cessèrent leurs expéditions vers l'Afrique. Ils reconnaissaient le monopole portugais. Cependant, il y eut un échec politique. En 1486, les Portugais aidèrent le roi Bemoin au Sénégal. Mais il fut déchu et exécuté.
L'oba du Bénin finit par interdire l'exportation de captifs. Pour le cuivre, les Portugais se fournissaient au Congo.

##### L'asiento
Incapable de fournir suffisamment d'esclaves à ses colonies en raison du traité de Tordesillas entre l'Espagne et le Portugal, l'Espagne mit en place un asiento, privilège par lequel le bénéficiaire s'engageait à fournir un certain nombre d'esclaves aux colonies espagnoles. En retour, il se trouvait en situation de monopole : l'Espagne s'engageait à ce que l'empire achetât des captifs uniquement aux détenteurs de l'asiento. L'asiento fut ainsi octroyé tour à tour aux Portugais, puis aux Génois (et à leur Compagnie des Grilles), aux Hollandais, à la Compagnie française de Guinée, ou encore aux Anglais.
Vinrent ensuite les Hollandais, les Anglais et les Français. Ils traitaient notamment avec les Africains de la gomme, de l'or, du poivre de malaguette, de l'ivoire… et des esclaves.
Cependant, malgré les bulles pontificales, des Français et des Anglais firent quelques expéditions sur les côtes de l'Afrique, au grand désespoir des Portugais.

#### Une lente structuration de l'offre sur les côtes africaines
La traite sur les côtes africaines s'est très lentement structurée.
Vers 1475, les Portugais achetaient des esclaves dans le golfe du Bénin. Les Ijos et les Itsekiris se livraient alors à cette traite. Les esclaves qu'ils traitaient, étaient soit achetés à l'intérieur des terres, soit des criminels condamnés. Une partie des esclaves était acheminée à Elmina. Ils étaient vendus à d'autres Africains contre de l'or.
À partir de 1486, les Portugais commencèrent à traiter avec le royaume du Bénin. En 1530, le royaume du Benin émit des réserves sur la traite des esclaves et, vers 1550, l'oba du Bénin interdit la traite.
En 1485, les Portugais achetèrent les premiers esclaves au Congo. Vers 1550, le Congo devint la principale zone de traite. Mais la demande portugaise en captifs était si élevée que le monarque fut vite dépassé. D'autres peuples s'entendirent pour satisfaire cette demande (les Pangu à Lungu, le peuple Tio). De 1 000 esclaves déportés en 1500, il y en avait entre 4 000 et 5 000 qui étaient déportés annuellement du Congo à partir de 1530.
L'Angola (ou Ndongo) fournissait également des esclaves aux Portugais. Dès 1550, les rois du Congo et de l'Angola se contestaient la suprématie dans la fourniture de captifs aux Portugais. Vers 1553, un nouvel État africain livre des esclaves. Il s'agit de la monarchie d'Ode Itsekiri sur le Forcados (près du royaume du Bénin).
Au début du XVIIe siècle, de nombreux villages de pêcheurs sur l'estuaire du Niger devinrent des villes autonomes avec d'importants marchés aux esclaves. Certaines de ces villes finirent par devenir de puissantes monarchies : Bonny, New Calabar, Warri, Bell Town et Akwa Town au Cameroun ; et il y avait de puissantes républiques commerçantes, comme Old Calabar et Brass.

#### Une lente structuration de la demande aux Amériques
Très lentement, les esclaves noirs commencèrent à peupler les nouvelles possessions impériales espagnoles. Le phénomène fut graduel, discret, riche en faux départs. Ainsi un décret de 1501 interdisait les déportations aux Indes d'esclaves nés en Espagne, ainsi que des Juifs, de Maures et de « nouveaux chrétiens », c'est-à-dire des Juifs convertis. Cependant, certains marchands et capitaines obtinrent l'autorisation privée d'emmener aux Indes quelques esclaves noirs.
Le début de la traite d'esclaves vers les Amériques ne commença que le 22 janvier 1510, quand le roi Ferdinand donna la permission d'envoyer cinquante esclaves sur Hispaniola pour l'exploitation des mines. Ces esclaves devaient être « les esclaves les meilleurs et les plus forts qui se puissent trouver ». Il est certain qu'il songeait alors aux Noirs. Quant aux Indiens, ils ne résistaient pas aux mauvais traitements dans les champs et les mines (et surtout aux épidémies de variole). En 1510, il n'en restait plus que 25 000 sur Hispaniola.
L’essor de l’exploitation d'or, notamment à Cibao, puis de sucre à Hispaniola, inaugure, entre 1505 et 1525, un premier trafic triangulaire entre l’Afrique, l’Europe et les Amériques, qui conduit à la déportation de près de 10 000 esclaves vers Hispaniola, Porto Rico et Cuba où les colons ont mis sur pied une économie de plantation sucrière.
Jusqu'en 1550, la plupart des captifs africains étaient destinés à la péninsule Ibérique, à Madère, à Sao Tome et à Principe. À partir de 1550, la demande espagnole pour l'Amérique décolla. Les esclaves étaient alors pêcheurs de perles à la Nouvelle-Grenade, débardeurs à Veracruz, dans les mines d'argent de Zacatecas, dans les mines d'or du Honduras, du Venezuela et du Pérou, vachers dans la région de la Plata. D'autres étaient forgerons, tailleurs, charpentiers et domestiques. Les esclaves femmes servaient de femme de chambre, de maîtresse, de nourrice ou de prostituée. On prenait l'habitude de leur confier les tâches les plus ingrates.

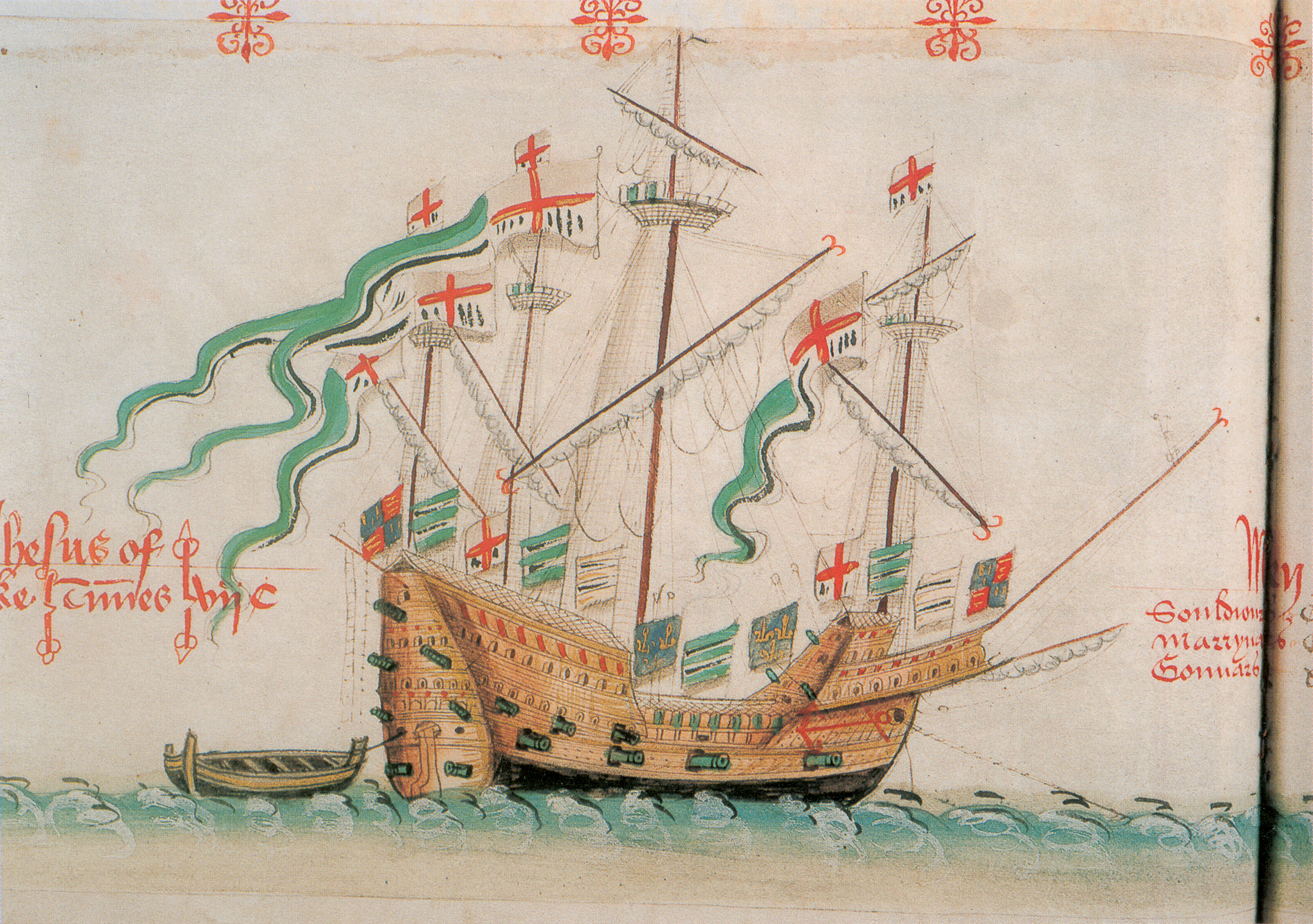
Le ', caraque allemande acquise par la couronne anglaise et qui effectue quatre expéditions de traite entre 1562 et 1568, sous le commandement de John Hawkins.

Au Nord-Est du Brésil, dans les capitaineries de Pernambouc et de Bahia, les premières plantations sucrières virent le jour sur le sol américain. La demande en travail servile explosa. Les Portugais avaient alors à leur disposition les Indiens. Mais la persévérance de Bartolomé de las Casas et d'autres dominicains finirent par rendre l'asservissement des Indiens illicite. De plus, l'épidémie de dysenterie associée à la grippe avaient décimé la population indienne au Brésil dans les années 1560. Enfin les planteurs n'étaient pas satisfaits du travail des Indiens. Ceux-ci ne résistaient pas aux mauvais traitements qui leur étaient infligés et surtout aux épidémies. Pour toutes ces raisons, la demande d'esclaves noirs en provenance du royaume du Kongo et de l'Angola se raffermit. De 2 000 à 3 000, en 1570, la population noire du Brésil s'élevait à 15 000 en 1600. Le quotidien de ces esclaves était très dur. Leur espérance de vie était d'environ dix ans. Il fallait donc sans cesse de nouveaux arrivages d'Angola et du Congo. Le Brésil devenait le principal fournisseur en sucre de l'Europe.
Le premier navire négrier français, l’Espérance partit de La Rochelle en 1594, se dirigea vers le Gabon et poursuivit au Brésil
Dans le premier quart du XVIIe siècle, le nombre total d'esclaves déportés d'Afrique devait approcher les 200 000, dont 100 000 allèrent au Brésil, plus de 75 000 en Amérique espagnole, 12 500 à São Tomé et quelques centaines en Europe.
Le nombre d'esclaves africains travaillant alors dans les colonies antillaises était relativement faible. À la Guadeloupe, en 1671, 47 % des maîtres n'avaient qu'un seul esclave. Dans les premiers temps, dans les treize colonies anglaises, serviteurs, blancs et noirs, travaillaient côte à côte, dans le cadre de petites exploitations. Inversement dans les îles françaises, les engagés blancs étaient alors durement traités.

### Le grand virage franco-anglais de 1674
L'année 1674 est celle du grand virage pour l'esclavage. Jusque-là, depuis des siècles, des Africains sont emmenés à travers le Sahara vers le monde arabe, où ils deviennent domestiques. Le long et coûteux voyage, tout comme la demande modeste limitent le prélèvement annuel sur les populations africaines.
Les planteurs de sucre espagnols du Venezuela et portugais du Brésil achètent aussi des esclaves mais en quantité limitée, car le transport, par le système de l'Asiento, est le monopole des marchands hollandais, qui se limitent aux expéditions les plus rentables. Le sucre est encore cher sur le marché mondial ce qui empêche sa commercialisation à grande échelle.
La donne change quand le commerce triangulaire prend son essor à partir de 1674, l'année où les Français et les Anglais commencent à disputer aux Hollandais le monopole du transport des esclaves de la côte africaine vers les Amériques, où deux grandes îles, la Jamaïque et Saint-Domingue et trois petites, la Martinique, la Guadeloupe et la Barbade deviennent la principale zone mondiale d'importation des esclaves.
Le futur roi d'Angleterre Jacques Stuart crée en 1672 la Compagnie royale d'Afrique tandis que son cousin français Louis XIV fonde la Compagnie du Sénégal la même année et dissout la Compagnie des Indes de Colbert, l'une des premières compagnies coloniales françaises, à qui il reproche son incapacité à importer des esclaves. Louis XIV devient en 1674 un monarque absolu. Il prend ses distances avec Colbert et tombe amoureux de la Marquise de Maintenon, qui vécut dans sa prime jeunesse à la Martinique et achète le château de Maintenon à Charles François d'Angennes, un flibustier devenant en 1678 le plus riche planteur de Martinique.
L'arrivée des Français et des Anglais en 1674 sur les côtes d'Afrique fait brutalement monter le prix des esclaves, entraînant le développement de nouveaux circuits d'approvisionnement à l'intérieur du continent, qui affaiblissent les sociétés africaines traditionnelles.
L'arrivée en masse de nouveaux esclaves aux Antilles fait parallèlement baisser leur prix d'achat par les planteurs de canne à sucre, tandis que la production de sucre progresse très vite, ce qui a pour effet d'abaisser le prix de cette denrée sur le marché mondial, et de favoriser sa consommation en Europe.
Pour laisser la voie libre aux planteurs de sucre, Jacques II et Louis XIV tentent d'évincer les petits planteurs de tabac de la Barbade et de Saint-Domingue, par ailleurs soupçonnés de collusion avec les flibustiers. En France, la ferme du tabac est un monopole créé en 1674. Le prix d'achat aux planteurs est abaissé et le prix de vente au contraire relevé. Du coup, la production est découragée et la plupart des consommateurs préfèrent s'approvisionner en tabac de Virginie et du Maryland, où Jacques II vient justement d'octroyer à des aristocrates catholiques des terres pour créer d'immenses plantations de tabac qui fonctionnent, elles, à base d'esclaves.

### Deuxième étape, du milieu duXVIIesiècleau début duXIXesiècle
La traite atlantique ne prit véritablement son essor qu'à partir du dernier tiers du XVIIe siècle.
Au total, 90 % de cette traite a eu lieu après 1672 et la création en Angleterre de la Compagnie royale d'Afrique, qui a surtout approvisionné la Jamaïque et en France de la Compagnie du Sénégal pour alimenter l'île de Saint-Domingue.

#### L'accroissement de l'activité négrière européenne
Trois phénomènes concoururent à accélérer la demande des négriers européens : des produits se firent plus rares (l'or et l'ivoire) ou étaient concurrencés (le poivre de malaguette par les épices des Indes) ; la canne à sucre était mise en production au Brésil et dans les Antilles ; le choix d'esclaves africains s'imposa aux exploiteurs.
- Les Provinces-Unies[Pétré 32]

Au milieu du XVIIe siècle, la Compagnie néerlandaise des Indes occidentales (ou W.I.C.) était toute puissante. Les Hollandais s'étaient implantés au Brésil et ils avaient enlevé Elmina. Leur position sur la traite fut renforcée par différents accords : l'asiento en 1662, puis l'accord entre l'Espagne et la firme Coijmans d'Amsterdam en 1685 et celui signé avec les assientis de la compagnie portugaise de Cacheu en 1699. Mais cette toute-puissance ne dura pas. Ils furent supplantés par les Anglais et les Français.
Le monopole de la W.I.C. pour le commerce avec l'Afrique dura jusqu'en 1730, et celui pour la traite jusqu'en 1738. Avec l'ouverture au commerce libre, le nombre de captifs déportés par les Hollandais augmenta. Entre 1751 et 1775, le nombre de déportés s'éleva à 148 000.
- L'Angleterre / La Grande-Bretagne[Pétré 33]

Londres, Bristol et Liverpool furent les principaux ports négriers britanniques. Il y eut aussi Whitehaven, Glasgow, Dublin, Plymouth. Le monopole du commerce avec l'Afrique était concédé à la Compagnie royale d'Afrique en 1698. Au total, il y a eu 5 700 négriers armés à Liverpool.
Entre 1651 et 1675, 115 000 esclaves étaient déportés. Entre 1676 et 1700, ils étaient 243 000.
Entre 1701 et 1725, ils étaient 380 000. Entre 1726 et 1750, ils étaient 490 000. Entre 1751 et 1775, ils étaient 859 000. La décrue s'amorça dès 1776 et la traite fut interdite le 2 mars 1807.
- La France[Pétré 34]

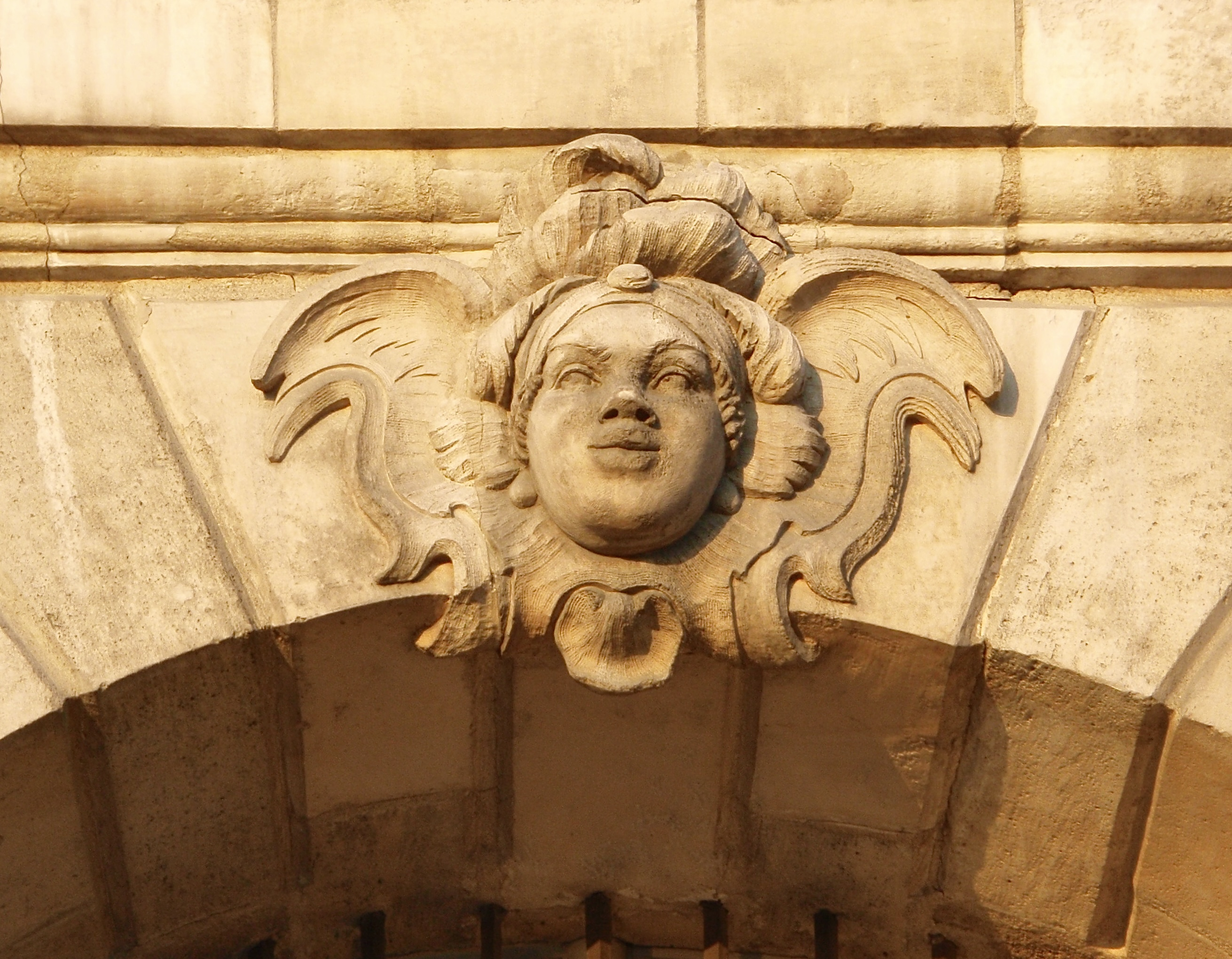
Visage africain d'un mascaron de la Place de la Bourse à Bordeaux.

17 ports français participèrent à 3317 expéditions négrières. Nantes fut le principal port négrier français à partir du quai de la Fosse. 1427 expéditions y furent armées, soit 42 % de la traite française. D'autres ports armèrent de nombreux négriers : La Rochelle (427 à 448), Le Havre (de 399 à 451) et Bordeaux (393 à 419). Et il y eut aussi Saint-Malo (216), Lorient (156), Honfleur (125 à 134), Marseille (88 à 120), Dunkerque (44), Rochefort (20), Vannes (12), Bayonne (9), Brest (7).
Le démarrage de la traite française fut tardif. Bordeaux en 1672, Nantes et Saint-Malo en 1688 expédiaient leurs premiers négriers. Avant 1692, 45 négriers étaient partis de La Rochelle.
En ce qui concerne le commerce négrier rochelais, il permet le financement des ateliers où se fabriquent,se vendent et se conservent les marchandises destinées à l'achat des captifs en Afrique. Ce commerce donne du travail aux chantiers navals et assure la subsistance de plusieurs centaines de matelots. Autant de rochelais qui à leur manière sont acteurs de la traite. La première expédition négrière au départ de La Rochelle a eu lieu entre 1594 et 1595 à bord du bateau L’Espérance qui transporte ses captifs vers une colonie portugaise au Brésil.
Entre 1710 et 1770, 242 expéditions négrières ont été menées au départ de La Rochelle. En 1753, une faillite touche les grandes familles d’armateurs rochelais faisant place à de nouveau acteurs. Louis-Etienne Arcère, historien rochelais soutient que : « le commerce de Saint-Domingue, écrit-il, en fit éclore un autre pour La Rochelle. Il fallait des bras pour défricher les campagnes de la colonie, la Guinée en fournissait. On alla en Afrique acheter des troupeaux d’hommes. On rapporta encore de cette contrée de la poudre d’or. Depuis ce temps le commerce de La Rochelle s’est élancé par un vol constant vers la grandeur ».
Outre une interruption du trafic négrier rochelais entre 1778 et 1781, on dénombre 195 expéditions au départ de La Rochelle et 17 au départ de Rochefort. Le 26 avril 1792, Le Saint-Jacques est le dernier navire négrier à quitter le port au XVIIIe siècle. En 1817, le roi Louis XVIII signe une ordonnance interdisant la traite en France, malgré tout quatre navires rochelais figurent au nombre des 674 expéditions illégales menées jusqu’en 1830 au moins. La traite négrière représentait un tiers des armements de La Rochelle, et si l’on ajoute le commerce direct avec Saint-Domingue, le commerce transatlantique représentait 80% de son activité. 130 000 captifs ont été chargés en Afrique de La Rochelle à destination des colonies de l’Amérique et principalement de Saint-Domingue. Au XIXe siècle, les Rochelais n’armeront plus de navires négriers contrairement à Nantes.
Entre 1745 et 1747, il y eut en moyenne 34 expéditions négrières par an. Entre 1763 et 1778, il y en a eu 51 par an. Entre 1783 et 1792, il y en a eu 101 par an.

#### Une relative concentration de l'offre africaine
Du milieu du XVIIe siècle au début du XIXe siècle, la traite entre Européens et Africains se mit en place sur toutes les côtes africaines :
- sur la côte sénégambienne, les Français, les Britanniques et les Portugais commercèrent avec les Wolofs, les Sérères, les Manden, les Dyulas, les Balantes et les Felupes.
- Sur les côtes des rivières du sud, les Portugais traitèrent avec les Lançados, les Bijagos, les Kokoli, les Nalu, les Sosoe, les Baya et les Tyapi.
- Sur les côtes de Sierra Leone, les Britanniques commercèrent avec les Bulu, les Sherbro, les Krim, les Temne, les Kono, les Morodugu et les Vaï.
- La côte des Dents renfermait quelques foyers négriers.
- Sur la Côte de l'Or et la côte des Esclaves, les Européens s'implantent dans des comptoirs coloniaux fortifiés mais leur influence est soumise à l'autorité africaine d'États côtiers très puissants (Nzima, Akan, Fante, Ewe, Ge, Huéd, Hula, Fon, Yoruba).
- La côte béninoise et l'orient du delta du Niger. L'autorité était purement africaine, soit sous la forme monarchique, soit sous celle qu'on a nommé « Cités-États ». La population était Yoruba et Ibo. On y trouvait de nombreuses ethnies minoritaires comme les Ijo, les Ibibios, les Efik, les Aro, les Ekoi, les Efut.
- La côte du Gabon, sous autorité africaine, de peuplement Mpongwè.
- La côte du Loango, sous royauté africaine, de peuplement Vili.
- La côte de l'Angola, sous autorité coloniale portugaise et autorité locale africaine, dont les principaux peuplements étaient Mbundu et Jaga.

L'offre africaine était cependant relativement concentrée au XVIIIe siècle : dans le golfe de Guinée, il y avait la Côte-de-l'Or et la côte des Esclaves ; en Afrique centrale, les trois quarts des captifs étaient vendus entre Cabinda et Luanda, un espace côtier long de 300 miles ; des sites côtiers comme Ouidah.

#### Développement
Au siècle des Lumières, la demande de produits américains en Europe occidentale connaît une croissance très forte car leur prix a baissé en raison de la forte croissance de l'offre : ce fut le cas par exemple du coton, du café et du sucre, notamment celui de la colonie de Saint-Domingue, dont la production fut intensifiée par l'emploi d'environ 550 000 esclaves au XVIIIe siècle. La consommation de sucre, quasiment nulle au XVIe siècle en France, était passée à 4 kilogrammes par personne et par an à la fin du XVIIIe siècle, selon une estimation non recoupée. La création de nouvelles plantations s'étend à de nouvelles parties de la Caraïbe comme la partie française de Saint-Domingue, pour le sucre mais aussi le coton et le café, où est acheminée une main d'œuvre plus importante qu'au siècle précédent.
Le Brésil avait été la première destination des navires négriers : au total, plus de 40 % des déportés du commerce triangulaire y furent transportés.

### Troisième étape, leXIXesiècle

#### La traite clandestine
Le 16 mars 1792 une ordonnance du Roi du Danemark et de Norvège prévoit l'interdiction de la traite négrière pour les sujets de son royaume et l'interdiction de l'importation d'esclaves sur son territoire à compter de 1803. Cinq mois plus tard le 11 août 1792, l'assemblée législative s'engage à son tour dans l'abolition de la traite en abrogeant les primes accordées annuellement aux armateurs négriers depuis 1784. Cette mesure, la Convention nationale la confirme le 27 juillet 1793. Le 4 février 1794, la France abolit non seulement la traite mais aussi l'esclavage dans ses colonies, mais cette décision est contrecarrée par le traité de Whitehall, signé par des grands planteurs esclavagistes avec les Anglais pour tenter de leur offrir leurs colonies, ce qui se produit à la Martinique, puis par le rétablissement de l'esclavage par Napoléon en 1802

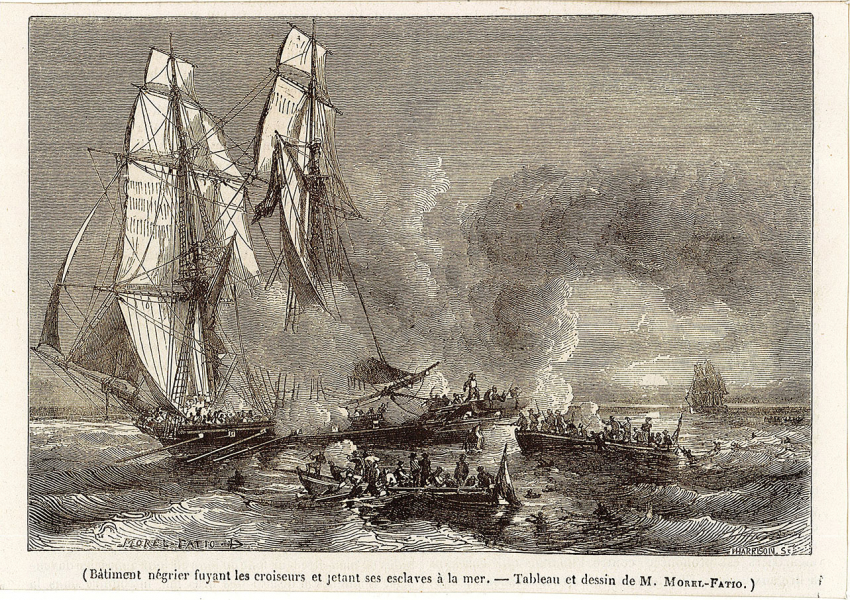
Bâtiment négrier fuyant les croiseurs et jetant ses captifs à la mer, par Léon Morel-Fatio, 1844.

En 1807, les Britanniques interdirent la traite, suivis par les États-Unis. Les autres États européens concernés par la traite, principalement la France, suivirent le même chemin, mais plus tard, sous la pression des Anglais, redoublée lors du congrès de Vienne de 1815. Et quand ces États interdirent la traite, leurs ressortissants négriers continuèrent dans l'illégalité, mais furent traqués grâce au droit de visite des navires étrangers. Face à l'interdiction de la traite, des Européens souhaitèrent s'implanter en Afrique pour mettre en place des systèmes de plantations similaires à ceux des Amériques. Au Sénégal, Faidherbe lutta contre ces projets.
En France, après 1815, la traite illégale se poursuit avec l'assentiment tacite des autorités. Sur les 729 expéditions françaises de traite avérées, suspectes ou soupçonnables, qui ont lieu entre 1814 et 1850, Serge Daget en dénombre 39 pour le port de Bordeaux, 6 pour Bayonne et 4 pour La Rochelle. La traite illégale est présentée comme un moyen de résister aux Britanniques soupçonnés de vouloir affaiblir l'économie nationale. Pour les historiens Bruno Marnot et Thierry Sauzeau, la décision française d'interdire la traite se confronte aux besoins en esclaves des plantations coloniales restantes, malgré la perte de Saint-Domingue. Ils évoquent une « volontaire cécité face aux stratagèmes déployés par les armateurs négriers pour éviter la confiscation de leur navire », la répression ne commençant à s'affirmer progressivement qu'après 1822, année de la nomination du marquis de Clermont-Tonnerre au ministère de la Marine. En 1825, la Cour de cassation ordonne la poursuite des négriers, puis la loi de 1827 déclare criminels ceux qui pratiquent le commerce des esclaves.
L'abolition de l'esclavage, en 1833 en Grande-Bretagne et en 1848 en France, a également contribué à faire baisser la traite, tandis qu'aux États-Unis l’accroissement de la population d'esclaves s'est effectuée principalement via des naissances sur le sol américain dès les années 1810. Seuls Cuba et le Brésil, où avaient lieu des défrichements massifs de terres, restaient des destinations importantes. Le dernier envoi clandestin connu d'esclaves du Mozambique au Brésil eut lieu en 1862.
Il y eut aussi des exceptions territoriales: bien que Londres ait aboli la traite dans l'océan Indien dès 1812, l'abolition de la traite dans les Indes britanniques ne fut promulguée qu'en 1843, et celle de l'esclavage qu'en 1862.
La traite négrière occidentale avait amorcé un déclin à partir du début du XIXe siècle. Cependant, la traite resta très dynamique jusqu'en 1850, date à laquelle ce trafic se réduisit fortement pour devenir marginal après 1867[réf. nécessaire]. Durant le XIXe siècle, l'activité négrière occidentale change en effet de nature. Après avoir été monopolisée, puis libéralisée par les États, l'activité négrière était devenue illégale. Cependant, le marché existait toujours — le Brésil, par exemple, n'abolit l'esclavage qu'en 1888 avec la loi d'or, deux ans après Cuba — et vu la faiblesse du droit international, des trafics persistèrent. Ainsi, il fallut attendre le quintuple traité de 1841 entre les puissances européennes, puis la convention de Bruxelles (1890), pour que les navires militaires de l'un des États contractants obtiennent le droit d'arraisonner les navires de trafiquants d'esclaves d'autres pays, et que même les États où l'esclavage demeurait légal s'engagent, par cette Convention, à mettre un terme à la traite.

#### Une offre africaine toujours concentrée
En Haute Guinée et en Sénégambie (5 000 captifs par an jusqu'en 1850), le trafic s'était concentré dans la région de Gallinas. Lagos et Ouidah vendaient 60 % des captifs exportés de la baie du Bénin (10 000 captifs par an jusqu'en 1850). Dans la baie de Biaffra 9 à 12 000 captifs par an jusqu'en 1840. Les ventes s'effectuaient surtout à Bonny et aux deux Calabar. Le Congo et l'Angola vendaient 48 % des captifs de la traite atlantique du XIXe siècle. Ces ventes s'effectuaient à Loango, Cabinda, Ambriz, pour le Congo, et à Luanda et Benguela, pour l'Angola.

#### Poursuite par la relance de l'engagisme

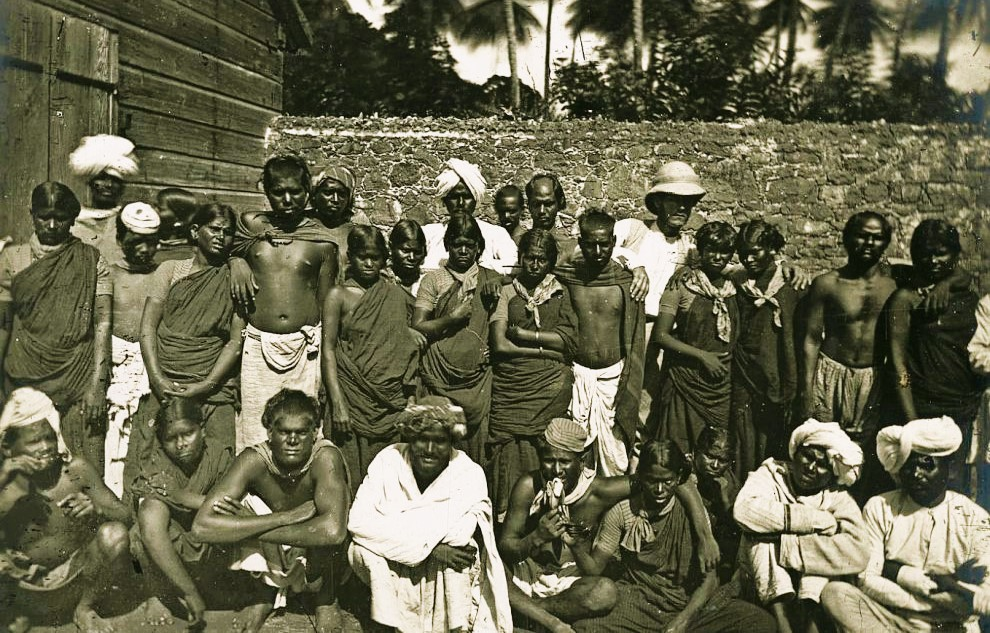
Groupe de travailleurs indiens à la Martinique, venus dans le cadre de l'engagisme, XIXe siècle.

Après les abolitions de l'esclavage, refusant de travailler pour des salaires de misère, les anciens esclaves quittent massivement les plantations coloniales. Les anciens maîtres et planteurs choisissent d'importer des travailleurs engagés en provenance d'Inde, de Chine et d'Afrique durant la seconde moitié du XIXe siècle.
Forme déguisée de la traite lorsqu'elle affranchissait, une fois achetés et sur le bateau, des noirs réduits en esclavage sur la Côte d'Ivoire, l'engagisme dans sa première forme fut tellement décrié comme perpétuation du commerce triangulaire qu'il fut presque aussitôt aboli.
La seconde tentative de faire venir des coolies chinois dans les Caraïbes fut également un échec ; cette fois pas parce qu'ils fussent esclaves déguisés, mais parce que les maîtres des plantations trouvaient que ces serviteurs engagés renâclaient à la besogne.
La troisième tentative fut un tel succès qu'elle apporta le troisième peuplement exogène des Caraïbes. Il s'agissait des Indiens du sous-continent, en majorité provenant de l'Empire britannique des Indes, mais également d'autres passant par les comptoirs français de Chandernagor et Pondichéry.

## Bilan humain des traites occidentales
Les chiffres ci-après du bilan humain sont ceux de la traite occidentale dans son ensemble, incluant le commerce triangulaire et la traite en droiture.

### Nombre de déportés: des statistiques de plus en plus précises
Dans Les Traites négrières, Essai d'histoire globale paru en 2004, Olivier Pétré-Grenouilleau écrit : 
« Il a fallu attendre 1969 et la publication du fameux The Atlantic Slave Trade. A census, de l'historien américain Philip D. Curtin (en)(1922-2009), pour que l'histoire quantitative de la traite par l'Atlantique sorte véritablement des brumes de l'imaginaire. Ce que les historiens anglo-saxons appellent le « jeu des nombres » débutait alors. Pour la première fois, les travaux portant sur la question étaient passés au crible de l'analyse critique historique. L'étude de Curtin venait à un moment où l'histoire de la traite des Noirs prenait son envol. C'était également l'époque où la New Economic History commençait à s'affirmer dans le monde anglo-saxon. Une histoire empruntant à l'économétrie qui a, de suite, trouvé dans la traite par l'Atlantique un formidable levier. Les résultats du Census, de Curtin, ont donc été immédiatement à l'origine de vastes débats, contribuant à impulser de très nombreuses recherches. En 1999, un CD-Rom était publié recensant 27 233 expéditions négrières, réalisées entre 1595 et 1866. Reprises et commentées par Herbert S. Klein, dans un livre sorti la même année, complétées par David Eltis, dans un article paru en 2001, ces données seront encore affinées, lors de la publication d'un nouveau Census, annoncée par Steven Behrent, David Eltis et David Richardson. Tout cela fait du trafic atlantique la traite aujourd'hui la mieux connue, d'un point de vue statistique. Aucune autre migration humaine de l'histoire - forcée ou non - n'a sans doute été étudiée avec un tel luxe de détails. »
« Il n'y a certes pas d'accord total sur les chiffres. Ainsi bien qu'ayant révisé ses estimations à la baisse, Joseph Inikori indiquait en 2002, qu'environ 12 700 000 Africains avaient été déportés à travers l'Atlantique. Cependant, un consensus général se dessine, confirmant les analyses d'ensemble de Curtin quant au volume global de la traite, tout en les nuançant dans le détail, c'est-à-dire dans ses rythmes. Selon lui, 9,5 millions d'Africains auraient été introduits dans les différentes colonies du Nouveau-Monde et, compte tenu de la mortalité au cours du middle passage, 11 millions, environ, seraient partis d'Afrique. Lors d'un colloque tenu à Nantes en 1985, l'historienne française Catherine Coquery-Vidrovitch annonçait que 11 698 000 Africains auraient été déportés, ajoutant par ailleurs que ce que l'on sait sur l'état des marines européennes de l'époque moderne ne permet guère de penser que ce chiffre aurait pu être dépassé.

En 2001, Eltis arrivait à un total de 11 062 000 déportés et de 9 599 000 esclaves introduits dans les Amériques entre 1519 et 1867. Ce sont ces dernières données utilisées ici. Elles ont été élaborées à partir de sources de première main extrêmement variées, puisées dans les trois continents ayant été impliqués par la traite par l'Atlantique. »
En décembre 2008, David Eltis lance la plus large base de données consacrée à la traite négrière atlantique : The Trans-Atlantic Slave Trade Database, elle fait état de 12 521 336 déportés entre 1501 et 1866 (Portugal/Brésil : 46,7 %, Grande-Bretagne : 26 %, France : 11 %, Espagne/Uruguay : 8,5 %, Pays-Bas : 4,4 %, USA : 2,4 %, Danemark/Baltique : 0,9%).

### Rythme de la traite par l'Atlantique
|                | Nombre de captifs (en milliers) | %      |
| -------------- | ------------------------------- | ------ |
| de 1519 à 1600 | 266,1                           | 2,4 %  |
| de 1601 à 1650 | 503,5                           | 4,6 %  |
| de 1651 à 1675 | 239,8                           | 2,2 %  |
| de 1676 à 1700 | 509,5                           | 4,6 %  |
| de 1701 à 1725 | 958,6                           | 8,7 %  |
| de 1726 à 1750 | 1 311,3                         | 11,9 % |
| de 1751 à 1775 | 1 905,2                         | 17,2 % |
| de 1776 à 1800 | 1 921,1                         | 17,4 % |
| de 1801 à 1825 | 1 610,6                         | 14,6 % |
| de 1826 à 1850 | 1 604,5                         | 14,5 % |
| de 1851 à 1867 | 231,7                           | 2,1 %  |
| Total          | 11 061,9                        |        |

Le pic fut atteint entre 1751 et 1800 avec une moyenne de 76 000 départs par an.
En prenant en compte l'évolution du taux de croissance, certaines nuances apparaissent. Ainsi, si entre la fin du XVe siècle et le début du XVIe siècle, le rythme d'accroissement moyen annuel de la traite était de 3,3 %, il se stabilisa autour des 2,2 % entre 1500 et 1700, pour ensuite ne progresser que de 0,7 % pendant les quarante premières années du XVIIIe siècle. Il y a ensuite stabilisation puis le recul s'observa à partir de 1790. Le XVIIIe siècle peut donc être coupé en deux : la première partie enregistrant une constante progression quoique ralentie ; la seconde se caractérisant par une stabilisation puis par le déclin.

### Régions de départ des esclaves de la traite atlantique
|                | Afrique centrale | Baie du Bénin  | Baie du Biafra | Côte de l'Or | Haute-Guinée  | Sénégambie    | Afrique de l'Est | Total    |
| -------------- | ---------------- | -------------- | -------------- | ------------ | ------------- | ------------- | ---------------- | -------- |
| de 1519 à 1675 | 787,4 (78 %)     | 35 (3,5 %)     | 94,8 (9,4 %)   | 51,3 (5,1 %) | 2 (0,2 %)     | 34,8 (3,5 %)  | 3,2 (0,3 %)      | 1 009    |
| de 1676 à 1800 | 2 473,8 (37,4 %) | 1 453,4 (22 %) | 963,8 (14,6 %) | 922,9 (14 %) | 367,8 (5,6 %) | 349,1 (5,3 %) | 75,2 (1,1 %)     | 6 606    |
| de 1801 à 1867 | 1 626,4 (47,1 %) | 546,5 (15,9 %) | 459,1 (13,3 %) | 69 (2 %)     | 225,2 (6,6 %) | 114,5 (3,3 %) | 406,1 (11,8 %)   | 3 446,8  |
| Total          | 4 887,6          | 2 034,9        | 1 517,7        | 1 043,2      | 595,5         | 498,4         | 484,5            | 11 061,8 |
| Pourcentage    | 44,18 %          | 18,4 %         | 13,8 %         | 9,43 %       | 5,38 %        | 4,5 %         | 4,38 %           | 100 %    |

### Principales régions d'arrivée des esclaves
|                | Brésil  | Antilles britanniques | Antilles françaises | Amérique britannique continentale | Amérique espagnole continentale | Antilles espagnoles | Antilles néerlandaises | Guyanes | Total    |
| -------------- | ------- | --------------------- | ------------------- | --------------------------------- | ------------------------------- | ------------------- | ---------------------- | ------- | -------- |
| de 1519 à 1675 | 273,1   | 117,7                 | 8,5                 | 2,3                               | 339,3                           | 0                   | 40,8                   | 8,2     | 789,93   |
| de 1676 à 1800 | 1 854,3 | 1 990,5               | 1 005,9             | 285,3                             | 64,9                            | 73,6                | 88,9                   | 318,9   | 5 682,3  |
| de 1801 à 1867 | 1 774,8 | 130                   | 78,3                | 73,4                              | 26,2                            | 718,3               | 0                      | 76,6    | 2 877,6  |
| Total          | 3 902,2 | 2 238,2               | 1 092,7             | 361                               | 430,4                           | 791,9               | 129,7                  | 403,7   | 9 349,83 |

### Nombre de déportés par pays
|                | Portugal | Grande-Bretagne | France  | Provinces Unies | Espagne | États-Unis | Danemark | Total    |
| -------------- | -------- | --------------- | ------- | --------------- | ------- | ---------- | -------- | -------- |
| de 1519 à 1675 | 757,3    | 140,2           | 5,9     | 105,8           | 0       | 0          | 0,2      | 1 009,4  |
| de 1676 à 1800 | 2 044,1  | 2 715           | 1 135,3 | 419,6           | 9,6     | 198,9      | 83,5     | 6 606    |
| de 1801 à 1867 | 2 273,5  | 257             | 315,2   | 2,3             | 507,4   | 81,1       | 10,5     | 3 447    |
| Total          | 5 070,9  | 3 112,2         | 1 456,4 | 527,7           | 517     | 280        | 94,2     | 11 062,4 |
| Pourcentage    | 45,8 %   | 28,1 %          | 13,2 %  | 4,8 %           | 4,7 %   | 2,5 %      | 0,9 %    | 100 %    |

### Mesure de la ponction démographique de la traite
Il apparaît très difficile d'évaluer les effets démographiques de la traite négrière dont les chiffres restent hautement contestés. Le point de départ de tout travail d'analyse est l'estimation de la population d'Afrique subsaharienne au XVIe siècle. En l'état actuel des connaissances, l'ampleur des variations des estimations rend toute conclusion impossible.
| Auteurs            | Population       | Période                |
| ------------------ | ---------------- | ---------------------- |
| Pétré-Grenouilleau | 25 millions      | début du XVIIIe siècle |
| Louise Diop-Maes   | 600 millions     | XVIe siècle            |
| Paul Bairoch       | 80 millions      | XVIe siècle            |
| Ined               | 70 à 90 millions | fin XVe siècle         |

#### Des chiffres contestés
Certains auteurs, à l'image de Philip Curtin ou d'Olivier Pétré-Grenouilleau ont tenu pour négligeables les effets démographiques de la traite. Ils s'appuient pour soutenir cette thèse sur une estimation du nombre moyen annuel de déportés africains. Au plus fort de la traite, entre 1701 et 1800, ils estiment que près de 6 millions de captifs ont été déportés. Cela correspond à une moyenne de 60 000 départs par an, soit 0,3 % d'une population estimée par Pétré-Grenouilleau à 25 millions d'habitants au début du XVIIIe siècle. Ce pourcentage restait, selon les estimations du même auteur, bien inférieur au taux d'accroissement qu'aurait alors connu l'Afrique noire (aux environs de 1 % ?).
Les partisans de cette thèse considèrent par ailleurs que « la nature polygame des sociétés africaines a sans doute eu pour effet d’atténuer voire d’annuler en bonne partie cet éventuel déficit des naissances consécutif à la déportation de la population masculine ». Cet argument a été vivement attaqué par les contradicteurs de Pétré-Grenouilleau : en dehors du fait qu'il véhicule un stéréotype raciste qui renvoie les sociétés africaines à une prétendue « nature polygame », il trahit pour ses détracteurs une méconnaissance du fonctionnement réel de la polygamie ainsi que des principes élémentaires de la démographie. Il n'existe en effet aucun lien entre natalité et type d'union matrimoniale. La polygamie, ou pour être plus précis la polygynie, ne change en effet rien au taux de natalité des femmes : elle peut même avoir pour conséquence de réduire ce taux, en instituant un délai d’isolement après chaque naissance. Pétré-Grenouilleau mentionne aussi les décès de captifs survenus en Afrique. Il estime qu'en supposant qu'il y ait eu autant de décès que de captifs déportés, cela n'aurait pu que « localement » ralentir la croissance démographique et parfois l'annuler complètement.
Louise-Marie Diop-Maes adopte une tout autre approche : elle tente de comparer la population africaine du XVIe siècle, c'est-à-dire avant le début de la traite, avec celle du XIXe siècle pour estimer les effets globaux que la traite a pu avoir sur le développement démographique de l'Afrique noire. Les sources dont disposent les historiens pour effectuer de telles mesures sont extrêmement lacunaires, en partie à cause de l'absence d'archives, et pourraient le rester définitivement. Diop-Maes s'appuie principalement sur les récits des voyageurs arabes pour estimer la taille des villes et la densité du réseau urbain africain : elle estime que la population était au XVIe siècle de l’ordre de six cents millions (soit une moyenne d’environ trente habitants au kilomètre carré).
Ces chiffres constituent, dans l'état actuel des recherches sur le sujet, une hypothèse haute. La fourchette des estimations effectuées jusque-là variaient entre 25 millions (hypothèse basse reprise par Pétré-Grenouilleau) et 100 millions d'habitants. Louise Diop-Maes estime par ailleurs la population de l'Afrique noire des années 1870-1890 à environ deux cents millions d'individus : l'Afrique noire aurait connu une réduction de sa population de quatre-cents millions entre le milieu du XVIe siècle et le milieu du XIXe siècle. Dans l'hypothèse moyenne d'une stagnation de la population africaine aux alentours de 100 millions d'habitants, Patrick Manning avance que la part de la population d'Afrique noire dans la population mondiale aurait chuté de deux tiers entre 1650 et 1850.
En adoptant des méthodes d'évaluation sensiblement différentes, le démographe nigérian Joseph E. Inikori ou l'historien Walter Rodney ont eux aussi conclu que les effets démographiques de la traite négrière avaient été importants. Pour Inikori, le système économique africain de l'époque qui différait sensiblement du modèle européen n'était pas capable de faire une de telle perte humaine. Des baisses de population localisées se sont transformées en problèmes plus généraux. Sans parvenir aux chiffres avancés par Diop-Maes, Inikori estime que la traite atlantique et les diverses calamités naturelles auraient fait 112 millions de victimes en Afrique noire.
Les partisans d'un effet démographique massif mettent l'accent sur les effets indirects engendrés par la traite : elle a créé en Afrique noire un nouveau système d’organisation économique et sociale qui s'est progressivement centré sur l’activité d’esclavage. L'esclave est devenu la principale monnaie des individus et des États dans leurs relations d’échange. Ce système a conduit à une recrudescence de guerres, de razzias et de rapts, de chasse à l’homme permanente qui ont provoqué l’arrêt des nombreuses activités productives que signalaient les voyageurs arabes du XIe siècle au XIVe siècle. Louise Diop-Maes cite le déclin et la fermeture des prestigieuses universités de Tombouctou et de Djenné comme indice des effets sociaux profonds de l'intensification de la demande européenne en esclaves.
Elle estime que la traite a eu pour conséquence « l’éparpillement et l’isolement des populations, d’où progressivement le déclin des villes, la réapparition de la vie sauvage à grande échelle, la différenciation des mœurs, coutumes, entraînant l’émergence de nouvelles langues, « ethnies » ; d’où aussi la perte de la mémoire collective, l’ancrage de l’esprit de division, la déliquescence sociale etc. : les individus, les groupes, les communautés, vont vivre dans une méfiance excessive et morbide les uns des autres, chacun considérant l’autre comme son plus grand ennemi ».

#### Le cas de la Sénégambie
Les conclusions générales tirées par Diop-Maes concordent avec les études plus localisées réalisées par William Randles en Angola ou Martin Klein en Sénégambie. Les études menées sur cette région de l'Afrique à l'époque pré-coloniale permettent d'illustrer les différences de point de vue existant encore sur les conséquences de la traite négrière.
Martin Klein avance que, alors que la déportation des esclaves depuis la Sénégambie était relativement réduite en nombre absolu, le trafic a totalement désorganisé l'organisation politique locale (fin des grands empires et émiettement politique extrême) et généré une violence sociale importante. L'orientation générale des échanges vers le nord et le Sahara a été bouleversé par la traite négrière qui a déplacé la fenêtre d'ouverture du continent vers l'Atlantique (déclin des villes sahariennes, couplé à la chute de l'Empire songhaï, indépendante de la traite négrière, après la défaite de Tondibi contre le Maroc en 1591). Ainsi les Wolofs du Waalo et les Toucouleurs du Fouta Toro ont progressivement déserté, au cours du XVIIIe siècle, la rive nord du fleuve Sénégal pour la rive sud et se sont vus contraints de payer un lourd tribut aux Maures du Trarza et du Brakna.
À l'inverse, Philip Curtin prétend que cette même région n'aurait pas subi l'influence de la traite européenne, en restant en marge des échanges internationaux. Un de ses disciples, James Webb, amplifie les conclusions de son maître en affirmant que la traite transsaharienne est plus importante à la même période que la traite atlantique en Sénégambie. Les thèses de Curtin, et a fortiori celles de Webb sur l'impact de la traite sur les sociétés africaines ont été notamment critiquées par Joseph Inokiri, Jean Suret-Canale, Charles Becker et certains de ses anciens étudiants comme Paul Lovejoy – ainsi que certains historiens sénégalais comme Abdoulaye Bathily ou Boubacar Barry.

## Aspects économiques

### Le quart du trafic contrôlé par 4% des familles négrières
Selon l'historien Robert Stein, à Nantes, Bordeaux, La Rochelle, Le Havre et Saint-Malo, 550 familles arment au total 2 800 navires pour l’Afrique au XVIIIe siècle. Parmi elles, 22 (soit 4 % de l’ensemble) réalisent ¼ de l’armement. La large étude des associés et l’émergence
d’une élite managériale étaient les réponses rationnelles au caractère risqué du trafic négrier, et ce quel que soit le lieu.
Les membres de cette aristocratie négrière occupent souvent le haut du pavé. Au XVIIIe siècle, dans les grands ports européens, ils fournissent en notables le négoce et les institutions. Présents dans les sociétés ou cercles culturels, ils affichent leur réussite à travers les façades de leurs hôtels particuliers, leurs propriétés rurales et leur style de vie. Leur aisance, leur influence, leur prestige et leur capacité à mobiliser plusieurs types de « capitaux » (économiques, culturels, symboliques, politiques…) peuvent leur ouvrir les portes du pouvoir. La plupart des maires de la Restauration (1815-1830) ont été des négriers illégaux notoires.

### Un trafic à la rentabilité aléatoire[51],[Pétré 43]
La rentabilité en moyenne au plus fort de la traite
L'idée que les bénéfices des navires négriers étaient extraordinaires, nettement supérieurs à 100 %, enflamma l'imaginaire de plusieurs générations. Pourtant de récents travaux sur la rentabilité de la traite occidentale tendent à montrer que les profits étaient très loin d'être faramineux :
- Selon W.Unger, les actionnaires hollandais de la Midelburgsche commercie Compagnie ne retirèrent qu'un profit moyen annuel de 2,1 % entre 1730 et 1790[Tho 50].
- Selon J. Postman, sur la traite hollandaise (entre 1600 et 1815), les gains étaient de l'ordre de 5 à 10 % pour 54 % des expéditions. Même la traite libre connaissait des pertes.
- Pour J. Meyer, les gains pour les Nantais se situaient entre 4 et 10 %.
- Selon D. Richardson, W. Davenport, négrier de Liverpool, aurait obtenu un revenu moyen annuel de 10,5 % sur 67 expéditions entre 1757 et 1785[Tho 50]. À cette époque, les placements classiques rapportaient entre 4 et 6 %.
- À Bristol, les profits des expéditions négrières étaient de 7,6 % entre 1770 et 1792.
- Pour R. Anstey, la rentabilité de la traite britannique s'élevait à 10,2 % entre 1761 et 1807[Tho 50]. La traite britannique était la plus rentable parce que le système bancaire britannique assurait une plus grande rotation des capitaux et une meilleure rentrée des créances coloniales (Colonial Debt Act de 1732[Pétré 44]). De plus, le coût des marchandises de traite était moins élevé et le nombre de marins sur un bâtiment britannique était moins important que sur un bâtiment français.
- Pour Stephen Berhent, les profits de la traite britannique tournaient autour de 7,1-7,5 % entre 1785 et 1807.

« Une sorte de loterie où chacun espère rafler la mise ».
Les chiffres présentés ci-dessus ne sont que des moyennes et, à ce titre, ils doivent être fortement nuancés. Tous les travaux se rejoignent pour indiquer une très grande irrégularité des profits, à l'origine de réussites spectaculaires et de retentissantes faillites :
- 18 des 67 expéditions de W. Davenport sont déficitaires.
- Selon R. Stein, entre 1784 et 1786, la rentabilité des expéditions nantaises oscille entre -42 et +57 %.
- En 1783, l'expédition négrière nantaise de la Jeune-Aimée rapporta un profit de 135 %[Tho 52].
- À Bristol, un armateur qui organisa 30 expéditions de traite fit banqueroute en 1726[Tho 51].

La rentabilité de la traite indépendante au XVIIIe siècle
Sur la traite indépendante, les dangers étaient multipliés mais également les gains potentiels. En effet, ces trafiquants ne subissaient pas certains coûts des compagnies nationales à privilège (salaires des employés en métropole et en Afrique).
La rentabilité de la traite au XVIIe siècle et début XVIIIe siècle
À cette époque, les profits étaient importants et même des compagnies à monopole connurent de bonnes fortunes.
- Ce fut le cas de la Compagnie royale d'Afrique qui engrangea un profit moyen de 38 % entre 1680 et 1687 pour 99 traversées[Tho 53].
- Au début du XVIIIe siècle, la Compagnie des mers du Sud semble avoir fait un profit de 30 % dans sa traite avec Buenos Aires[Tho 53].

Cependant, Meyer pour les Français et Unger pour les Hollandais montrent qu'il y a eu une baisse de la rentabilité sur le XVIIIe siècle. En effet, certains facteurs (standardisation des marchandises de traite et essor des manufactures) contribuent à réduire les coûts, mais d'autres facteurs (concurrence accrue, instabilité militaire sur les mers, augmentation considérable de la valeur des êtres humains en Afrique…), plus nombreux, conduisent à une baisse de la rentabilité.
Les profits au XIXe siècle
Ils dépassèrent ceux du siècle précédent.
- Le Cultivateur, négrier nantais, rapporta un profit de 83 %[Tho 55].
- Selon Howard, même si les Britanniques capturaient un bateau sur deux, le profit était de 100 %[Tho 56].

De gros négociants déportant des esclaves « illégalement », que ce soit à Cuba ou au Brésil, auraient fait faillite, à moins qu'ils n'aient investi dans les plantations de sucre ou de café. Il semble également que beaucoup de négriers aient exagéré leurs profits à cette époque.

### La traite dans les économies occidentales[52],[Pétré 45]

#### La traite, à l'origine du financement de la révolution industrielle?
Pour Karl Marx, les sources de « l'accumulation primitive » à l'origine de la révolution industrielle étaient l'expropriation paysanne puis la traite et l'exploitation esclavagiste. E. Williams en 1944 a soutenu que la traite, à elle seule, avait suffi au financement du take-off britannique. À la suite de très nombreuses études sur la révolution industrielle et l'industrialisation en Europe, cette thèse est aujourd'hui dépassée :
- selon François Crouzet (1922-2010), les premiers capitalistes de l'ère industrielle étaient issus des strates de la petite et de la moyenne bourgeoisie et les capitaux qu'ils avaient à leur disposition étaient modestes et facilement empruntables. Ces faits infirment la thèse d'une indispensable accumulation du capital pour expliquer les débuts de l'industrialisation (mais ce sont surtout les progrès techniques qui permirent la révolution industrielle en Angleterre (puis sur le continent) : invention de la machine à tisser (métier Jacquart) , de la machine à vapeur, de la locomotive à vapeur, de la production d'acier avec des procédés modernes, de machines agricoles etc.) ;
- les profits de la traite n'avaient pas atteint des sommets ;
- d'autres facteurs, comme l'essor des campagnes, du commerce intérieur et la constitution d'un marché unifié, avaient joué un rôle déterminant dans le démarrage de la révolution industrielle britannique ;
- selon S. Engerman, l'apport du capital négrier dans la formation du revenu national était rarement supérieur à 1 %, le maximum étant atteint en 1770 avec 1,7 % ;
- R. Anstey estime que la contribution du trafic négrier dans la formation du capital britannique se situa en moyenne autour de 0,11 % ;
- Olivier Pétré-Grenouilleau montre que les négriers nantais, élites dominantes jusqu'en 1840, investirent dans la banque et les assurances, contribuèrent à l'essor des méthodes de l'agriculture nouvelle, s'intéressèrent à la conserverie, à la construction navale et à la métallurgie. Il y a eu des croissances, parfois spectaculaires, dans certains secteurs, mais Nantes n'a pas connu de développement économique. En diversifiant leurs investissements plutôt que d'investir de manière réelle et durable, les négriers nantais comme en Grande-Bretagne et partout en Europe, étaient des négociants et non des industriels.

#### La traite, le débouché de la production européenne?
Pour P. Boulle, la traite n'a été « qu'un apport parmi d'autres au développement » de la Grande-Bretagne. C'est la multiplicité de ses marchés et l'intégration de ses secteurs économiques qui fournirent à l'industrie les moyens de soutenir son développement. Au début du siècle, la part de l'Afrique dans le commerce extérieur n'était que de 2 %. Sur le XVIIIe siècle, la traite britannique s'était fortement accrue (50 % de la traite négrière) si bien qu'en 1760, 43 % des toiles exportées étaient à destination de l'Afrique. Mais l'Amérique et les Antilles, qui offraient alors un débouché presque aussi large, prirent une place de plus en plus importante au cours du temps. Quant au marché intérieur, il devient le principal débouché de l'industrie britannique après 1750.
En France, la traite (qui représentait 20 à 25 % du trafic négrier vers 1750) fit naître des industries locales. Mais celles-ci périclitèrent.
Pour les Provinces-Unies, elles avaient subi l'effet pervers ou « boomerang » de leur réussite commerciale : la masse et le bon marché des produits n'y permettaient pas l'implantation d'industries nationales.

#### Rôle de la traite dans le développement économique
Personne aujourd'hui ne conteste le rôle primordial de la traite dans l'extension du système de la grande plantation, dans l'essor des productions coloniales, ainsi que dans l'accroissement du commerce international de ces produits. Il est indéniable que le commerce international des produits des colonies était profitable, qu'il permit une croissance spectaculaire du trafic maritime et qu'ils ont été nombreux à y faire fortune. Mais ce n'est pas « la » cause du développement occidental.
- Paul Bairoch montre que le commerce intra-européen avait joué un rôle beaucoup plus important que le commerce colonial dans l'essor du Vieux Continent.
- Pour Eltis, la traite « constituait une part si infime du commerce atlantique des puissances européennes que, même en imaginant que les ressources employées dans la traite n'auraient pu être employées ailleurs, sa contribution à la croissance économique des puissances européennes aurait été insignifiante ». Lorsque la traite britannique fut à son maximum cela ne dépassait pas les 1,5 % des navires la flotte britannique et les 3 % de son tonnage. Quant au produit brut des colonies esclavagistes britanniques, il n'était guère plus élevé en 1700 que celui d'un petit comté britannique, et il correspondait à peine à celui d'un comté un peu plus riche en 1800. Il disait même « la taille et la complexité de l'économie britannique au début du XIXe siècle suggère l'insignifiance, et non l'importance du sucre. La croissance d'aucune économie ne peut en effet, quel que soit le lieu, dépendre d'une seule industrie »[Pétré 46]. Eltis en conclut que la Grande-Bretagne aurait pu connaître un important développement économique en l'absence de ses relations avec l'Afrique et avec l'Amérique.
- Pour la France, l'interruption de la traite (entre 1792 et 1802, puis entre 1803 et 1815) n'a pas provoqué un arrêt de l'économie française.
- Les origines de la révolution industrielle sont lointaines et globales. Certains historiens n'hésitent pas à les faire remonter au Moyen Âge. Ainsi les marchés intérieurs européens et la formation précoce d'un marché national unifié en Grande-Bretagne (progrès des transports et petite taille du pays) ont joué un rôle important. La relative pénurie de main d'œuvre a pu pousser la Grande-Bretagne à créer des machines.
- L'importance du commerce colonial dans le commerce total, si elle avait été spectaculaire au cours du XVIIIe siècle, doit être nuancée. En France, la croissance avait été réelle entre 1716-1736 et 1748. À la fin du XVIIIe siècle, la croissance du commerce extérieur français s'explique par la flambée des prix des produits coloniaux alors que les prix des autres produits reculent. Ensuite, une grande partie des produits coloniaux était immédiatement réexportée sans avoir été transformée (de 17,7 % en 1716, elle était de 33 % en 1787). La « colonisation » de l'économie française conduit à un trafic peu « productif ». Ce commerce profitait aux négociants, aux différents intermédiaires et à l'État.

La « valeur ajoutée » de cette activité servile était finalement faible : à part la production de sucre (facilement remplaçable, à l'époque, par la production de miel) et de tabac (pas vraiment utile pour la vie des gens de l'époque), cette activité ne générait que peu de bénéfices (par rapport aux autres activités en Europe), surtout si l'on considère les investissements coûteux pour y arriver : construction de navires, embauche d'équipage, fabrication de viande ou poisson salés en quantité, etc..

## Autres aspects

### La position de la papauté
L'omniprésence des Portugais le long des côtes africaines de l'Atlantique durant cette période s'explique aussi par la politique des papes à l'égard de l'Afrique :
- En 1442, le pape Eugène IV, par la bulle pontificale, Illius qui approuva les expéditions du prince Henri le Navigateur en Afrique[Tho 58].
- Puis le pape Nicolas V publia deux bulles, Dum diversas et Romanus pontifex[Tho 59].
  - La première bulle, 1452, donna toute latitude aux Portugais pour attaquer, conquérir et soumettre les Sarrasins, païens et autres incroyants. L'emploi très fréquent du terme Sarrasin montre combien il était préoccupé de la situation en Méditerranée. Sans doute le but était-il de faire diversion et d'allumer des contre-feux pour éviter la chute de Constantinople, ce qui arriva l'année suivante.
  - La seconde bulle du 8 janvier 1454 approuva ce que les Portugais avaient entrepris et accueillit avec grand enthousiasme tant les découvertes que les installations en Afrique ; il encouragea les rois à convertir au christianisme les populations locales et donna son approbation expresse au monopole commercial des Portugais en Afrique. Les conquêtes au sud du cap Bojador seraient à jamais portugaises. Il en était de même de « toute la côte de Guinée, incluant les Indes » (ce nom désignant alors à peu près tous les territoires censés se situer sur la route de la Chine).
- Enfin, son successeur, Calixte III, publia la bulle Inter caetera en mars 1456[Tho 60], qui garantissait à l'Espagne (les couronnes de Castille et d'Aragon) tous les territoires « à l'ouest et au sud » d'une ligne de pôle à pôle à 100 lieues à l'ouest de toutes les îles des Açores ou du Cap-Vert.

Les Portugais obtinrent également du pape qu'il déclare que le Portugal avait conquis l'Afrique jusqu'à la Guinée. Fort de ces bulles, les Portugais n'hésitèrent pas à arraisonner tout bateau qui se trouvait sur les côtes africaines et à pendre l'équipage (surtout des Espagnols).
Toutes ces fameuses bulles approuvant les expéditions portugaises avaient été promulguées parce que la papauté estimait nécessaire d'agir avec vigueur contre l'islam qui semblait menacer, après la chute de Constantinople (1453), l'Italie elle-même autant que l'Europe centrale. Calixte III déploya maints efforts pour mettre sur pied une ultime croisade. Les projets du prince Henri s'inscrivaient dans ce plan d'ensemble. En 1494, par le traité de Tordesillas, les zones d'influence de l'Espagne et du Portugal étaient délimitées.
- Quant à l'esclavage en particulier, en 1435, par la bulle Sicut Dudum, Eugène IV condamne l'esclavage des habitants noirs des îles Canaries. Sous peine d’excommunication, tout maître d’esclave a quinze jours à compter de la réception de la bulle pour rendre leur liberté antérieure à toutes et chacune des personnes de l’un ou l’autre sexe qui étaient jusque-là résidentes desdites îles Canaries […] Ces personnes devaient être totalement et à jamais libres et devaient être relâchées sans exaction ni perception d’aucune somme d’argent.
- La bulle Sublimis Deus de Paul III, du 29 mai 1537, interdit totalement l'esclavage des Indiens d'Amérique. Il condamne sans appel la pratique de l'esclavage, et qu'il dénonce comme directement inspirée par l'Ennemi du genre humain, Satan.

Enfin, les négriers avaient la possibilité de baptiser l'ensemble des captifs embarqués en Afrique. Par cet acte, les Noirs païens qui étaient « voués à l'enfer éternel », selon les missionnaires chrétiens, avaient une chance d'aller au paradis. C'étaient donc les esclaves, selon cet argument, les grands bénéficiaires de l'opération. Pour certains hommes, notamment des hommes d’Église, cet argument était essentiel.

## Chronologie par pays

### Brésil
- 1888, abolition de l'esclavage au Brésil.

### Cuba

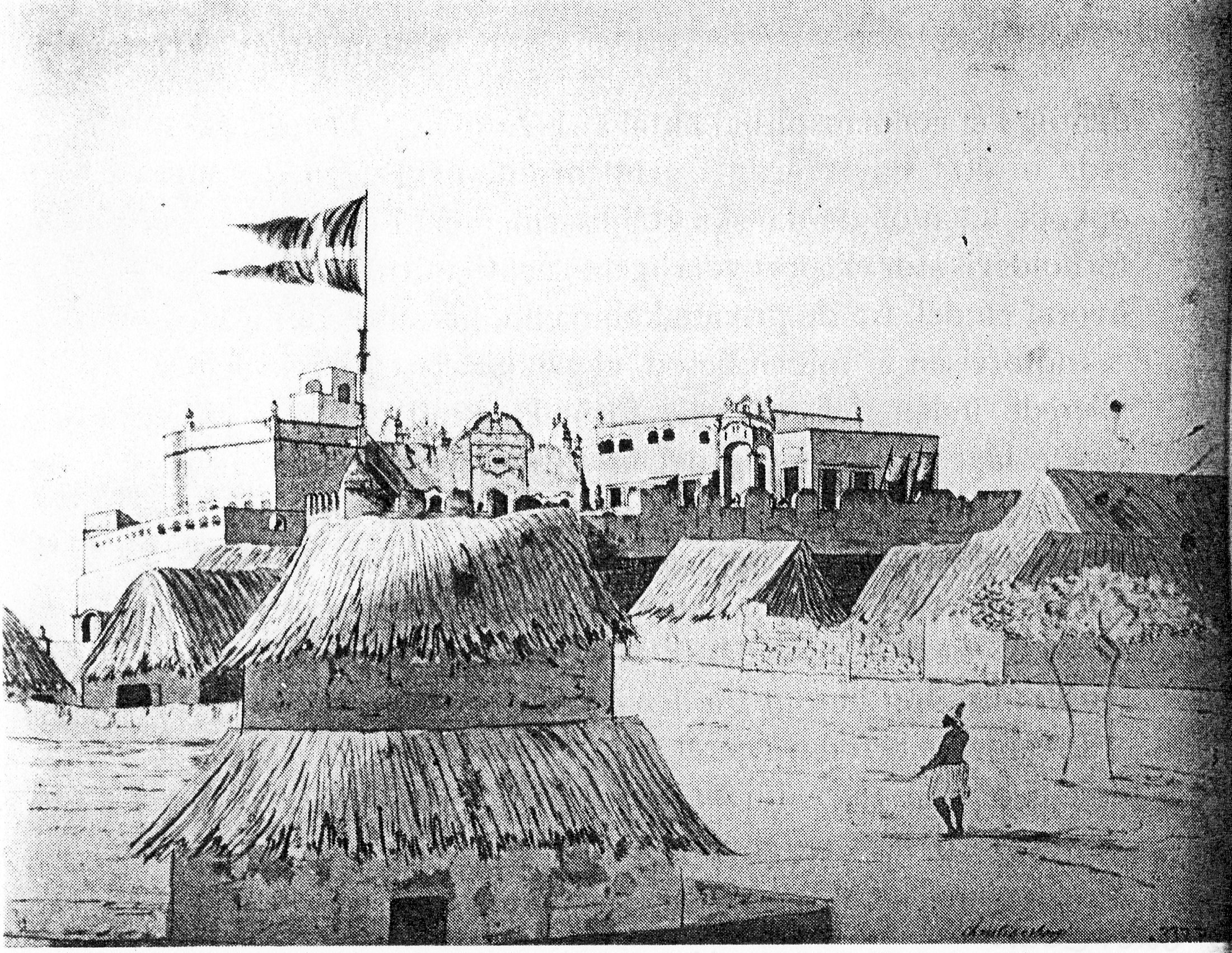
Christiansborg, fort de traite danois sur la Côte-de-l'Or, début du XVIIIe siècle.

- 1886, Cuba abolit l'esclavage.

### Danemark
- 1792, par ordonnance royale, le Danemark abolit la traite à compter de l'année 1803[29]. De 1694 à 1803, la traite négrière opérée par le Danemark-Norvège, a entraîné la déportation de 100 000 individus[54].

### Espagne
- 1518, Charles Quint autorise la traite et l'esclavage.

### États-Unis
- 1807, les États-Unis abolissent la traite.
- 1865, les États-Unis abolissent l'esclavage.

### France
- 1315, l'Édit de Louis X stipule que tout esclave touchant le sol français devient automatiquement libre.
- 1594, première expédition négrière française.
- 1626, autorisation de déporter les premiers esclaves dans une colonie française.
- 1642, autorisation de la traite par Louis XIII.
- 1664, création de la compagnie des Indes occidentales par Colbert[Pétré 42].
- 1685, promulgation du «Code noir» par Louis XIV.
- Sous la régence de Philippe, duc d’Orléans, les Lettres Patentes de 1716 et 1727 permettent aux principaux ports français « de faire librement le commerce des nègres » et réduisent de moitié les taxes sur les denrées en provenance des colonies comme le sucre[Pétré 47]. Il reste à acquitter un droit de 20 livres par Noir introduit aux îles.
- 1725, sous Louis XV, fin du monopole effectif. La traite privée devient libre en échange de droits payés.
- 1767, liberté totale de la traite sans droits à payer. La Compagnie des Indes rétrocède les Mascareignes au roi ; début de la croissance économique et intensification de l’esclavage.
- 1768, les ports sont exemptés du droit de 20 livres par Noir introduit aux Îles, droit ramené entre-temps à 10 livres.
- 1784 et 1786, sous Louis XVI, les efforts financiers de l’État sont grands : tout navire négrier reçoit une prime annuelle d’encouragement de 40 livres par tonneau de jauge payée avant son départ et une prime de 160 ou 200 livres pour chaque captif débarqué dans la partie sud de l'île de Saint-Domingue[Pétré 47] ; ces efforts portent leurs fruits, les armateurs, même les plus timorés, ont de l’estime pour ce trafic.
- 1788, création de la Société des amis des Noirs.
- 1791, confirmation, le 13 mai de l'esclavage dans les colonies par l'Assemblée constituante française mais interdiction le 28 septembre sur le territoire métropolitain.
- 1792, première interdiction les 11 et 16 août par l'assemblée législative des primes annuelles accordées depuis 1784 aux armateurs négriers.
- 1793, la Convention refuse , d'abolir l'esclavage mais les 27 juillet et 19 septembre, confirme la suppression des primes pour la traite des esclaves.
- 1794, abolition le 4 février de l'esclavage par la Convention mais la traite continue à l'île Bourbon (aujourd'hui île de la Réunion) et à l'Île-de-France (île Maurice).
- 20 mai 1802, la loi du 30 floréal an X maintient l'esclavage dans les colonies restituées (Martinique, Sainte-Lucie) par le Royaume-Uni à la France et de la traite négrière.
- 16 juillet 1802, arrêté consulaire sur le rétablissement de l'esclavage dans les colonies où il avait été aboli (Guadeloupe, Guyane, Saint-Domingue)
- 1815, le 29 mars pendant les Cent-Jours, Napoléon décrète l'abolition de la traite. Au Congrès de Vienne, la traite est officiellement interdite.
- 1817, Louis XVIII signe une ordonnance interdisant la traite en France.
- 1820, établissement de croisières de répression le long des côtes africaines.
- 1827, loi relative à la répression de la traite des noirs, bannissement et amende égale à la valeur du navire et de la cargaison (bulletin des lois no 155 du 25 avril 1827[55])
- 1829, début de l'immigration indienne vers les colonies françaises.
- 1831, troisième et dernière loi abolitionniste française.
- 1848, la France abolit l'esclavage dans toutes ses colonies (ce qui abolit également la traite négrière réellement).
- 1849 Le Tourville aurait été le dernier navire français à réaliser une expédition négrière.

### Grande-Bretagne
- 1807, la Grande-Bretagne abolit la traite.

### Hollande
- 1863, l'esclavage est aboli dans les colonies hollandaises de Surinam et Curaçao.

### Portugal
- 1441 début de la traite négrière occidentale. Des navigateurs portugais ramènent les premiers esclaves noirs au Portugal.

### États pontificaux
- 1537, le pape Paul III condamne la pratique de l'esclavage dans la bulle Veritas ipsa.
- 1839, le pape Grégoire XVI condamne officiellement la traite négrière.

### Réglementations
Le premier code visant à réglementer l'esclavage date de 1680. Il a été réalisé en Virginie. La Caroline fit de même en 1690.

#### Le Code noir français
En France, le Code noir réglementait le traitement des esclaves dans les colonies. Par certains côtés, l'esclave était considéré comme un être humain, mais il était également une chose au sens juridique du terme, placée en dehors de tout droit de la personnalité. Promulgué en 1685 par Louis XIV, le Code noir ne fut aboli qu'en 1848.
L'esclave, un être humain
- Il y avait des articles sur le baptême (art. 2), le mariage (art. 11 et 13) et l'enterrement (art. 14) de l'esclave. Celui-ci était donc considéré comme un être humain parce que, selon le droit canonique, le sacrement du baptême, le sacrement du mariage et l'enterrement en terre sainte ne pouvaient être donnés qu'aux seuls êtres humains.
- L'esclave était responsable pénalement (art. 32, 35 et 36). Dans le cas d'un crime, d'un vol ou de délits, le système de punitions mis en place était très sévère mais il n'était pas fondamentalement différent de celui appliqué à bien des hommes libres. L'esclave était donc un être humain.
- Il existait des mesures visant à protéger le quotidien de l'esclave : obligation de fournir un minimum de nourriture aux esclaves (art. 22), de les vêtir (art. 25 et 26), d'assurer leur retraite (art. 27), de respecter des créneaux de repos (art. 6). Il y avait également des mesures limitant le pouvoir du maître. Les châtiments corporels trop graves et la mise à mort étaient interdits (art. 42 et 43). Mais dans les faits, cette partie sera peu, voire pas du tout, appliquée.
- Enfin les articles sur l'affranchissement (art. 55, 56 et 57) donnent une qualité humaine à l'esclave.

L'esclave, un bien meuble
- Par l'art. 44 et bien d'autres, l’esclave noir devenait un bien « meuble », c’est-à-dire une marchandise qui pouvait être vendue, transmise par héritage. Il rentrait également dans le capital de l'entreprise lorsqu'il travaillait. En cas de faillite de l'entreprise, l'esclave noir pouvait être vendu aux enchères, puisqu'il était considéré comme faisant partie de l'actif (art. 46).
- Il pouvait également être assuré. Au XVIIIe, l'assurance sur la vie était interdite parce que la vie dépendait de Dieu, et donc cela revenait à faire un pari sur la volonté divine. En revanche, l'esclave pouvait être assuré puisqu'il était un bien meuble.
- L'esclave ne pouvait pas posséder de patrimoine (art. 28).
- L'esclave ne pouvait pas aller en justice (art. 31).
- Les condamnations en cas de révolte pouvaient être extrêmes. L'esclave qui frappait (sans le blesser) son maître ou un membre de sa famille, risquait la mort. Au mieux, c'était le fouet et la marque au fer rouge d'une fleur de lys(art. 33).
- Les condamnations en cas de fuite (art. 38) ou de rassemblement (art. 16) pouvaient également être extrêmes.

L'ambiguïté « humain ou marchandise » n'était pas une nouveauté du Code noir. Déjà dans l'Antiquité, le système juridique romain l'exprimait : selon le droit naturel, la morale, l'esclave était un homme, alors que, selon le droit positif, le droit romain précis, il était une chose.

### Un crime contre l'humanité
Plusieurs pays ou institutions considèrent la traite négrière et l'esclavage comme des crimes contre l'humanité :
- La France depuis 2001 (loi Taubira)[56] ;
- Le Sénégal depuis 2010[57] ;
- L'Union africaine depuis 2025[58].

### Un commerce de personnalités influentes
- En 1647, la Barbade compte déjà 4000 esclaves, 8 fois plus qu'en 1642. La spéculation sur le sucre explose. Le colonel Hilliard, qui avait payé 400 livres sa plantation en 1642 en revend en 1647 la moitié à Thomas Modyford, futur gouverneur, pour 7000 livres sterling.
- En 1660, Charles II Stuart, retrouve son trône et fonde la compagnie des aventuriers d'Afrique, dirigée par Thomas Modyford jusqu'en 1669.
- En 1665, Sir John Yeamans et le colonel Benjamin Berringer, planteurs de sucre de la Barbade, partent avec plusieurs centaines d'esclaves dans la Province de Caroline, dont ils deviennent gouverneurs, fonder l'expansion des grandes plantations de tabac.
- En 1664, Thomas Modyford émigre avec 700 de ses esclaves à la Jamaïque, devient gouverneur et implante l'économie sucrière.
- En 1671, Thomas Lynch planteur et négociant d'esclaves lui succède, après avoir vécu cinq ans en Espagne. Conformément au souhait de Charles II de faire de la Jamaïque la réserve d'esclaves de l'empire espagnol, il désarme les flibustiers, pour assurer la stabilité.
- En 1672, la nouvelle Compagnie royale d'Afrique reçoit le monopole de l'importation d'esclaves et construira des dizaines de forts en Afrique. Son créateur est le duc d'York Jacques Stuart, qui succède de 1685 à 1688 à son frère le roi Charles II.
- En 1676, le chef pirate Henry Morgan, arrêté en 1672 par la Royal Navy, devient gouverneur de la Jamaïque et l'un de ses plus riches planteurs. Dans les années 1680, 8000 esclaves arrivent chaque année dans l'île.
- En 1677, l'amiral Jean-Baptiste Du Casse, directeur de la Compagnie du Sénégal, obtint le privilège de vendre aux Antilles chaque année pendant 8 ans 2000 esclaves et devient en 1691 gouverneur de Saint-Domingue, où il acquiert une grande plantation.
- Dès 1678, son plus grand client fut le capitaine Charles François d'Angennes, marquis de Maintenon. Après avoir dirigé la flotte corsaire contre les hollandais, il devient le plus riche planteur de la Martinique, qui ne comptait encore que 2600 esclaves en 1674.
- En 1701, Antoine Crozat prend la direction de la Compagnie de Guinée, à qui Louis XIV impose désormais d'amener « 3000 nègres pour chaque an aux îles ». Acquéreur de la Louisiane en 1712, il y importe des esclaves et se heurte aux amérindiens.
- Dès 1735, Antoine Walsh, leader de la communauté jacobite des irlandais de Nantes et fils de Phillip Walsh, qui a ramené en France Jacques II, est le premier négociant de Nantes. Il finance les rébellions du jacobitisme et fait échec aux projets de taxation du sucre.
- De 1748 à 1751, grâce aux capitaux parisiens levés par société Grou et Michel et la société d'Angola, les familles Grou, Michel et Walsh, à la fois alliées et rivales, contrôlent 48 % de la traite nantaise. Guillaume Grou avait épousé Anne O'Shiell, sœur de Mary O'Shiell, qui était l'épouse d'Antoine-Vincent Walsh. Sans descendance, leur fortune (4,5 millions de livres) est confisquée en 1793.
- En 1771 et 1775, Thomas Sutton de Clonard, actionnaire et officier de la Compagnie des Indes orientales, associé du banquier Isaac Panchaud, achète une immense plantation sucrière à Saint-Domingue pour 7,8 millions de livres[59].